# Древнеримская торговля

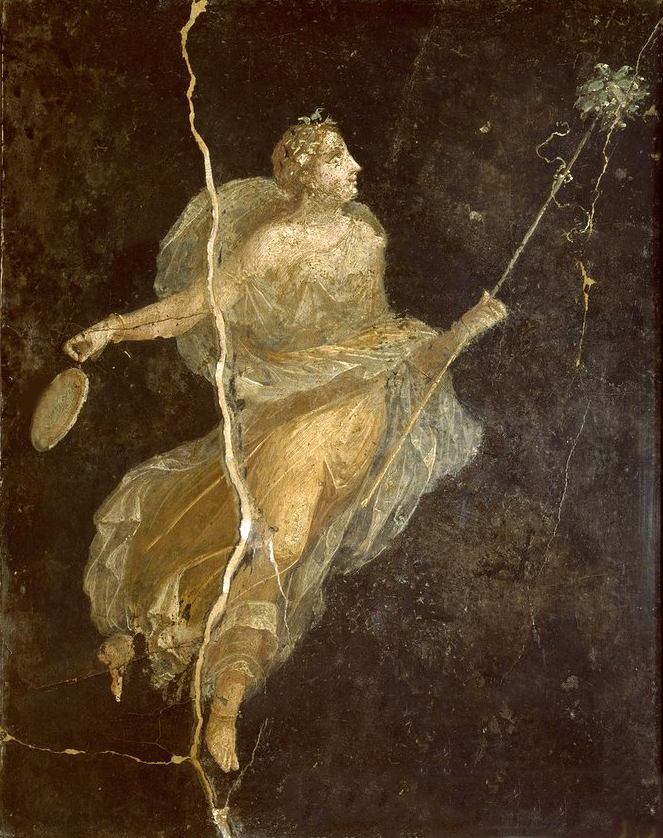
Древнеримская фреска из города Помпеи, I века, изображает менаду в шёлковом платье, Национальный археологический музей (Неаполь). Шёлк доставлялся из Китая в правление династии Хань по Шёлковому пути и был ценным товаром в римском мире, тогда как римское стекло поступало в Китай по суше и морю.

Торго́вля в Дре́внем Ри́ме была весомым сектором римской экономики в поздней Республике и в течение всего имперского периода. Римляне активно занимались торговлей, и долговечность их Империи была тесно связана с коммерцией.
Хотя римские сенаторы и их сыновья имели ограничения на участие в торговле, представители всаднического сословия занимались различными видами бизнеса, несмотря на ценности их класса, где главное внимание уделялось военной службе и досугу. Плебеи и вольноотпущенные держали магазины или палатки для розничной торговли на рынках, а рабы выполняли большую часть тяжёлой работы.
Сами рабы также были предметом коммерческих операций, хотя работорговля утратила свою масштабность к концу существования Западной Римской империи.
Бухгалтерия римской торговли велась со счётными досками и римскими счётами. Абак, который использовал римские цифры, идеально подходил для подсчёта римской валюты и учёта римских мер.

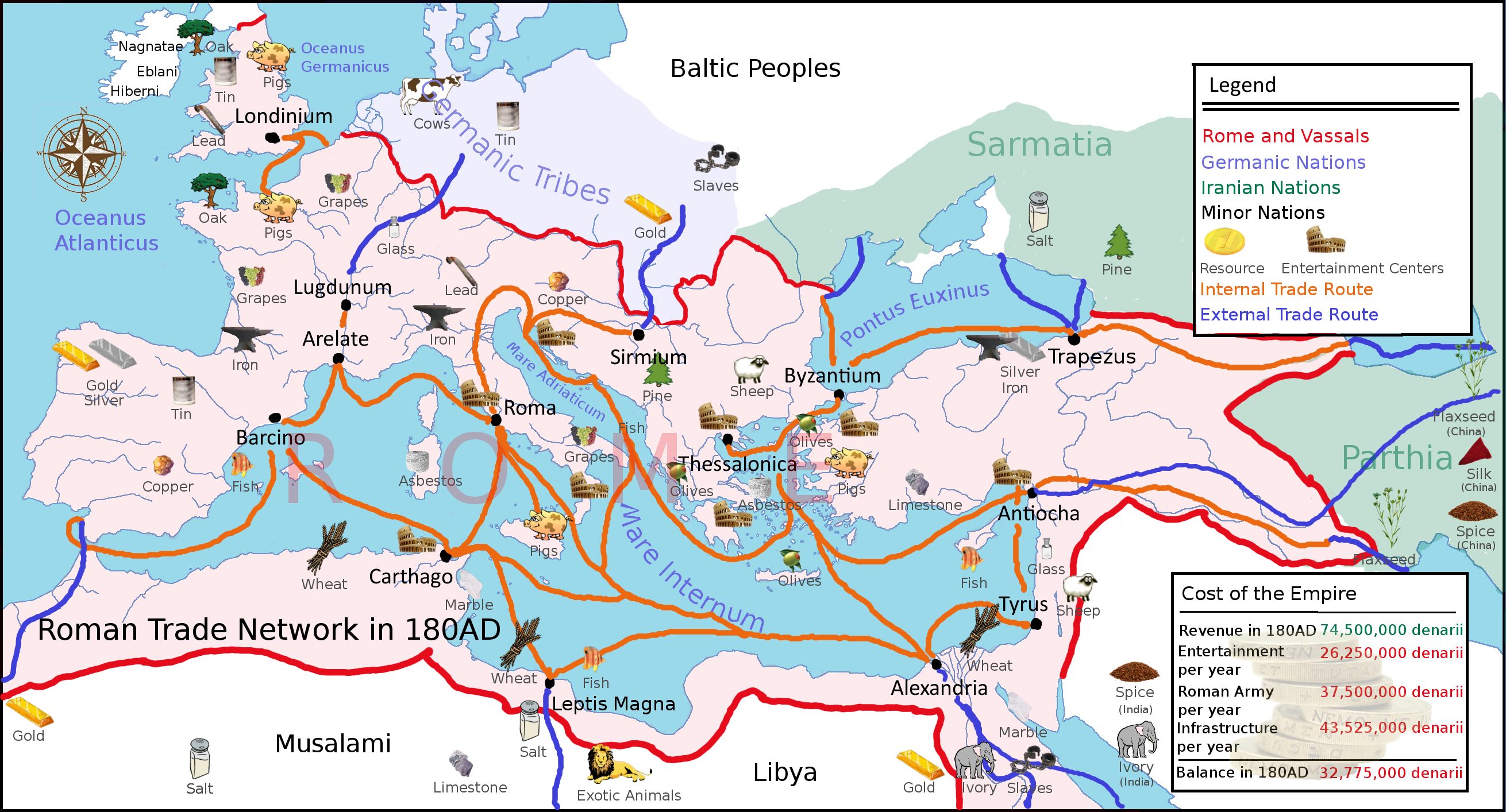
Основные римские торговые пути, внутренние и внешние, в 180 г. н. э.

## Римские рынки

Города римского мира в имперский период

На пике своего развития, после Антониновой чумы в 160-х годах, население страны составляло около 60-70 млн человек с плотностью населения около 16 человек на квадратный километр. В результате падения Западной Римской империи в V и VI веках, а затем череды военных конфликтов на Востоке численность населения сократилась и в Западной Европе вернулась к прежнему уровню лишь в XII и XIII веках.
По стандартам древнего мира Римская империя была сильно урбанизирована.
Хотя римские городские центры по своей планировке были в целом подобны греческим городам, их количество и размер существенно различались.
Согласно недавней работе в имперский период в римском мире насчитывалось около 1400 поселений городского типа. Во времена наивысшего расцвета в Риме проживало около миллиона человек, чему не было равных в Европе до XIX века. В Рим, как в столицу, стекались налоги со всей империи, что ставило его в экономически выгодное положение. В других крупных городах империи (Александрия, Антиохия, Карфаген, Эфес, Салоны и др.) население составляло в лучшем случае несколько сотен тысяч человек. Из оставшихся городов большинство были довольно небольшими, обычно с населением всего 10-15 тыс. человек. Общая численность городского населения империи оценивается примерно в 14 млн человек (при использовании порога городского населения в 5000 человек), что указывает на уровень урбанизации не менее 25-30 %, что согласуется с традиционными оценками для общей численности городского населения, сопоставимыми с показателями XIX века.
Высокий уровень смертности и антисанитарные по современным понятиям условия делали города неблагополучным для жизни местом, где число смертей превышало число рождений. Уровень населения в них поддерживался лишь благодаря постоянной иммиграции. Крупные города стали основным стимулом производства для удовлетворения спроса, причем не только на сельскохозяйственную продукцию, но и на промышленные товары и предметы роскоши.
В рабовладельческом обществе Древнего Рима натуральное хозяйство оставалось господствующим для большинства населения, несмотря на развитие товарообмена и товарно-денежных отношений.
Однако развитие производительных сил общества и углубление межрегионального разделения труда объективно подготавливали условия для смены натурального хозяйства товарным, где специализация производителей на изготовлении одного какого-либо товара развивалась, охватывая всё более обширные территории.
Наиболее важный торговый обмен шел между Римом и провинциями. Некоторые товары, в которых нуждался Рим, пришлось импортировать, а излишки итальянских товаров продавались в провинциях. Особенно было востребовано итальянское оливковое масло, а также итальянские вина, которые со временем вытеснили греческие вина и хорошо продавались на Востоке. В Путеолах, в Неаполитанском заливе, огромное количество металлопродукции производилось на экспорт. С другой стороны, миллионы людей в Риме и Италии получали зерно в качестве основного продукта питания из Сицилии и Египта. Из-за значительной потребности в рабочей силе торговля рабами достигла огромных размеров. Руда импортировалась из Испании, a предметы роскоши с Востока. Некоторые города превратились в известные торговые центры, многие из них специализировались на определённых видах торговли.
Рынок был биполярным: с одной стороны, городская беднота могла покупать только базовые продукты и некоторые виды простых изделий ручной работы, а с другой — элита, которая все чаще искала доступ к предметам роскоши.
Ремесленники и торговцы работали преимущественно для зажиточного меньшинства.
Наиболее богатые 1,5 % населения получали около 20 % всех доходов. Ещё 20 процентов доходов приходилось примерно на 10 % населения, которое можно условно охарактеризовать как «средний класс».
Помимо растущей имперской бюрократии с развитием ремесел, городов и торговли был создан слой «торгового класса» и возникли успешные предприниматели, импортеры и торговцы со значительной собственностью, но без позиции, сравнимой с тогдашней знатью, которую можно было бы считать средним классом по современным стандартам.
Оставшиеся подавляющее большинство населения получало более половины от общего дохода, но жило на грани нищеты.
Длительный мир (Pax Romana), который начался в конце I века до н. э., благоприятствовал развитию торговли. Подавление пиратства, строительство и использование военных дорог обеспечили безопасность торговли. Хотя в экономике тогда преобладало сельское хозяйство, было также много мастерских, и такие предметы, как текстиль, керамика, плитка и папирус, производились в огромных количествах. Обработка стекла началась в начале имперского периода. Большинство предметов было произведено для местного рынка, но те товары, для которых был специализирован конкретный регион, обычно превышали местный спрос, поэтому излишки продавались в другом месте. Торговцы путешествовали повсюду, некоторые очень далеко, даже за пределами империи: например, торговля с Индией достигла значительных размеров. Средиземноморский мир был взаимосвязан, как никогда раньше.
Все цитируемые историки-экономисты подчеркивают, что любую оценку можно рассматривать только как грубое приближение к реалиям древней экономики, учитывая общее количество сохранившихся данных.
В целом очевидно, что экономика римского мира демонстрировала черты как неразвитости, так и высоких достижений. Элементы первого, как утверждают некоторые историки (особенно М. И. Финли), таковы:
- чрезмерная зависимость от сельского хозяйства
- медленное распространение технологий
- высокий уровень местного городского потребления, вместо региональной торговли
- низкий уровень инвестиций в промышленность, связанный с практикой крупномасштабного использования рабов в качестве «универсального двигателя» во всех областях индустрии.

Однако есть также свидетельства того, что со II века до н. э. по II век н. э. значительно увеличилась доля рабочих, занятых в сфере производства и услуг, и увеличилась торговля между регионами товарами первой необходимости и промышленными товарами. В более поздний имперский период, хотя торговля на востоке увеличилась, чему способствовало основание Константинополя, торговля в западной империи пришла в упадок.
Однако какими бы ни были точные экономические механизмы частного предпринимательства, масштабы торговли в римском мире чрезвычайно впечатляют, и никакое другое доиндустриальное общество не могло даже приблизиться к этим показателям.

## Налоги и пошлины
Налоговый кодекс империи был сложной системой прямых и косвенных налогов, некоторые из которых оплачивались наличными, а некоторые — натурой. Налоги в натуральной форме были приняты из менее монетизированных районов, особенно тех, которые могли поставлять зерно или товары в военные лагеря.
В эпоху принципата в I—III веках н. э. продовольствие по фиксированным ценам покупалось у частных лиц, проживавших в районе, где располагалась или проходила армия. При необходимости дополнительные партии зерна закупались по коммерческим ценам на рынке. Из некоторых провинций, специализировавшихся на культивации пшеницы, зерно также было собрано в качестве налога в натуральной форме (для реализации программ хлебных раздач в Риме) часть этого налога раздавалась чиновникам и солдатам (которым полагалось 30 модиeв зерна в год на человека), а другая часть продавалась по рыночным ценам.
Основным источником косвенных налоговых поступлений были портории, таможенные пошлины и пошлины на импорт и экспорт, в том числе между провинциями.
Портовые таможни взимали от 2 до 5 % пошлины от стоимости обычных товаров и 25 % от стоимости предметов роскоши (шёлк, драгоценные камни, предметы искусства, посуда из серебра и золота, дорогие одежды и пряности). Однако купцы нередко давали взятки таможенникам, которые либо занижали стоимость грузов, либо не учитывали всю численность ввозимого товара.
В течение I века общая стоимость товаров импортируемых путем морской торговли, из региона Индийского океана (включая торговлю шелком и специями), составляла примерно 1 миллиарда сестерциев, что позволило римскому государству собрать 250 миллионов сестерциев этой цифры в виде налога (с общими государственными расходами рима около 1 миллиарда).
Исследователь Рауль Маклафлин подчеркивает, что «пока процветала международная торговля, Римская империя могла покрывать (свoи) высокиe военные расходы». Ещё 25 млн сестерциев было собрано, облагая налогом экспортируемые римлянами товары, загруженные на суда, предназначенные для Аравии и Индии (на общую сумму около 100 миллионов).
Специальные налоги были наложены на работорговлю. Торговля эта приносила большой доход казне, так как ввоз, вывоз и продажа рабов были обложены пошлиной: с евнуха взималось 1/8 стоимости, с остальных — 1/4, при продаже взималось 2—4 %.
Август ввел двухпроцентный налог на продажу рабов, который приносил годовой доход около 5 млн сестерциев — эта цифра указывает на продажи в 250 млн сестерциев (что при часто упоминаемой средней цене в 2000 сестерциев за раба равно продаже около 100 тыс. рабов). К 43 году налог вырос до 4 %. Рабские рынки, вероятно, существовали в каждом городе Империи, после Рима главным центром был Эфес. Владелец, который использовал раба, платил «налог на свободу», рассчитанный в размере 5 % от стоимости.
Помимо косвенных также взимались и прямые налоги на торговлю.
Т. н. Хрисаргир (в греческом языке: χρυσάργυρον; на лат.: chrysargyrum, также известный на латинском: lustralis Collatio) был налогом на коммерческую деятельность и ремесла Римской империи. Он был учреждён Константином, хотя есть некоторые признаки того, что такой налог существовал и во времена правления Калигулы. Применялся как в Западной, так и в Восточной империи, он первоначально взыскивался в золоте и серебре, но к началу IV века — только в золоте.
Этот налог распространялся на всех тех, кто торговал или жил за счёт каких-либо торговых операций (например, покупая полуфабрикаты или сырьё для ремесла).

## Государственный контроль за торговлей
В имперский период существовал сильный государственный контроль над торговлей, чтобы гарантировать снабжение населения продовольствием (система Cura Annonae) и даже государственный торговый флот, заменив собой существовавшую во времена Республики систему субсидий (vecturae) для поощрения частных судовладельцев. Был специальный чиновник, отвечающий за поставку зерна (praefectus annonae), который регулировал различные ассоциации судовладельцев (collegia navicularii). Государство облагало налогом перемещение товаров между провинциями, а также контролировало многие местные рынки (nundinae — часто проводившие торги раз в неделю) поскольку создание рынков крупными землевладельцами должно было быть одобрено сенатом или императором.
Свидетельства о государственном контроле можно увидеть на многих товарах, на которых были проставлены пломбы или маркировки, указывающие на их происхождение или производителя и в некоторых случаях гарантирующие их вес, чистоту или подлинность. Керамика, амфоры, кирпичи, стекло, металлические слитки (что важно для чеканки), плитка, мраморные и деревянные бочки обычно опечатывались, а товары общего назначения для перевозки имели металлические бирки или свинцовые пломбы. Эти меры помогали контролировать торговлю, предоставлять гарантии на продукцию и предотвращать мошенничество. Надписи на амфорах с оливковым маслом были особенно подробными, поскольку в них указывался вес как пустого сосуда так и перевозимого масла, место производства, имя перевозящего их торговца, а также имена и подписи должностных лиц, осуществлявших инспекцию.
Во многих случаях торговля также осуществлялась и совершенно независимо от государства, чему способствовало развитие банковского дела. Хотя банковское обслуживание и кредитование обычно оставались местным делом на уровне конкретного города, есть записи о том, что торговцы брали кредит в одном порту и выплачивали его в другом, как только товары были доставлены и проданы. Существует также множество доказательств того, что свободная торговля велась за пределами империи и не зависела от крупных городов и военных лагерей.

## Снабжение войск
Одной из главных материально-технических проблем римских военных было продовольственное снабжение солдат легионов и вспомогательных войск, а также поставки корма лошадей и вьючных животных, обычно мулов. Пшеница и ячмень были основными источниками пищи. Мясо, оливковое масло, вино и уксус также были включены в рацион питания. Армия из 40 тыс. человек, включая солдат и другой персонал, такой как обслуга, будет иметь около 4000 лошадей и 3500 вьючных животных. Армия такого размера будет потреблять около 60 тонн зерна и 240 амфор вина и оливкового масла каждый день.
Каждый служащий получал рацион около 830 граммов пшеницы в день в виде неразмолотого зерна, которое является менее скоропортящимся, чем мука. Ручные мельницы использовались, чтобы размолоть это зерно перед выпечкой хлеба. Поставки всех этих продуктов питания зависели от их наличия, что было трудно гарантировать во время войны или в других неблагоприятных условиях. Военные привлекaли маркитантов, которые продавали различные предметы, в том числе продукты питания, которыми солдат мог пополнить свой рацион.
Маркитанты существовали в римском войске (под названием «Lixae»).
Ликсы сопровождали Римское войско в походах на войну и продавали военнослужащим всякого рода припасы и напитки, а также оказывали им и другого рода услуги за деньги. Воинские начальники часто привлекали их вместе с обозными людьми (calones) к различным работам, например, обустройство лагерей, возведению окопов и тому подобное. Во время стоянок ликсы, со своими палатками, размещались вне воинского лагеря, перед porta decumana, то есть воротами, которые находились на задней стороне полевого лагеря, не обращенной к неприятелю.
В мирное время снабжение легионов было доходным предприятием для торговцев и одним из главных стимулов для возникновения и благосостояния многих провинциальных городов.
Учет денежных средств, товаров и финансовых операций скрупулезно велся военнослужащими римской армии. Отчет ( найденый во время раскопок) о небольших денежных суммах, полученных за несколько дней в форте Виндоланда около 110 г. н.э., показывает, что форт мог ежедневно подсчитывать доходы наличными, возможно, от продажи излишков припасов или товаров, произведенных в лагере, a также предметов, продаваемых военным рабам, таких как cervesa (пиво) и clavi Caligares (гвозди для сандалий), а также товаров, покупаемых отдельными солдатами. Основные потребности форта удовлетворялись за счет сочетания ремесла, закупок и реквизиций; В одном письме имеется запрос о деньгах для покупки 5000 модиев  брекетов (braces: зерна, используемого в пивоварении) показывает, что форт закупал провизию на рынке для личного состава.
Раскопки подтверждают, что в северной Британии, было мало городов или поместий с виллами. Но зато было много фортов, особенно вдоль Адрианова вала, и именно здесь мы видим богатые резиденции, роскошные бани и общины ремесленников и торговцев, занимающихся производством и поставкой товаров для военного рынка.

## Коммерческие классы

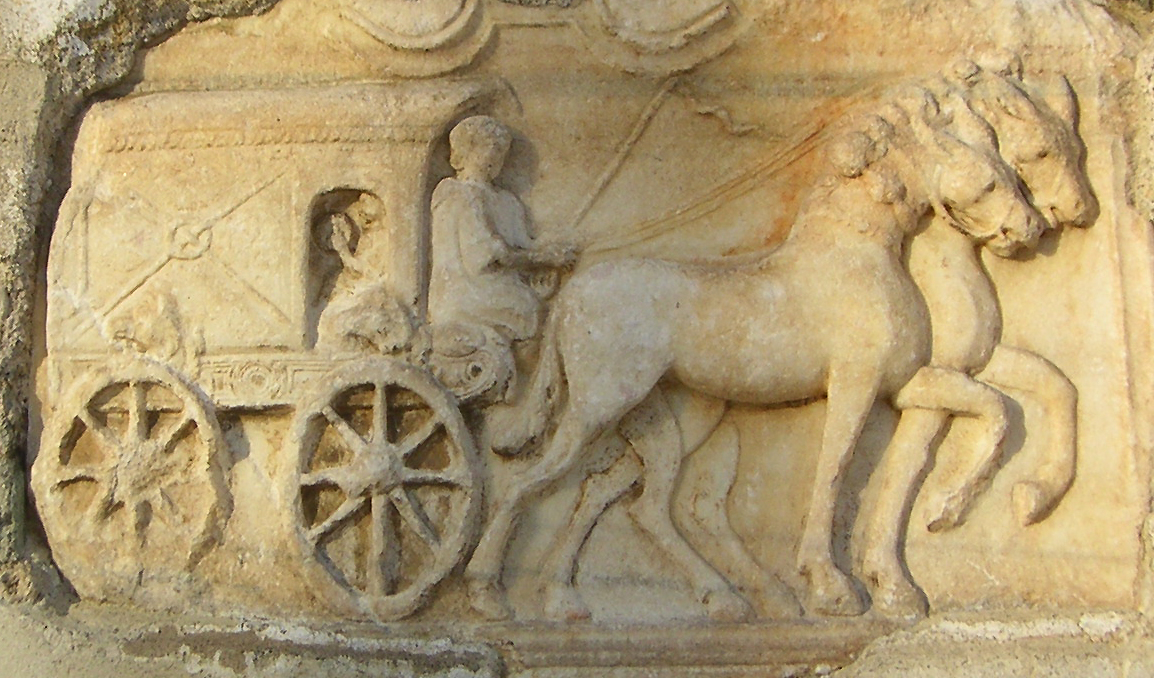
Римские 4-колёсные повозки

Римляне имели два типа предпринимателей, купцов  (лат. Negotiatores) и торговцев (лат. Mercatores).
Торговцы и купцы не принадлежали к единому классу: существовали мелкие торговцы, которые часто также производили собственную продукцию, например сапонариусы, производившие и продававшие мыло, или васкуляриусы, изготовители и дистрибьюторы металлических сосудов. Свой товар они обычно продавали в окрестностях городов или деревень на небольших рынках. Многие деревни имели разрешение проводить торги несколько раз в месяц, а иногда и ярмарки (πανηγύρεις). На рынках с торговцев обычно взималась плата за ларек и/или налог с продаж. Однако пошлины не были слишком высокими, чтобы не ослаблять торговлю; В Оксиринхе, например, они составляли один обол в день за ларек. Налог с продаж составлял один процент, в некоторых местностях только полпроцента. Рынки в основном проводились под открытым небом, но иногда и в крытых зданиях, таких как рынок Траяна в Риме, которые часто строились более богатыми гражданами.
Крупные торговцы (купцы ) были частично банкирами, потому что они давали деньги в долг под проценты. Они также покупали и продавали товары оптом. В некоторых случаях аргентарии (лат. Argentarii, мастера серебряных дел) рассматриваются как подмножество торговцев, а в других — как отдельная группа. Аргентарии действовали как агенты на государственных или частных аукционах, хранили денежные вклады для физических лиц, переводили в наличные чеки (лат. Prescriptiones) и меняли валюту. Они хранили долговые книги, или tabulae, которые рассматривались как юридическое доказательство в суде. Аргентарии иногда делали такую же работу как менсарии (лат. mensarii), которые были банкирами, предназначенными государством.
Существует мнение, что аргентарии стали исполнять функцию банкиров в результате высокой инфляции вызваной практикой порчи монет монетными дворами. Поскольку денарии постоянно обесценивались купцы вернулись к практике использования слитков в качестве твердой валюты необходимой им для финансовых операций.
Поэтому они начали оставлять свое серебро и золото ювелирам, которые выдавали им  депозитарные расписки, подтверждающие количество золота или серебра, принадлежащее лицу, владеющему распиской. Ювелир был обязан уплатить предъявителю документа указанную в расписке сумму.  Через некоторое время можно было бы сказать, что ювелиры стали банкирами,
Розничными торговцами, как правило, были плебеи и вольноотпущенники. Они присутствовали на всех рынках под открытым небом или в крытых магазинах, палатках с продавцами или разносили товары по обочине. Они также присутствовали у римских военных лагерей во время походов, где они продавали продукты и одежду солдатам и платили наличными за любую добычу, захваченную в ходе военных действий.
Богатые купцы (Negotiatores - «переговорщики»), покупали товары оптом на межрегиональном уровне и продавали их на рынках или в магазинах. Зачастую транспортировка происходила по морским путям, и необходимые для этого корабли редко принадлежали самим торговцам. Чаще всего несколько торговцев арендовали судно вместе, чтобы минимизировать риски. В отличие от мелких торговцев, эти оптовики часто объединялись в профессиональные объединения (коллегии или корпорации).
Сохранились некоторые сведения об экономике Римской Палестины в еврейских источниках около III века, из которых известно, что странствующие коробейники доставляли пряности и благовония сельскому населению. Это позволяет предположить, что экономические выгоды Империи достигали по крайней мере верхних уровней крестьянства.
Большинство населения Римской империи жилo в нищете, и поэтому часть населения, занятого в коммерции, была невысокой по сравнению с элитой. Промышленное производство было минимальным пoтомy, что бедное большинство не могло платить за продукцию; этот факт значительно помешал техническому прогрессу. Урбанизация в западной части империи (за исключением Италии) также была минимальной из-за бедности региона. Основными средствами промышленного производства были рабы, а не технологии.

## Коммерческая инфраструктура
В Древнем Риме торговля проходила на форумах.
Форум Куппединис в древнем Риме был рынком, на котором торговали обычными товарами. Существовало по крайней мере четыре других крупных рынка, которые специализировались на конкретных товарах, таких как крупный рогатый скот, вино, рыба и зелень и овощи, но Римский Форум привлекал основную часть торговли. Римские форумы включали, Форум Boarium и Форум Траяна. Форум Boarium, один из ряда рынков и продуктов питания, возник, как рынок крупного рогатого скота. Форум Траяна был обширным пространством, состоящим из нескольких зданий с магазинами на четырёх уровнях. Римский форум был, пожалуй, самым ранним примером постоянного розничного магазина.
Типичной формой магазина была таберна: небольшое прямоугольное помещение на уровне земли с широким входом, обращённым к улице. При необходимости вход закрывался деревянными досками-ставнями, вставляемыми в пазы, прорезанные в пороге и притолоке, и закрепляемыми железным стержнем, протягиваемым через ввёрнутые в доски кольца.
Торговыми и ремесленными мастерскими в Риме руководили в основном рабы и вольноотпущенники, привезенные в Рим богатыми. Хотя римляне из высших классов считали, что прямое участие в этих делах было ниже их достоинства, они с удовольствием разделяли прибыль, владея этими рабами или взимая плату за мастерские, принадлежащие людям более скромного происхождения.
Различные типы магазинов включали в себя:
- Taberna Casearia (сырная фабрика)
- Taberna libraria (книжный магазин)
- Taberna Coactiliaria (производство и продажа войлока)
- Taberna  coriaria (кожгалантерея)
- Taberna carbonaria (магазин древесного угля)
- Taberna vinaria (винный магазин)

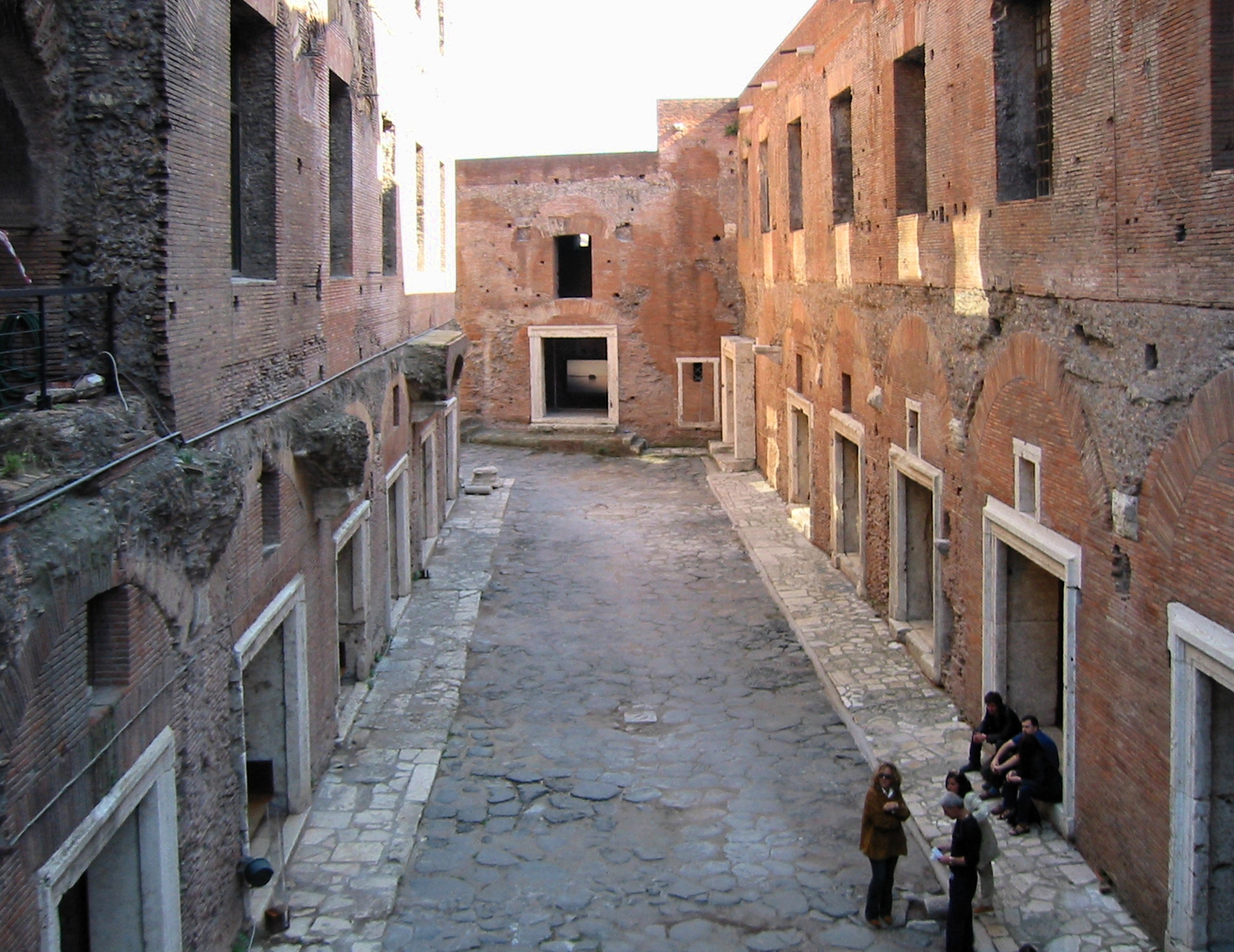
Инсулы на форуме Траяна с торговыми лавками на первом этаже, антресолями и квартирами выше. Рим
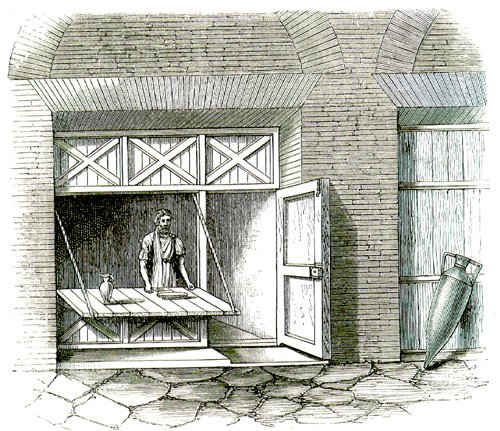
Торговая лавка. Реконструкция конца XIX века
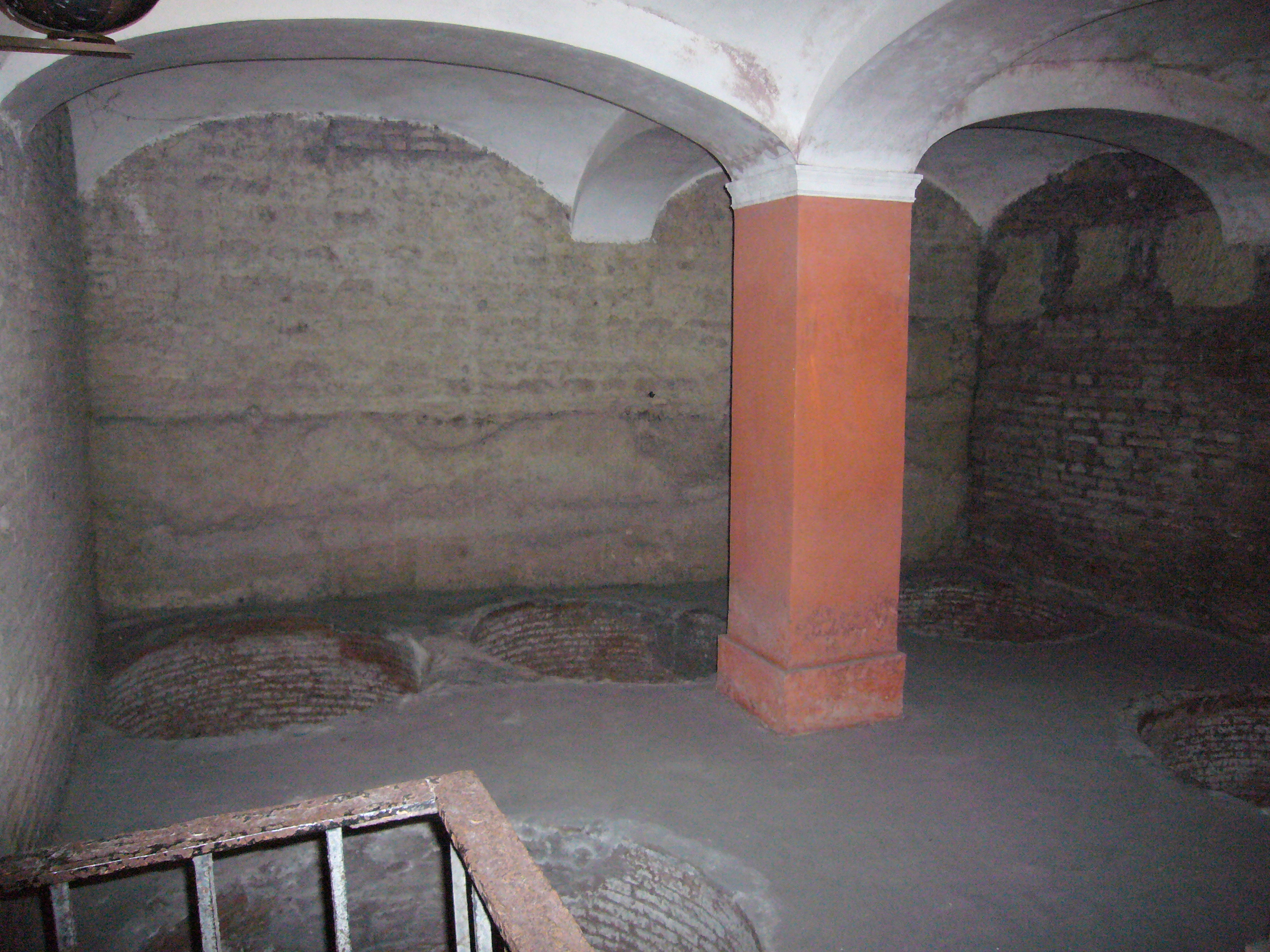
Дубильня на первом этаже инсулы под Санта-Чечилия-ин-Трастевере. Рим
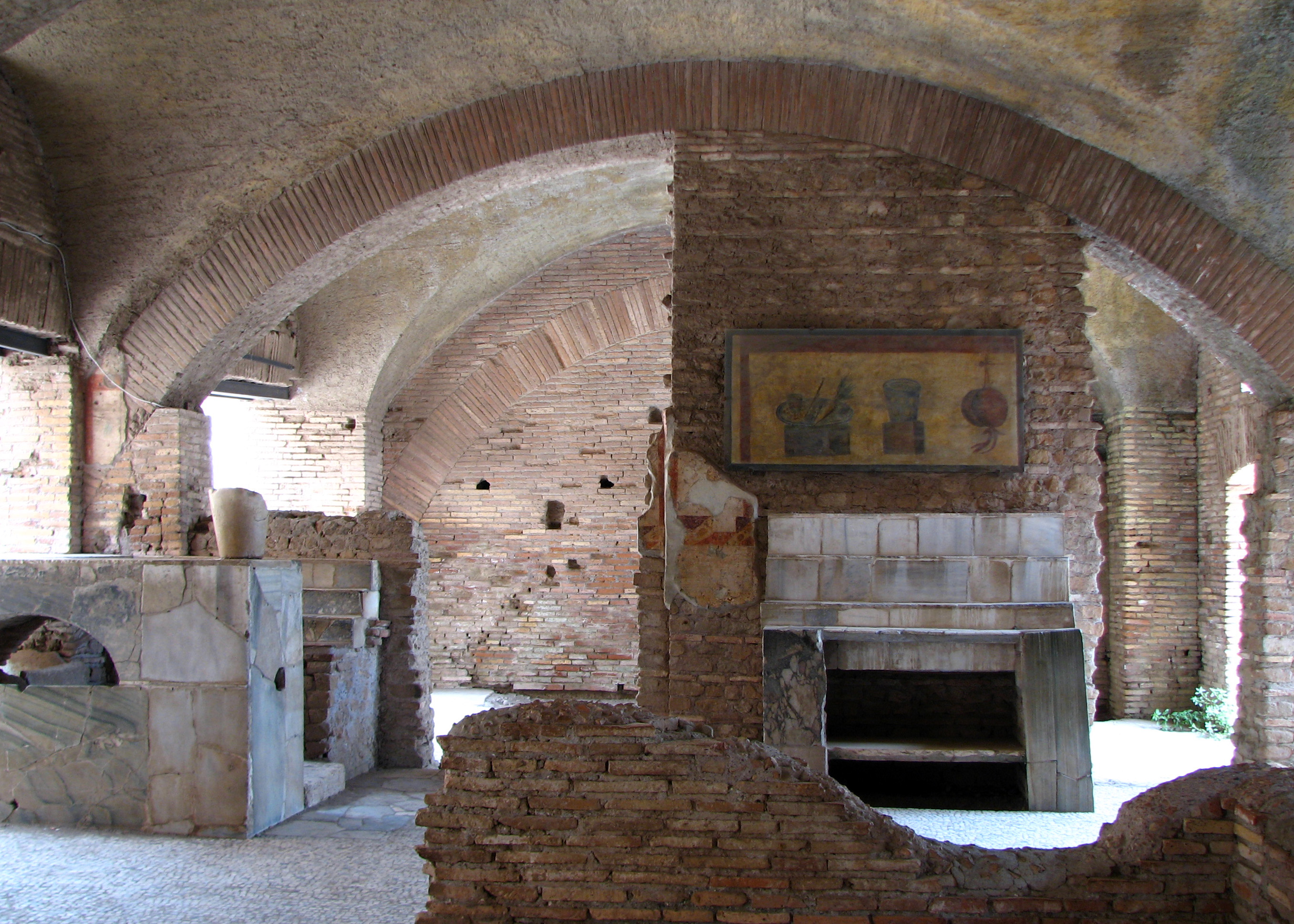
Термополий — закусочная на первом этаже инсулы. Остия

Все новые города, например Тимгад, были созданы в соответствии с планом ортогональной сетки, который облегчает транспортировку и торговлю.

Карта города Тимгад

Города были соединены хорошими дорогами. Судоходные реки широко использовалось, а также были вырыты некоторые каналы, но поскольку ни первые, ни вторые не оставляют таких четких археологических свидетельств как дороги, их важность часто занижают. Поддержание мира было основным фактором в расширении торговли. Все населенные пункты, особенно маленькие, моли быть расположены на экономически рациональных позициях. До и после Римской империи, для маленьких поселений выбирали оборонительные позиции на вершине холмов, а пиратство делали прибрежное поселение особенно опасным для всех, кроме крупнейших городов.

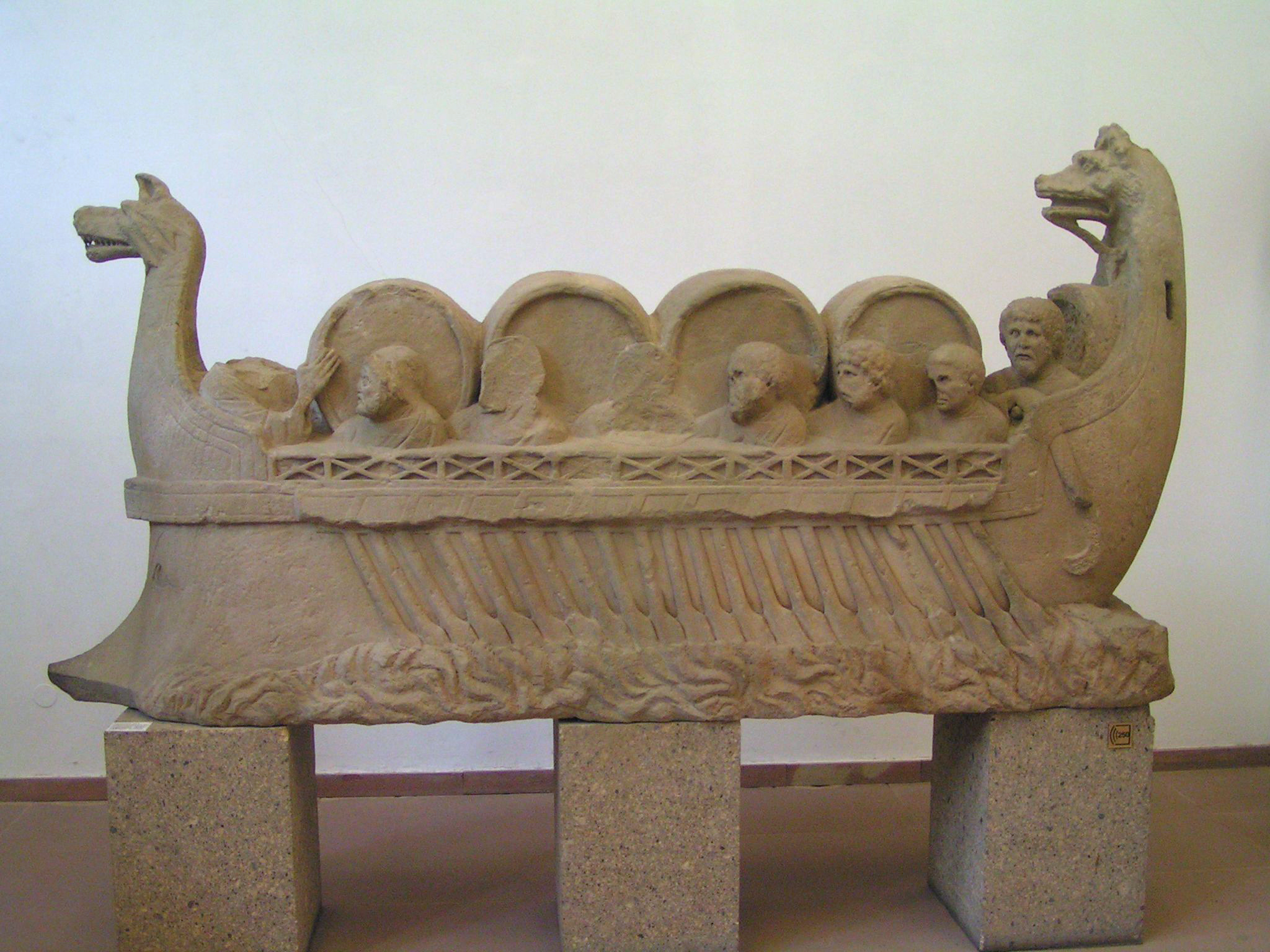
Скульптура речного судна, перевозящего бочки, вероятно с вином.

Уже с I века н. э. провинции Римской империи торговали огромными объёмами товаров друг с другом с помощью морских путей. Наблюдалась возрастающая тенденция к специализации, особенно в обрабатывающей промышленности, сельском хозяйстве и горнодобывающей промышленности. Некоторые провинции специализировались на производстве определённых видов товаров, таких как зерно в Египте и Северной Африке, или также вино и оливковое масло в Италии, Испании и Греции.

## Стандарты мер и весов
Римская система измерения построена на основе греческой системы с египетскими влияниями, и её часть была основана на весe. Римские единицы измерения были достаточно точны и хорошо документированы как в то время. Расстояния измерялись и систематически отражались на верстовых камнях агентами правительства.
Достаточно стандартная, стабильная и доступная в большом количестве валюта, (по крайней мере до около 200-го года), много сделалa для облегчения торговли. (Египет имел свою собственную валюту в этот период, а некоторые провинциальные города также выпускали собственные монеты.)

### Амфоры

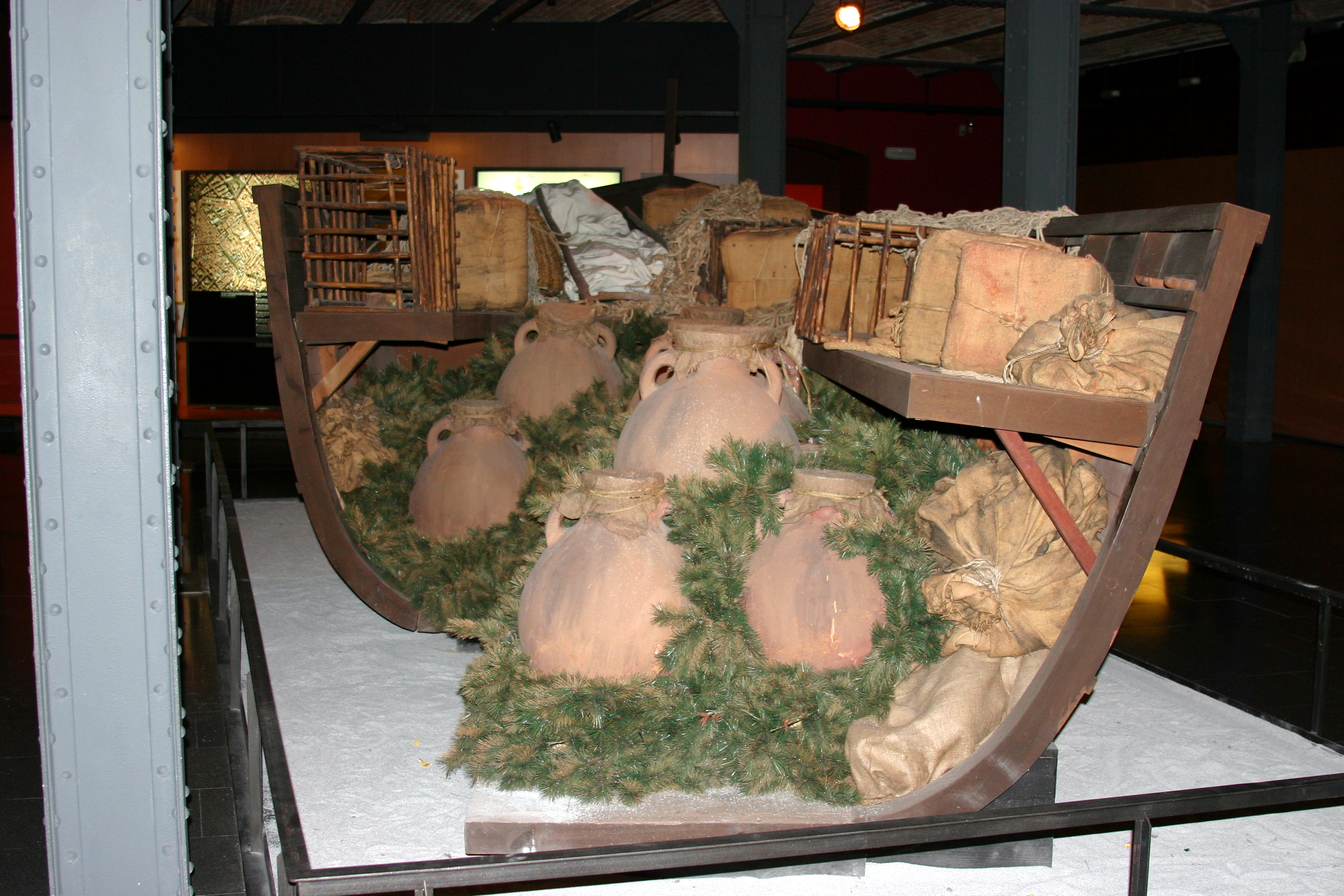

Амфоры служили для хранения не только вина, но также оливкового масла, меда и т. п., даже золота. Перебродившее в бочках вино разливалось (diffundi) в амфоры и ставилось до употребления в кладовые (horreum или apotheca); амфоры крепко закупоривались пробками или заливались ещё гипсом, глиной, смолой. На самих сосудах или на особых этикетах (tesserae) означались год и сорт (nota) вина.
Амфора была также крупной мерой (как прежде quadrantal) для жидких тел и делилась на 2 urnae, 8 congii, 48 sextarii, 576 cyathi.
Congius (пл. Congii, от греческого konkhion, уменьшительное konkhē, konkhos)- жидкая мера, которая составляла около 3,48 литров. Конгий содержал шесть секстариев.
Стандартная амфора (лат. Amphora capitolina — «амфора капитолийская») сохранялась в храме Юпитера на Капитолийском холме в Риме, чтобы другие можно было с ней сравнить.
Археологически, однако, доказательства не так точны. Не существует двух выживших сосудов, c одинаковым объемoм и научное мнение о фактическом объёме секстариев колеблется между 500 мл. и 580 мл.

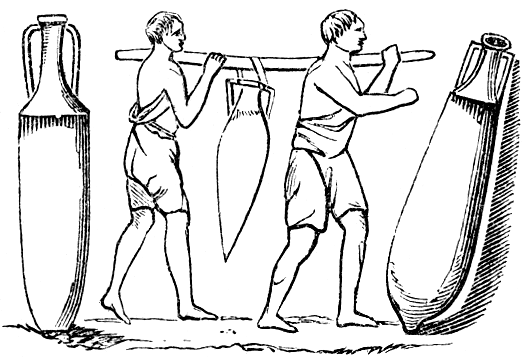
Амфора

## Денежный оборот
Одним из символов греко-римской цивилизации, стала чеканка монет, значительно облегчающая товарообмен. До того времени, экономика народов многих римских провинций основывалась на бартерной торговле.
При римлянах денежная экономика распространилась на всю территорию Римского государства, причем не только в виде монет, цена которых зависела от ценности металла, но и в виде денежных единиц, сделанных из более низкопробных сплавов, ценность которых обеспечивалась римской казной. Изобилие найденных монет (особенно низкой стоимости) позволяет заключить, что денежный оборот имел место даже в самой повседневной деятельности. В период римской экспансии, многие народы завоёванных провинций также стали чеканить свои монеты для того, чтобы упростить выплату дани и торговые отношения с территориями, находящимися под римским господством.
На протяжении всего республиканского периода, римский сенат полностью контролировал денежные эмиссии посредством монетных магистратур. В период расцвета диктаторов, их деятельность была ограничена и они стали выпускать лишь наиболее мелкие монеты. Позже большинство монетных дворов перешли в ведомость империи.
После укоренения римской власти, в провинциях умножилось количество монетных дворов. В Тарраконе появился один из первых в Испании, другие можно было встретить в Италике, Баркино, Цезаравгуста (Сарагоса), Эмерита Августа и др.). По всей империи появились более 400 монетных дворов, которые поставляли монеты на большую часть Европы, север Африки и Ближний Восток.

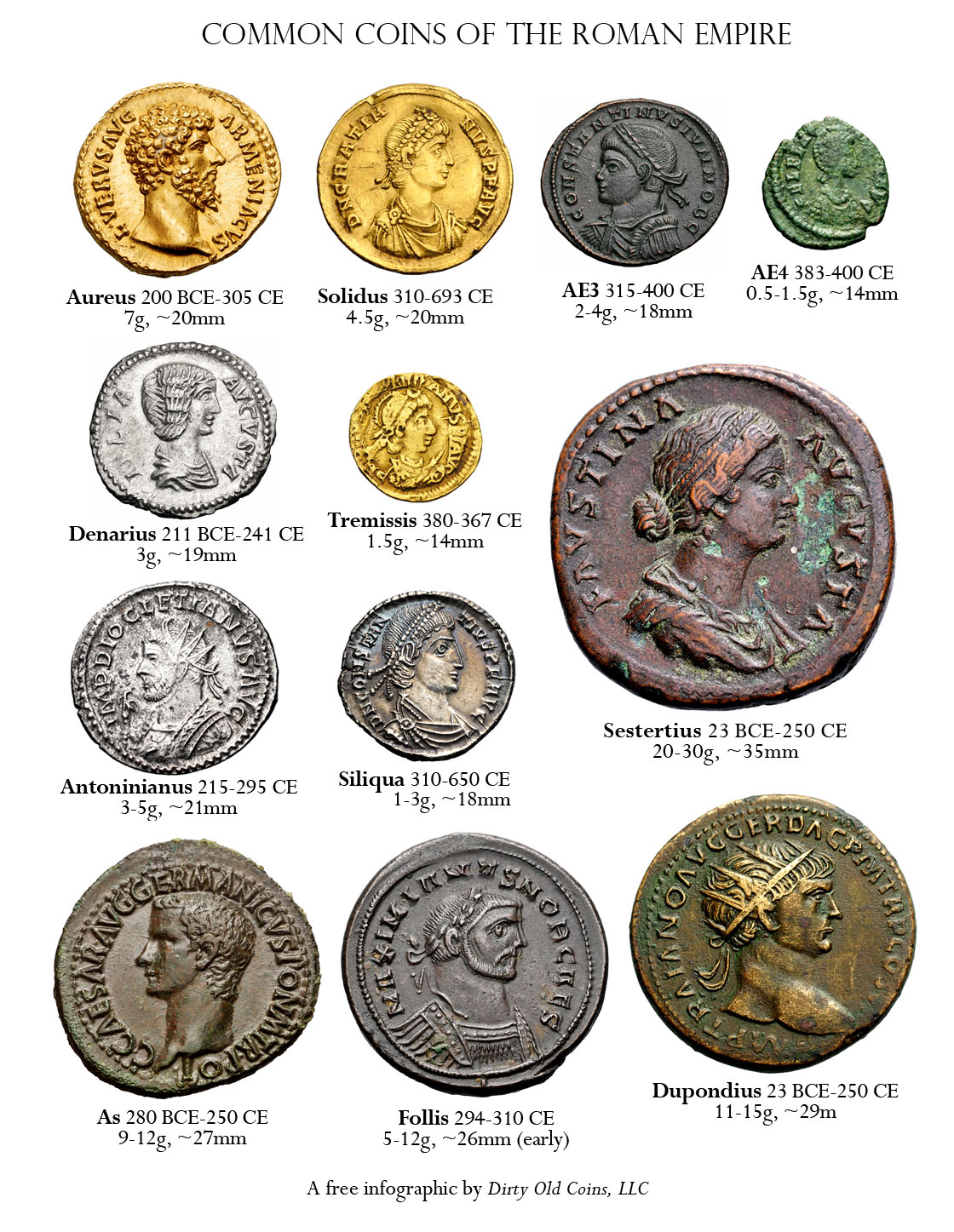
Наиболее часто используемые номиналы монет и их относительные размеры во времена Римской империи.

Вообще римляне восприняли чеканку монет сравнительно поздно.
После завоеваний Александра Великого Восточное Средиземноморье прошло через процессы эллинизации и монетизации, поскольку системы чеканки монет в греческом стиле способствовали развитию финансовых институтов и рыночного обмена. Однако развитие денежно-кредитной политики не было единообразным процессом. Греческие города-государства на итальянском полуострове использовали чеканку монет, но жители латиноязычных городов центральной Италии, включая Рим, были монетизированны сравнительно слабо. Фактически, Рим не принял последовательной системы чеканки монет до тех пор, пока необходимость Второй Пунической войны не вынудила Рим, наконец, принять систему чеканки в греческом стиле. Однако к концу I века до нашей эры деньги в той или иной форме обслуживали большую часть средиземноморского мира. использование денег распространено было неравномерно. Даже во время относительного благополучия периода Pax Romana в первом и втором веках нашей эры границы между деньгами «общего назначения» и «специального назначения» (нечасто чеканившимися золотыми монетами) были размыты. Деньги могли быть полезны крестьянам ведущим натуральное хозяйство только тогда, когда приходилось платить налоги или дань. Однако для горожан деньги регулярно служили возможностью контакта при общении с незнакомцами, соседями и даже семьей. Бартер, товарные деньги и кредит в равной мере играли важную роль на протяжении всей греко-римской древности.
На пике около середины II века римские запасы серебра оцениваются в 10 000 тонн, что в пять-десять раз больше, чем совокупная серебряная масса средневековой Европы и Халифата около 800 г. н. э.
Дункан-Джонс даёт оценку общего количества серебряной монеты в обращении в примерно 2 миллиарда денариев. Золотая монета в 25 раз превышала стоимость серебряного денария, а стоимость золота в обращении (всего около 900 тонн) составляла около 3 миллиардов денариев. Бронзовая монета была гораздо меньшей составляющей денежного обращения, и составляла всего около 500 миллионов денариев.
Помимо упрощения торговли, монеты помогали правительству общаться со своими подданными. Надписи и изображения на монетах распространяли важную информацию из Рима по всей империи.
Изображения на некоторых монетах символизировали ценности, качества или идеи, которые были важны для римлян. Для римлян богиня Фелиситас символизировала счастье. Императоры использовали изображение Фелиситас, чтобы символизировать благословения римского правления.
Современные монеты не часто меняются. Римская практика чеканки монет была другой. В то время, когда не было газет, радио или телевидения, императоры регулярно выпускали новые монеты, отражающие новости дня. Первый император, Октавиан Август, за время своего долгого правления выпустил более 100 видов монет.
Императоры также использовали монеты для рекламы своих усилий и достижений. Они изображали на монетах свои часто идеализиpованные изображения. Август например решил показать себя молодым человеком даже после того, как состарился. Часто на монеты добавляли сообщения о победах в войнах или важных строительных проектах.
Многие такие послания были предназначены для того, чтобы убедить людей в том, что римское правление им небесполезно. На одной монете, например, была изображена женская фигура, держащая рог изобилия и колосья. Изображение должно было напомнить гражданам, что император заботится о том, чтобы у его народа было достаточно зерна.
Таким образом, римляне использовали монеты не только для облегчения торговли, но и для объединения империи. Пока римская валюта оставалась относительно стабильной, она помогала процветанию империи. В более поздние годы империи когда римские монеты потеряли значительную часть своей стоимости, это был один из признаков ослабления экономики -и прочих нарастающих проблем в империи.
К третьему веку нашей эры римская денежная система оказалась в напряжении, поскольку стандарты чеканки стали нестабильными. В конце концов, все конкурирующие провинциальные и местные монеты были отменены в пользу единой центральной монетной системы, поддерживаемой строгими законами о законных платежных средствах. Этот эксперимент с чеканкой монет — как и многие другие в древнегреческих и римских обществах — имел смешанный успех учитывая нестабильность имперского правительства и привел к перепроизводству монет и тяжелому экономическому кризису результатом которого было возвращение общества к натуральному хозяйству и обмену и постепенная социальная и культурная деградация.

## Бухгалтерия
Бухгалтерия римской торговли велась со счётными досками и римскими счётами.

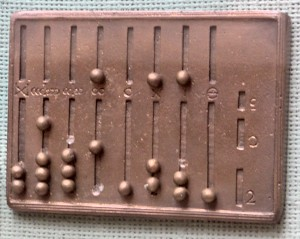
Реконструкция римского абака (Римско-германский музей, Майнц)

Хотя уже в римское время были известны позиционные системы счисления, являвшиеся более совершенными и напоминавшие современную десятичную систему, консервативные римляне предпочитали пользоваться традиционной системой счета, в которой числа записывались как последовательности повторяющихся букв.
Для практических вычислений (в частности, основных арифметических действий) римская система счисления не подходила. С этой целью использовалась счётная доска (абак), с помощью которой обозначались единицы, десятки, сотни и прочие разряды чисел. Абак, который использовал римские цифры, идеально подходил для подсчёта римской валюты и учёта римских мер.
Таким образом, не только инженеры и техники, но и коммерсанты, ремесленники и рыночные торговцы имели возможность легко производить элементарные вычисления.
Для повседневных (например, торговых) вычислений римляне создали переносной вариант абака из бронзы, который легко помещался в сумке и позволял с помощью небольших камешков (лат. calculi) производить не только основные арифметические действия, но и вычисления с дробями. В принципе, абак можно было использовать в рамках любой системы счисления. Особый успех римлян заключался в стандартизации необозримого числа возможных дробей, которые могли найти применение в мире торговли — унция была приведена к единому значению.
В римском мире для монет, мер и весов использовалась двенадцатеричная система, которая первоначально появилась в Египте и Вавилоне, была распространена по всему Средиземноморью и достигла Рима благодаря финикийским купцам и греческим колонистам Южной Италии. Наряду с измерением веса в унциях для этой системы были характерны также дроби с знаменателем 12, что упрощало действия с дробями. В качестве «промежуточной памяти» при умножении или делении больших чисел часто служили загибающие фаланги пальцев рабы, которые таким образом служили своим хозяевам подручным средством для фиксации чисел.

## Предметы торговли

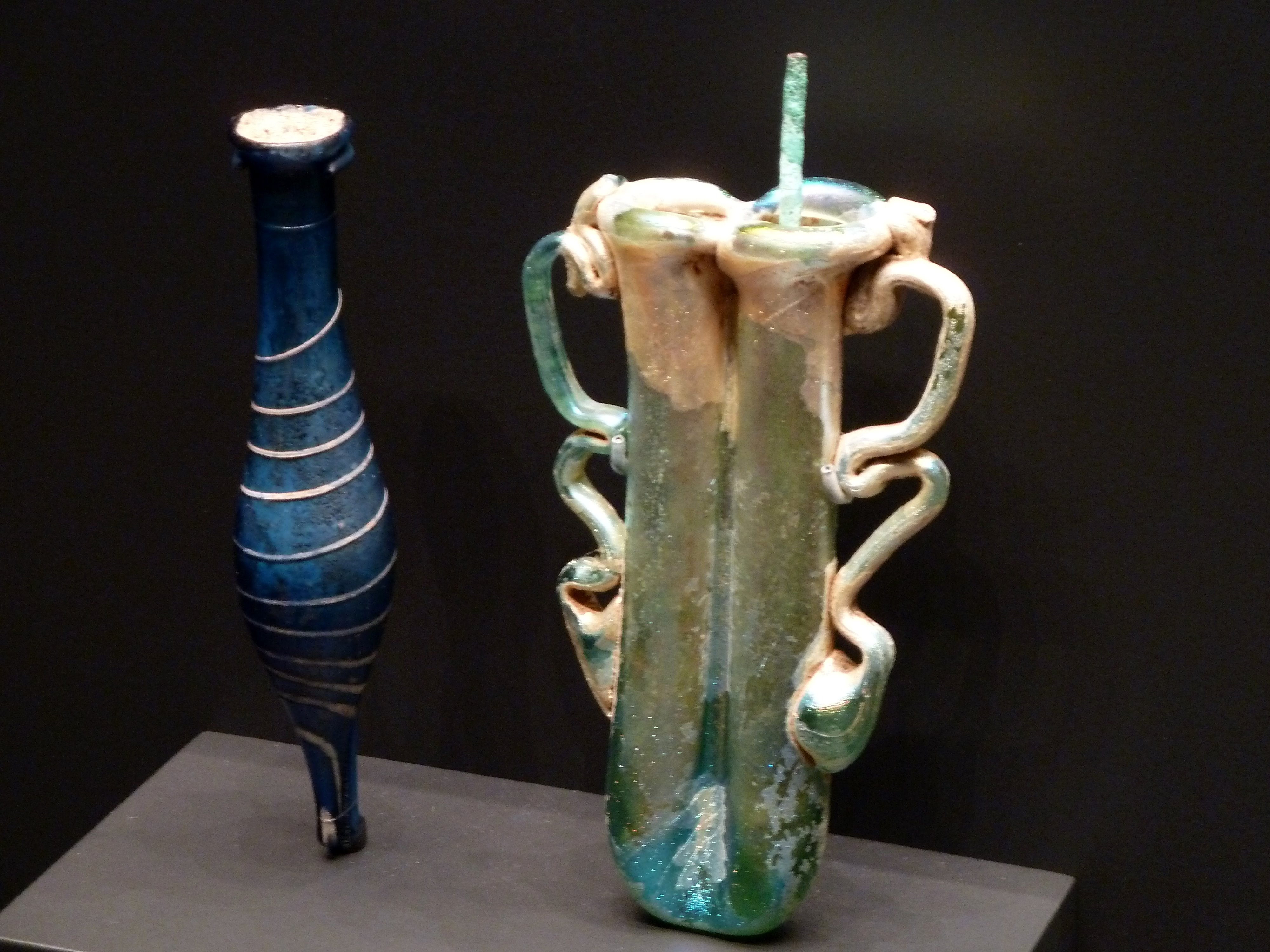
Римский стеклянный флакон духов (1-100 годы) и двойчатый сосуд для макияжа глаз. Духи изготовлялись из разных веществ, привозимых из Египта, Аравии и Индии, а также растений, произрастающих в Италии: лилий, ирисов, нарциссов, майорана, пестумских и фазелийских роз.

Современные знания о древнеримской экономике крайне фрагментарны. Поскольку большая часть продаваемых товаров была сельскохозяйственной, она практически не оставила прямых археологических свидетельств. Лишь в исключительных случаях, например в Беренисe в Африке, есть свидетельства удалённой торговли перцем, миндалем, фундуком, кедровыми шишками, грецкими орехами, кокосами, абрикосами и персиками рядом с более ожидаемыми инжиром, изюмом и финиками. Торговля вином, оливковым маслом и гарумoм (ферментированный рыбный соус) подтверждена уцелевшими амфорами. Существует единственная ссылка на сирийский экспорт айвового варенья или мармелада в Рим.

### Cельскохозяйственныe культуры
В районе Средиземноморья наиболее важна триада сельскохозяйственных культур: зерновые, маслины и виноград.
Подавляющее большинство людей, управляемых Римом, занимались земледелием. Рост городского населения, особенно города Рима, потребовал развития коммерческих рынков и торговли сельскохозяйственной продукцией, особенно зерном, на большие расстояния, чтобы обеспечить жителей городов продуктами питания.
Большая часть городского снабжения поступало через свободный рынок. Цены в городе были неизменно высокими, и торговцы могли рассчитывать на получение прибыли. Зерно также было собрано в качестве налога в натуральной форме из некоторых провинций; часть этого налога раздавалась чиновникам и солдатам, а другая часть продавалась по рыночным ценам.
Земельная собственность была доминирующим фактором, отличавшим аристократию от простого человека, и чем больше земли принадлежало римлянам, тем важнее они были в городе. Солдаты часто вознаграждались участками земли от полководца, которому они служили. Хотя фермы зависели от рабского труда, на фермах были наняты свободные люди и граждане для наблюдения за рабами и обеспечения бесперебойной работы ферм.

#### Зерновые
Основными зерновыми культурами в раннем Риме были просо, а также полуполба и полба, которые являются видами пшеницы. По словам римского ученого Варро, обычная пшеница и твердая пшеница были завезены в Италию в качестве культур около 450 г. до н. э. Дурум (твердая) пшеница стала предпочтительным зерном городских римлян, потому что её можно было выпекать в дрожжевой хлеб и было легче выращивать в средиземноморском регионе, чем обычная (мягкая) пшеница. 

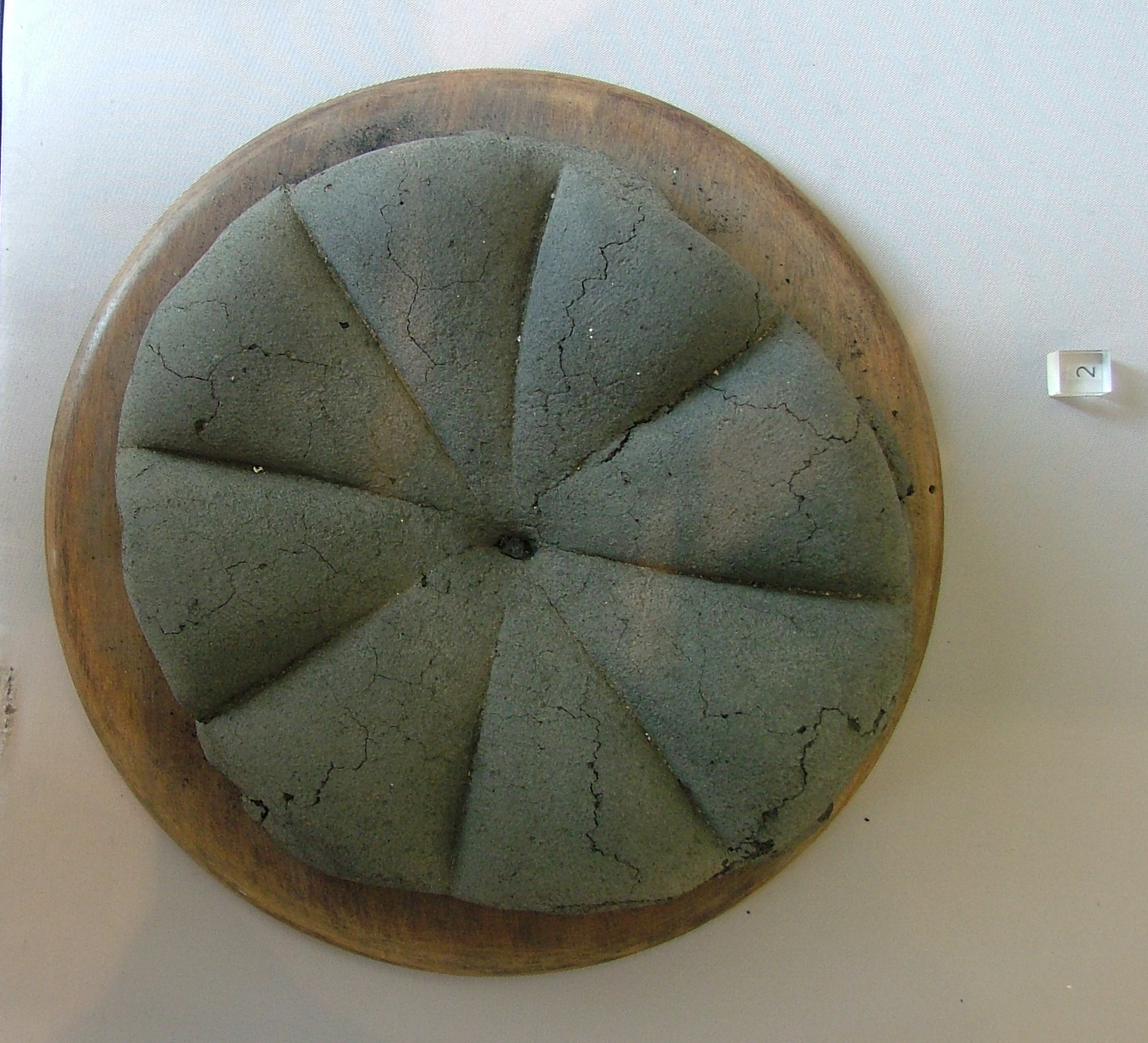
Круглый хлеб с надрезами, чтобы его было легче разломить. Помпеи.

Зерновые, особенно выпекаемые в хлеб, были основой римской диеты, обеспечивая от 70 до 80 процентов калорий в средней диете. ячмень также широко выращивался, доминируя в производстве зерна в Греции и на более бедных почвах, где он был более продуктивным, чем пшеница. Пшеница была предпочтительным зерном, но ячмень широко употреблялся в пищу и также важен в качестве корма для животных.
Данные о урожайности пшеницы варьируются в зависимости от древнего источника. Варро упоминает, что урожайность семян 10: 1 для пшеницы является нормальной для богатых землевладельцев. В некоторых районах Этрурии урожай может достигать 15:1. Цицерон указывает в «In Verrem» урожайность 8:1 как норму и 10:1 в исключительно хорошем урожае. Пол Эрдкамп упоминает в своей книге «Рынок зерна в Римской империи», что Колумелла, вероятно, был предвзятым, когда он упоминает о гораздо более низком урожае 4:1. По словам Эрдкампа, Колумелла хотел подчеркнуть, что «зерно дает небольшую прибыль по сравнению с вином. Его аргумент побуждает его преувеличивать доходность виноградников и в то же время уменьшать урожайность, полученную при выращивании зерна. В лучшем случае Колумелла обеспечивает достоверные цифры для бедных почв; в худшем случае его оценка вовсе не достоверна».
Средние урожаи пшеницы в год в 3-м десятилетии столетия при посеве 135 кг/га семян составляли около 1200 кг/га в Италии и Сицилии, 1710 кг/га в Египте, 269 кг/га в Киренаике,, 400 кг/га в Тунисe, а Алжир — 540 кг/га, Греция — 620 кг/га. Это делает Средиземноморье очень трудным для усреднения по всем источникам.

В областях зерноводства северной Африки, в центре около древнего города Карфаген, семьe из шести людей, для обеспечения минимальных (без животных) пищевых потребностей необходимо было 12 югеров/3 га земли. Если семья владела животными, с тем чтобы помочь обрабатывать землю, тогда требовалось 20 югеров. Для удовлетворения прожиточного минимума однако требовалось больше земли. В Африке (Africa Proconsularis) во II веке треть всего урожая шла землевладельцу в качестве арендной платы (см. Lex Manciana).
Такие цифры детализируют только прожиточный минимум. Ясно, что крупномасштабное избыточное производство было предпринято в некоторых провинциях, например, для снабжения городов, особенно Рима, зерном — процесс, известный как Cura Annonae. Египет, северная Африка и Сицилия были основными источниками зерна, чтобы накормить население Рима, по оценкам в один миллион человек.

#### Вино
Виноградарство, вероятно, принесли на юг Италии и Сицилии греческиe колонисты, но финикийцы из Карфагена в Северной Африке дали римлянам большую часть своих знаний о выращивании винограда и производства вина. К 160 г. до н. э. выращивание винограда в крупных имениях с использованием рабского труда стало обычным явлением в Италии, а вино стало универсальным напитком в Римской империи. Чтобы защитить свою винодельческую промышленность, римляне пытались запретить выращивание винограда за пределами Италии, но к I веку такие провинции, как Испания и Галлия (современная Франция), экспортировали вино в Италию.
Римские торговцы вином были готовы торговать с врагами и союзниками Рима от карфагенян и южной Испании до кельтских племен Галлии и германских племен Рейна и Дуная. В таких местах, как Бордо, Трир и Камулодун (Колчестер) там, где были установлены римские гарнизоны, были посажены виноградники, чтобы удовлетворить потребности местного населения в вине и уменьшить расходы на импорт издалека. Поскольку римские поселения были основаны и заселены отставными легионерами, многие из которых имели знания о виноградарстве благодаря своим семьям и их жизни до службы в армии, они посадили виноградники на своих новых землях. Хотя не исключено, что римляне импортировали виноградные лозы из Италии и Греции, имеется достаточно данных, чтобы предположить, что они выращивали местные сорта в провинциях, которые были предками тех сортов, которые выращиваются в них сегодня.
Апеннинский полуостров славился хорошим качеством своего вина, в особенности из региона около города Помпеи. Однако, когда республика вышла за пределы Италии, торговля вином также выросла. Торговля вином в Италии состояла из продажи вина в его колонии и провинции вокруг Средиземного моря, но к I веку. римский экспорт конкурировал с таковыми из провинций, которые начали везти свое вино в Рим. Поскольку Римская империя была в значительной степени рыночной экономикой, поощрялся экспорт из провинций, поскольку это улучшало спрос и предложение.
Хотя большинство провинций были способны производить вино, популярные региональные сорта были востребованы, и вино было основным после зерна предметом торговли. Нехватка вина была редкостью. Основными поставщиками для города Рима были западное побережье Италии, южная Галлия, регион Тарраконенсис в Испании и Крит. Александрия, второй по величине город, импортировала вино из Лаодикии в Сирию и Эгейское море. На уровне розничной торговли таверны или специализированные винные магазины (виньярия) продавали вино кувшином на вынос и в розлив в помещениях с ценовыми диапазонами, отражающими качество.
В Помпеях кубок простого вина стоил 1 асс, более хорошего качества 2 асса, фалернское вино 4 асса. Вино из виноградных выжимок было ещё дешевле. По оценкам, на пике во II веке. в Риме потребляется около 1,8 млн гектолитров вина в год, примерно по поллитра в день на каждого мужчину, женщину и ребёнка.

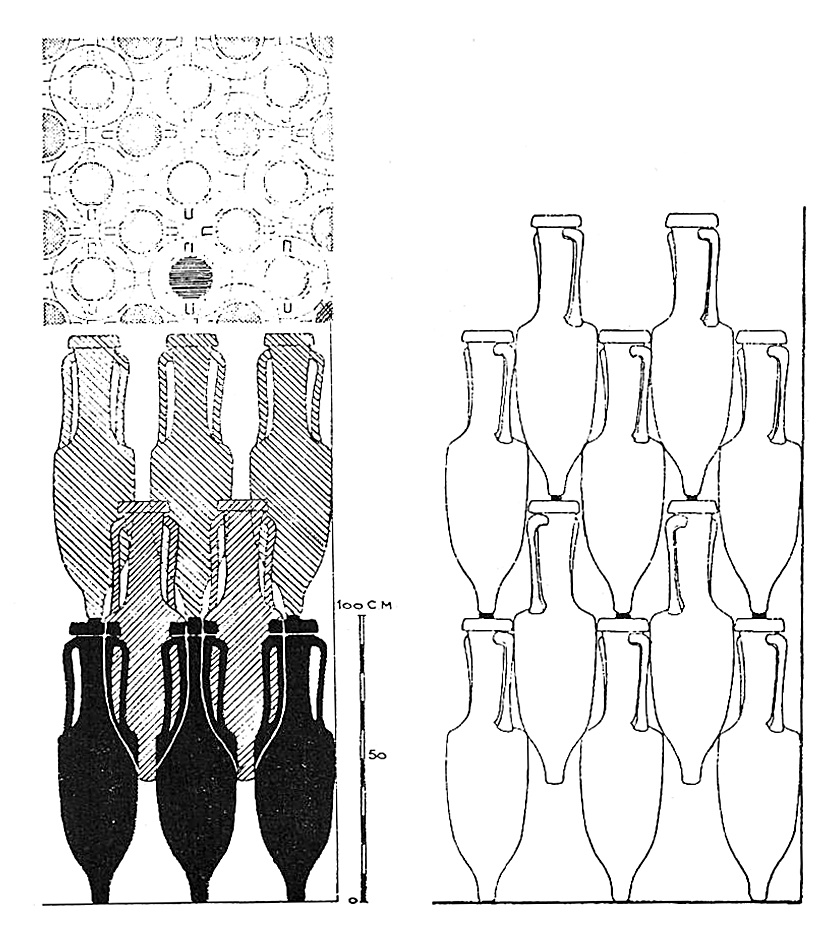
Схема укладки римских амфор на фрахтовщикe.
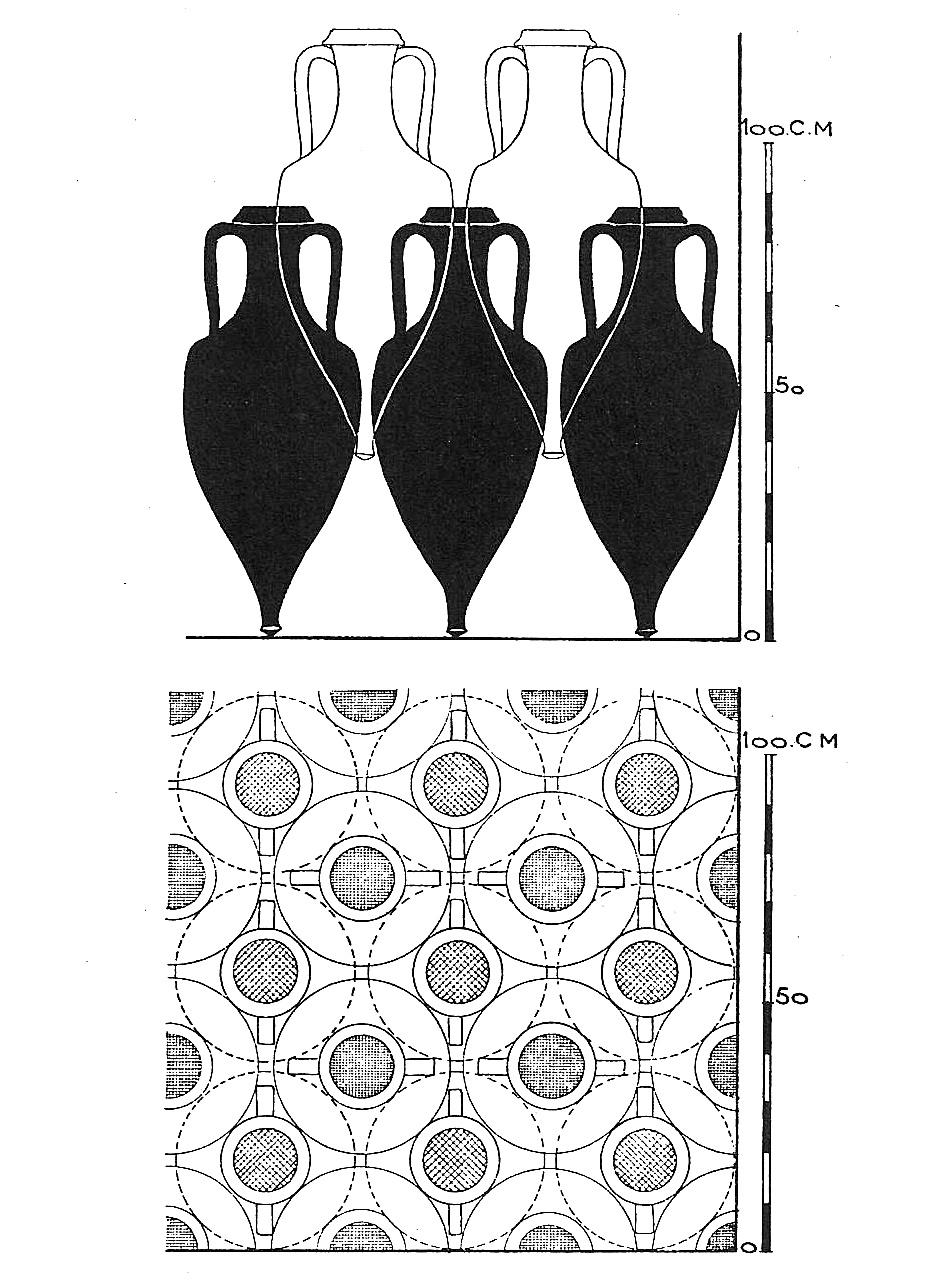
Схема укладки греко-итальянских амфор.

#### Оливки
Из маслин делают оливковое масло, которое даже без консервантов имеет продолжительный срок хранения, что имеет огромное значение для Средиземноморья.
Римляне выращивали оливковые деревья на бедных каменистых почвах и часто в районах с бедными осадками. Дерево чувствительно к заморозкам и не переносит холодную погоду в северной Европе и более прохладные возвышенности. Оливки выращивались в основном возле Средиземного моря.
Оливковое дерево поначалу было неизвестно римлянам, так, в 500 году до н. э. оно не было распространено в Италии:76, этруски и римляне пользовались животными жирами:135. Позднее римляне стали выращивать оливковое дерево. По мнению учёных, римляне стали использовать в пищу плоды уже культивированного дерева, а не дикорастущего. С I века до н. э. оливковое масло стали импортировать в римские провинции; на территории Италии выращивалось около 20 сортов. Большая часть урожая оливок перерабатывалась в масло, которое добавляли в салаты, соусы, в основные блюда, и лишь небольшая часть солилась в уксусе и оливковом масле и подавалась как закуски.
Потребление оливкового масла обеспечивало около 12 % калорий и около 80 % необходимых жиров в рационе среднего римлянина.
Оливковое масло было универсальным и необходимым продуктом в римском мире со II века до н. э. Мало того, что оливки и оливковое масло были важной частью средиземноморской диеты и процесса приготовления пищи — масло, полученное из прессованных оливок, также использовалось для многих других целей. Римляне использовали его, чтобы очистить свое тело после тренировки — намазать его так, чтобы онo собиралo грязь и пот, а затем соскрести его с помощью металлического инструмента — скребкa, называемого «стригилeм».

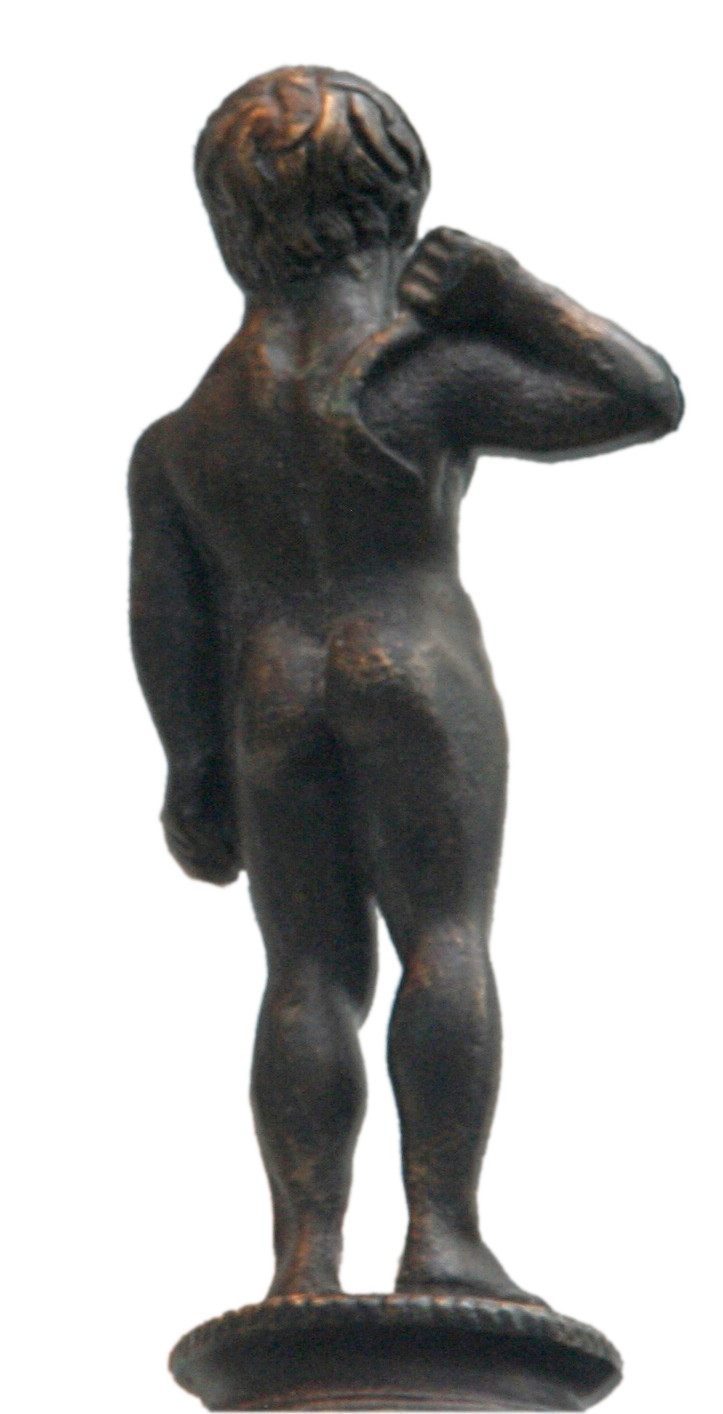
Апоксиомен — традиционная для древнегреческой скульптуры фигура атлета, скребком (стригилем) счищающего с себя песок после состязаний.

Современное мыло не производилось в промышленных масштабах до XIX века. В древнем мире вместо мыла люди использовали оливковое масло. Возможно, они использовали масло вместе с золой.
В римских банях римлянин купался таким образом, прежде чем принимать кальдарий или «горячую ванну».
Оливковое масло использовалось также в качестве топлива для освещения, в качестве ингредиента парфюмерии, в религиозных ритуалах, для массажа, в качестве универсальной смазки и даже назначалось в качестве лекарства.
В древнем Риме были очень четко определены различные сорта оливкового масла:
- Oleum ex albis ulivis — масло высшего сорта, полученное из незрелых оливок;
- Oleum viride — высококачественное масло, полученное из созревающих оливок,
- Oleum maturum — масло значительно более низкого качества, изготовлено из черных и уже зрелых оливок (маслин);
- Oleum caducum — масло среднего качества, полученное из оливок, собранных на земле;
- Oleum cibarium — масло очень низкого качества, полученное из оливок, пораженных вредителями, и предназначенное частично для потребления рабами и частично для других непродовольственных целей.Реплика римской масляной лампы. Оливковое масло более низкого качества былo использовано в качестве топлива (лучшее было использовано для пищевых целей).

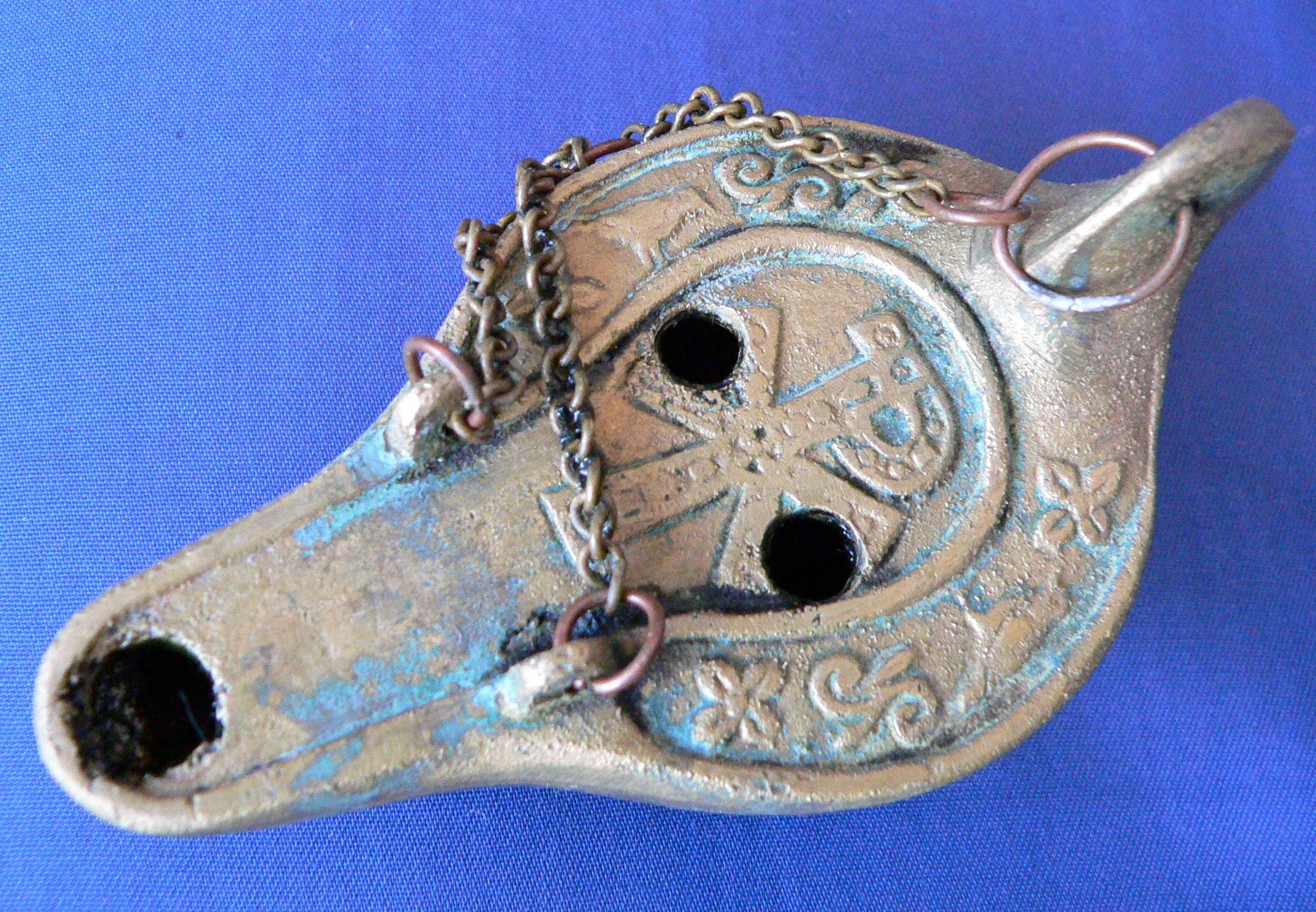
Реплика римской масляной лампы. Оливковое масло более низкого качества былo использовано в качестве топлива (лучшее было использовано для пищевых целей).

В 301 году нашей эры римский император Диоклетиан издал Эдикт о максимальных ценах (включая оливковое масло). Цены на оливковое масло варьировались от нескольких дeнариев за оливковое масло низкого качества (как дешёвое пиво) до более 40 динариев за оливковое масло самого высокого уровня (как фалернское вино).
Оценки предполагают, что потребление оливкового масла в Риме, возможно, превысило 25000000 литров или 25 литров на душу населения в год. Если мы добавим поставки масла во все легионы армии в Империи, некоторые оценки предполагают, что среднее потребление оливкового масла на душу населения в римском мире составляло 50 литров.

#### Гарум

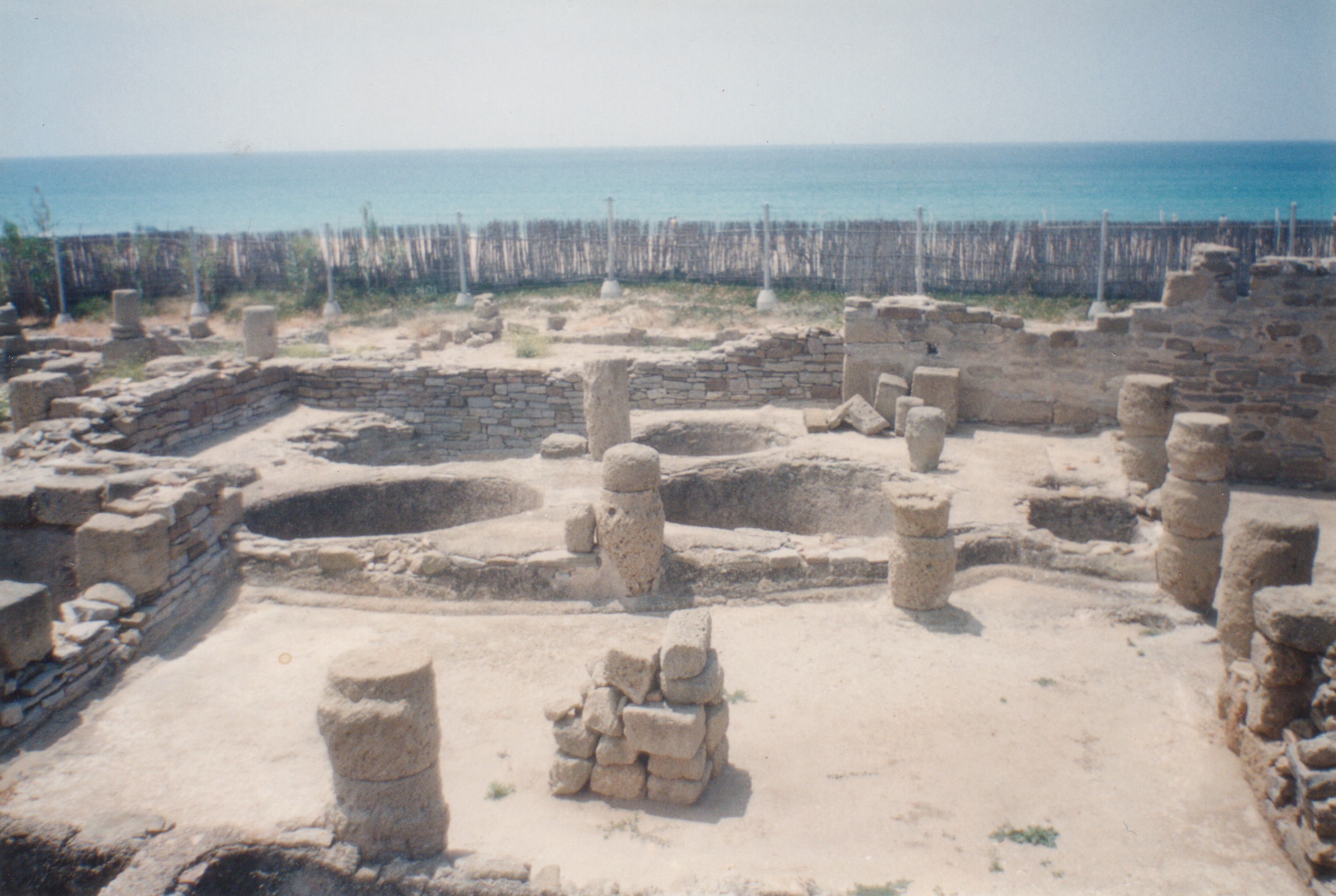
Руины римской фабрики по производству гарума.

Производство и торговля Гарумом были очень прибыльными предприятиями. Цена этого соуса во времена Гая Юлия Цезаря достигала 500 серебряных сестерциев за конгий (3,27 литра). Археологические находки из залива Львов указывают на то, что морская торговля гарумом уже велась в V веке до н. э.
«Фабрики» по производству соуса, вероятно, были расположены по всему средиземноморскому побережью: в Италии, Галлии, Иберии, Малой Азии и Ливии. Наиболее ценным был garum sociorum из Картахены и Кадиса в провинции Бетика, где он был основным экспортным товаром в Рим. Соус, произведенный в Лузитании (современная Португалия), отправленный непосредственно из порта Лакобрига (современный Лагуш), также был высоко оценен. Бывшую «фабрику» гарумa можно посетить в районе Байша, в центре Лиссабона. Помпеи также были известными местами производства гарума. Другие порты, где были расположены места производства, включают Лептис Магну и Клазомены. В Марокко также найдены римские руины рыбного завода, на котором производился гарум, в том числе в Ликсусе.

#### Торговля соленьями
Результаты археологического изучения амфор, произведенных на юге Иберии, свидетельствуют о том, что производство и торговля рыбными солениями имела место уже в V веке до н. э., ещё до появления карфагенян. Карфаген распространил торговлю этими продуктами по всему западному Средиземноморью: как по испанскому, так и по североафриканскому побережьям.
На протяжении всего римского периода Испания постоянно и активно поставляла соления из Бетики, Тарраконики и Карфагеники на рынки всей западной Европы. Об этой промышленности свидетельствуют остатки «фабрик», на которых, помимо соленой рыбы, изготавливался соус гарум. Как и в случае маслопроизводства и виноделия, изготовление гарума сопровождалось развитием вспомогательной отрасли производства амфор для хранения продукта, от которых остались многочисленные следы, благодаря чему сегодняшние ученые могут оценить значение этой торговли.

#### Сахар
Древние римляне добавляли сахар в свои продукты с помощью нескольких различных компонентов, основным из которых был мёд. Мёд был жизненно важной культурой для древних римлян. Они содержали колонии для пчёл в ульях, построенных из тростника и дерева. Иногда они использовали глину для изготовления ульев.
Мёд не был единственным подсластителем, доступным в древнем Риме. Аналогично меду использовался сок виноградного сусла. Римляне кипятили виноградное сусло получая упаренный сок, или скорее варенье которое включает в себя не только жидкость, но также семена и кожуру. После наблюдения этой практики подслащивания у древних греков римляне приняли её.
Виноградный сироп был известен под разными названиями в древнеримской кухне в зависимости от процедуры варки. Defrutum, carenum и sapa были упаренным суслом. Их изготавливали путем варки виноградного сока или сусла в больших чанах до тех пор, пока он не уменьшался в объёме до двух третей первоначального объёма (carenum); до половины исходного объёма (defrutum); или до одной трети (sapa). Римский государственный деятель и писатель Плиний Старший утверждал, что виноградный сироп также упоминался как «сирайон» (др.-греч. Σίραιον).
Основное кулинарное использование дефрутума состояло в том, чтобы помочь сохранить и подсластить вино, но его также добавляли к фруктовым и мясным блюдам в качестве подслащивающего и кислого агента и даже давали убойным животным, таким как утки и поросята, чтобы улучшить вкус их мяса. Дефрутум был смешан с гарумом для приготовления популярной приправы эеногарум (лат. oenogarum). Зимой айва и дыня сохранялись в дефрутуме и меде, а некоторые римляне использовали дефрутум или сапу в качестве косметического средства. Дефрутум, зачастую, использовался в качестве пищевого консерванта для римских войск; Луций Юний Модерат Колумелла определяет defrutum как «сусло сладчайшего вкуса», которое было упарено до трети его объёма.
Древние римляне регулярно ели сухофрукты в качестве закуски или десерта. Они также часто использовали их в подслащивающих целях. Сушеный инжир, абрикосы и изюм были относительно простым и доступным компонентом для подслащения пищи.
В Европе тростниковый сахар был известен римлянам. Коричневые сахарные крупицы приготавливали из сока сахарного тростника и ввозили в Европу из Индии. Египет, провинция Римской империи, был посредником в торговле с Индией. Позднее сахарный тростник появился на Сицилии и в Южной Испании, но с падением Римской империи эта традиция была утрачена.

#### Сыр
Несмотря на то, что происхождение сыра и сыроделия окутано тайной, мы знаем, что ко времени Римской империи сыроварение стало широко распространенным и высоко ценимым процессом, практикуемым по всей Европе и на Ближнем Востоке. Сыр легче, компактнее и хранится дольше, чем молоко, из которого он получен.
Сыр считался хорошей пищей для путешествий, ценился за простоту транспортировки, хорошую сохранность и высокое содержание жира и белка. Производители сыра могли обосноваться недалеко от центра региона-производителя и, таким образом, получать более свежее и дешёвое молоко с меньшими транспортными расходами. Хорошая сохранность продукта позволяла производителям продавать его только тогда, когда цены достаточно высоки или им нужны деньги. Некоторые рынки даже платили больше за старые сыры, что прямо противоположно тому, что происходит с производством молока.
Ко времени Юлия Цезаря буквально сотни сортов сыра производились и продавались по всей Римской империи и за её пределами. Римское влияние посредством документации процедуры развиваемой путем проб и ошибок также помогло в улучшении методов, используемых для производства сыра.
Искусство изготовления сыра в том виде, в каком мы его знаем сегодня, разработала римская культура. Римские сыровары были искусными мастерами, а римская культура разработала множество разновидностей сыра, напоминающих те, которые существуют и сегодня. Римлянам приписывают первую выдержку сыра или хранение сыра. Они знали о влиянии различных техник созревания на вкус и характер конкретного сыра.
Римляне также использовали шафран и уксус для свертывания сыра, и эту смесь называли «коагулюмом» (coagulum). Для ускорения созревания сыров на них давили перфорированными гирями (прессовали).
Вполне вероятно, что римляне принесли с собой сыр и искусство сыроварения, когда они завоевали Галлию — то, что мы теперь знаем как Францию, — где они были восприняты с энтузиазмом. Предки современных французских сыроделов сделали свое дело, усовершенствовав искусство выдержки сыра, которое сегодня известно под французским термином l’affinage (аффинаж сыров). Традиционно в более крупных римских домах была отдельная сырная кухня, «казеал» и специальные помещения, где можно было выдерживать сыры. В крупных городах домашние сыры можно было отнести в специальный центр для копчения.
К 300 году н. э. сыр регулярно экспортировался из Рима в страны Средиземноморского побережья. Торговля достигла такой степени, что император Диоклетиан счёл необходимым установить максимальные цены на ряд сыров, в том числе сыр, копченый в яблоках, очень популярный у римлян. Другой сыр был штампован и продан под торговой маркой «La Luna», бывший возможно, предшественником сегодняшнего Пармиджано-Романо, название которого впервые появилось в 1579 году.

В своей книге «Сыр и культура» Пол С. Киндстедт пишет: «Производство сыра было важной частью римской военной машины, и в мирное время легионеры, возможно, даже сами стали сыроделами». В средиземноморских регионах, где коров мало, чаще использовали овечье или козье молоко, которое придает сыру некоторую кислотность.
Киндстедт объясняет, что в древние времена пекорино (семейство сыров, вырабатываемых из овечьего молока) служил хорошим кандидатом на экспорт: «прочный и способный выдержать суровые морские перевозки, обладающий сильным пикантным вкусом, универсальный для использования за столом в качестве опсона (закуска в древнеримской кухне, которая подается как аккомпанемент к основному блюду) или для терки, а также в качестве ингредиента в приготовление еды.»
Рим распространил свои методы производства сыра на большую часть Европы, внедряя их в регионах, в которых о сыроделии до тех пор знали мало. Парадоксально с упадком Рима и крахом торговли на дальние расстояния разнообразие сыров в Европе резко увеличилось, и в разных регионах сложились свои собственные отличительные традиции.
Сохранились письменные заметки о сыроделии:
- Варро, около 127 г. до н. э. , отметил разницу в сырах, привезенных из разных мест, и прокомментировал их усвояемость. К тому времени использование сычужного фермента стало обычным явлением, что дало сыроделам гораздо больший контроль над типами производимого творога. Сыр начал переходить из продуктов питания, производимых для домашнего потребления, в коммерческий продукт.
- Колумелла, около 50 г. н. э. , подробно описал, как делать сыр. Колумелла описывает процесс производства сыра и использование различных растительных коагулянтов, таких как цветок чертополоха и инжирное молоко, но при этом предпочитает сычужный фермент.
- Вергилий сообщает, что дневной рацион « пекорино» римских легионеров составлял 27 граммов.
- Две главы (XI, 96-97) сочинения Плиния « Естественная история» (77 г. н. Э.) Посвящены разнообразию сыров, которыми наслаждались римляне в ранней империи. Он заявил, что лучшие сыры поступают из деревень недалеко от Нима, которые идентифицируются как современные Лозер и Жеводан, и их нужно есть свежими. Из заморских сыров Плиний предпочитал сыры из Вифинии в Малой Азии.

#### Животноводство и свиноводство
Рогатый скот использовался главным образом в качестве тяглового скота, а в качестве источника мяса и молока использовался редко; Однако же козы и овцы в основном использовались для производства молока. Свиньи, которых разводили в основном в Лацио, Кампании и долине реки По, пользовались особой популярностью дла производства мяса. Свиноводство было малоинтенсивным- животных обычно выгоняли в желудевые леса на откорм. Это, а также потребность римских кораблестроителей в древесине для римского торгового и военного флота вкупе с расширением сельскохозяйственных угодий и городских поселений в конечном итоге привели к далеко идущим негативным последствиям для итальянских лесов. Распространено было также солёное мясо из Нарбонской области и Галлии.

### Древесина
Римляне использовали древесину для многих целей, в первую очередь в качестве топлива, а также в качестве строительного материала, для изготовления орудий труда, оружия, мебели, тары, произведений искусства и т. д..
Заготовка древесины уже в древности вызвала массовую вырубку лесов на побережье Средиземного моря, что привело к первой крупномасштабной экологической катастрофе по вине человека.
Потребности в древесине в Древнем Риме были огромными и способы удовлетворения спpоса сложными: разные типы деревьев из разных провинций Римской империи и за её пределами использовались для многих целей, включая градостроительство и судостроение. Торговля древесиной в Древнем Риме плохо изучена, так как мало древесины было найдено в состоянии, пригодном для анализа.
Согласно исследованию, опубликованному 4 декабря 2019 года в журнале PLOS ONE. которое провели Мауро Бернабеи из Национального исследовательского совета Италии и его коллеги, древние римляне полагались на торговлю древесиной на дальние расстояния при строительстве своей империи.
В этом исследовании Бернабеи и др. Успешно датируют и определяют происхождение и хронологию необычно хорошо сохранившихся образцов древнеримской древесины.
Двадцать четыре дубовые доски (виды Quercus), проанализированные в данном исследовании, были выкопаны во время строительства метро в Риме в 2014—2016 годах. Они составляли часть римского портика в садах Виа Саннио (принадлежавшего тому, что когда-то было щедро украшенным и богатым имением). Авторы измерили ширину годичных колец для каждой доски и провели статистические тесты для определения средней хронологии, успешно датируя тринадцать досок.
Сравнивая свои датированные доски с эталонной хронологией средиземноморского и центральноевропейского дуба, авторы обнаружили, что дубы, использованные для римских досок портика, были взяты из гор Юра на востоке Франции, на расстоянии более 1700 км. Основываясь на заболони, присутствующей в 8 из тринадцати образцов, авторы смогли сузить дату вырубки этих дубов между 40 и 60 годами нашей эры и определили, что все доски были взяты с соседних деревьев. Учитывая размеры древесины и огромное расстояние, которое она преодолела, авторы предполагают, что древние римляне, вероятно, сплавляли древесину по рекам Сона и Рона в современной Франции, прежде чем перевезти её через Средиземное море, а затем вверх по реке Тибр. в Рим, хотя это не может быть подтверждено.
Авторы отмечают, что сложность получения этих досок, которые не были специально получены для эстетической функции, но использовались в фундаменте портика, предполагает, что логистическая организация Древнего Рима была значительной, а их торговая сеть была очень развитой.
Бернабеи отмечает: «Это исследование показывает, что во времена Римской империи древесина из почти естественных лесных массивов северо-востока Франции использовалась для строительных целей в центре Рима. Учитывая расстояние, которое, по расчетам, составляет более 1700 км, размеры древесины [и] средство передвижения со всеми возможными препятствиями на пути, наше исследование подчеркивает важность древесины для римлян и мощной логистической организации римского общества».

В экологической книге 2011 года « Жизнь без нефти» Стива Халлета автор утверждает, что крах Римской империи мог быть связан со сценарием нехватки древесины в бассейне Средиземного моря. Он предполагает, что, поскольку лес приходилось перевозить из все более отдаленных мест, закон убывающей доходности подорвал экономические показатели римской промышленности, сделав Рим уязвимым перед другими хорошо задокументированными проблемами, такими как вторжения извне и внутренние распри. Конечно после кризиса III века нехватка и дороговизна импортируемой древесины могла быть вызвана общим упадком рыночной экономики и соответственно торговли в Римской империи.

### Топливо
В качестве топлива применялись в основном дерево и древесный уголь. Изредка также использовался каменный уголь, в основном в местностях, где залежи располагались близко к поверхности и его добыча практически не составляла трудностей. Однако к этому ископаемому топливу прибегали лишь в случае острой нехватки дерева, так как его использование приводило в том числе к расплавлению меди и ухудшению качества медных предметов.
Наряду с домашними хозяйствами, готовившими пищу на огне, в топливе нуждались прежде всего ремесленные мастерские, в том числе для выплавки руды, ковки железа и изготовления керамики и стекла, для производствa продуктов питания (особенно промышленной выпечки хлеба в имперский период); обжиговые ванны; и гашеная известь. Топливо также широко потреблялось в домах для обогрева, а также для кремации (в периоды, когда это было распространено). Эти потребности возникали и требовали удовлетворения как в сельской местности, так и в городах.
Кроме того, в эпоху империи активными потребителями топлива становятся термы, использовавшие его для отопления с помощью гипокауста. Несмотря на значительную потребность в лесе, постоянного лесного хозяйства не велось, и во многих областях лес существенно пострадал или даже был полностью вырублен. Примером могут служить понтинские болота которые образовались около 2000 лет назад из-за вырубки лесов южнее Рима для постройки кораблей и отопления.
Осушить болота пытались римские императоры, среди них Цезарь, Август, Траян. Проблему осушения решить не удавалось, и на болотах стала распространяться малярия.
В результате этот прежде плодородный район обезлюдел и был заброшен.
Однако в античной Греции уже существовали частные имения, специализировавшиеся на производстве топлива.
Фактически, потребление древесины для производства топлива в значительной степени преобладало в древнем лесном хозяйстве,
Топливо, как вода, еда и кров, является крайне важной необходимостью. Топливо в древнеримской экономике могло составлять около 20 % римского ВВП.
Древние исследования использования древесины, как правило, сосредотачивались на пиломатериалax, поскольку в исторических источниках преобладают обсуждения масштабных деревянных конструкций для важных общественных зданий. Однако количество леса, потребляемого в качестве топлива, должно было быть весьма значительным в древнем мире, если рассматривать аналогии современного развивающегося мира. В современной Африке более 90 % заготовленной древесины используется в качестве топлива, а 10 % используется для пиломатериалов и других целей.
Поставки пиломатериалов и топлива как конкурируют, так и дополняют друг друга, в зависимости от стратегии ведения лесного хозяйства. Древесина, выращиваемая для производства пиломатериалов, обычно должна быть прямой и состоять из зрелых деревьев. Некоторое количество топлива может быть получено из обрезков ветвей и верхушек деревьев после вырубки древесины. Топливо также может быть получено из деревьев, предназначенных для использования в качестве топлива, которые выращиваются в условиях, где древесину неоднократно собирают с одного участка в течение десятилетнего (или около того) цикла.
Древесный уголь обеспечивает примерно в 1,8 раза теплотворную способность необработанной древесины. Он также будет гореть не дымя и дает ровный огонь. Помимо этого древесный уголь составляет около одной трети веса древесины (по объёму).
Последствия для поставок топлива в Рим очевидны. Древесный уголь был бы более безопасным и желательным в качестве топлива, и его было бы дешевле перевозить на большие расстояния. Ограниченные размеры переносных очагов и закрытый характер нагревательных мангалов из Помпеи предполагают, что древесный уголь является наиболее вероятным топливом (вместо дров).
Уголь, смолы и другие ископаемые виды топлива иногда использовались во времена Римской империи, но их преимущeства не всегда хорошо понимались.
Римляне добывали каменный уголь для отопления на территории нынешней Великобритании. Уголь также использовался для обогрева солдатами в фортах или в качестве топлива для «вечного огня» перед алтарем Минервы в храме в Бате. В Британии римляне эксплуатировали все основные угольные месторождения (за исключением месторождения в Северном и Южном Стаффордширe) от конца 2 века н. э.. Хотя большая часть его использования оставалась местной, оживленная торговля развивалась вдоль побережья Северного моря, поставляя уголь в Йоркшир и Лондон. Раскопки во внутреннем порту Херонбридж на реке Ди показывают, что на месте существовала развитая распределительная сеть. Уголь с угольных месторождений Ист-Мидлендс перевозился по каналy Кар-Дайк для использования в кузницах к северу от Дуролипонте (Кембридж) и для сушки зерна из этого богатого зерновыми культурами региона. Этa торговля также распространилось на континентальный Рейнланд, где каменный уголь уже использовался для плавки железной руды. Находки каменного угля в римских домах в Саарбрюккене, Бребахе и Беккингене доказали, что римляне также занимались добычей полезных ископаемых в этой части провинции Германия.
В районах с дефицитом древесины (с плохими почвами или с недостаточными осадками, или с тем и другим вместе), а иногда даже в районах, где древесины было много, альтернативы древесине были (и остаются) важными на сезонной основе. Обычно использовались сельскохозяйственные отходы, такие как навоз животных, отжимки винограда, полова и другие отходы обмолота, скорлупа орехов, торф и даже кости животных и водоросли.
13
Вероятно, наиболее значительным из них является оливковый жмых.
Недавние исследования, проведенные в Кампании, показали, что количество обугленных оливковых косточек позволяет предположить, что их можно использовать в качестве топлива.

### Янтарь

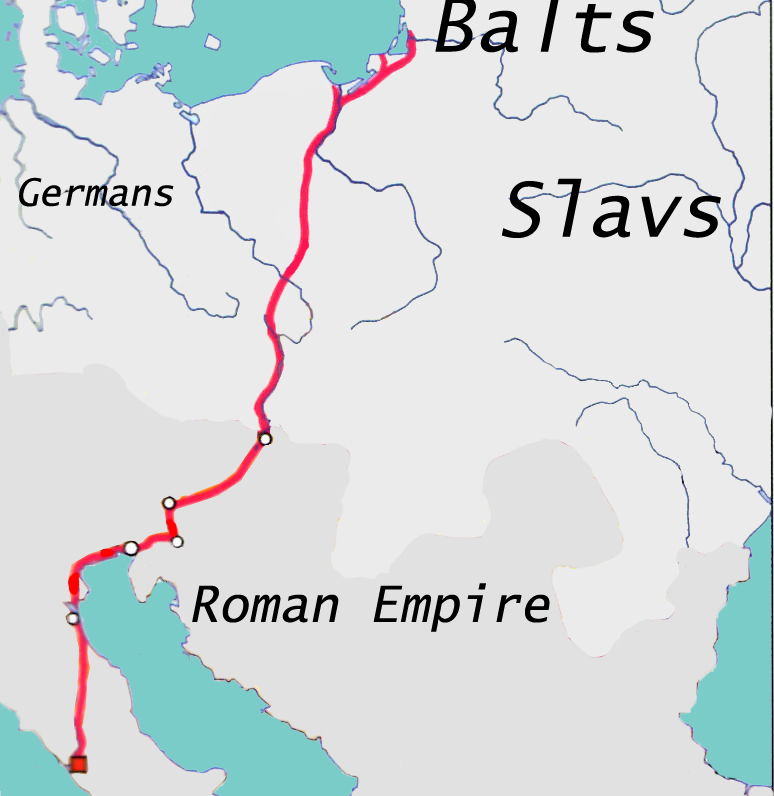
Янтарный путь

В III веке до нашей эры Янтарный путь к реке Висла был популяризирован кельтами, а после них (I—IV века н. э.) он был захвачен и развит римлянами. Только после завоевания области над средним Дунаем в I веке римляне развили крупную торговлю янтарем, организовав несколько экспедиций из Паннонии в Прибалтику, особенно в Самбию.
Не было выделено ни одной дороги, соединяющей Римскую империю с балтийскими территориями. Эти маршруты, однако, были реконструированы на основе археологических находок, Они отмечены поселениями и речными маршрутами, более легким прохождением вброд через крупные реки и, прежде всего, предметами торговли, особенно римского импорта (бронзовые сосуды, стекло, керамика и нумизматические предметы).
Янтарный путь связывал Адриатическое и Балтийское побережье, Римскую империю с землями Крайнего Севера: таинственный «Барбарикум». Маршрут также служил для снабжения римлян шкурами, мехами, рыбой, медом, а также солью и перьями. Товаром, которым изобиловал Барбарикум, были рабы. Заключённые, пленники и даже члены их собственного племени были проданы местными жителями в рабство. Для местного населения это был шанс для развития и контакта с миром. Обнаружение кладов римских монет в современной Польше является признаком очень оживлённых торговых отношений основанных на импортe янтаря.
Аквилея была главным центром торговли янтарем в Римской империи.
Пик развития этой торговли приходится на III век, а с середины IV века обмен постепенно угас. Последнее известное эстонское послание с подарками царю остроготов Теодориху в Риме произошло согласно сообщению Кассиодора в 525 году.

### Благовония

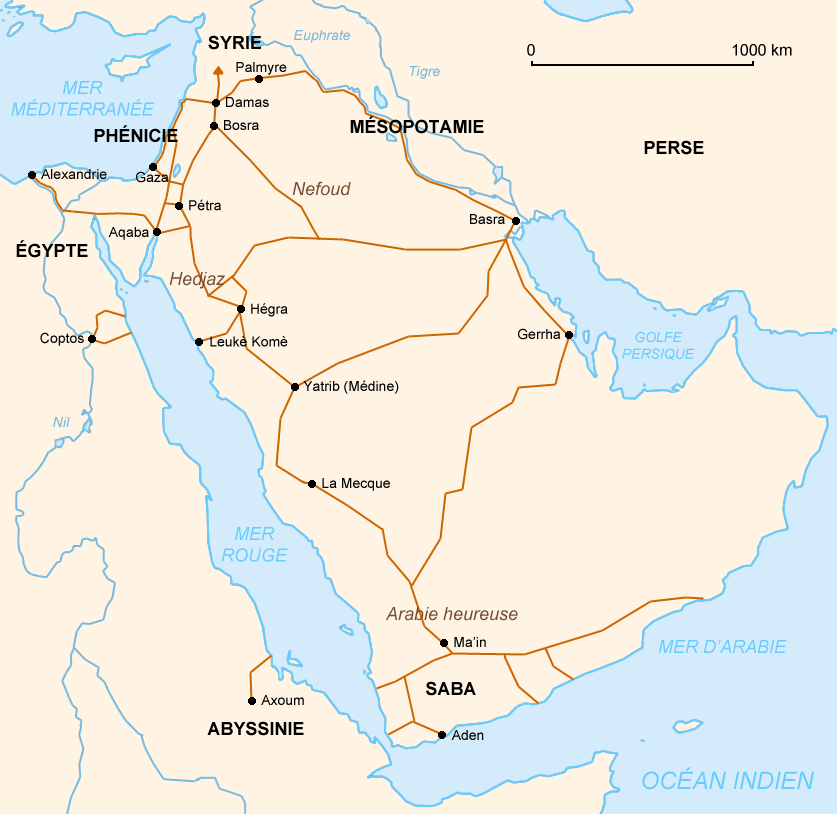
Сухопутные торговые пути через набатейскую территорию

Путь благовоний был торговым путем, который состоял из сети важных дорог, которые связывали мир Средиземного моря с восточными и азиатскими источниками ладана и специй. Он простирался от портов Средиземного моря через Левант, Ближний Восток и в Египет через Аравию и Индию. Торговля благовониями процветала от южной Аравии до Средиземноморья примерно с 200-х годов до нашей эры и до 200-х годов нашей эры. Торговый путь также служил для торговли другими товарами, такими как мирра, индийские специи, черное дерево, шелк и дорогие ткани, а также редкая древесина, перья, шкуры животных и также золото из Восточной Африки.

Ладан и мирра, две специи, высоко ценившиеся в древности как ароматизаторы, можно было получить только из деревьев, растущих в южной Аравии, Эфиопии и Сомали. Арабские купцы привозили эти товары на римские рынки с помощью верблюжьих караванов. Этот маршрут первоначально начинался в Шабве в Хадрамауте, самом восточном королевстве Южной Аравии, и заканчивался в Петре. Страбон сравнил масштабное движение по пустынным маршрутам с движением армии. Путь благовоний пролегал по западному краю центральной пустыни Аравии примерно в 100 милях от побережья Красного моря. Плиний Старший заявил, что путешествие состояло из шестидесяти пяти этапов, разделенных остановками для верблюдов. И набатейцы, и южноаравийцы чрезвычайно разбогатели за счет перевозки этих товаров, предназначенных для Римской империи.

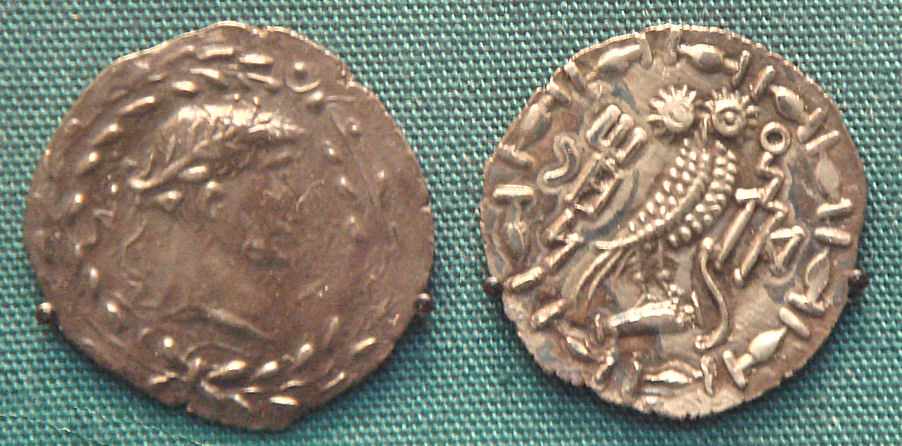
Монета Химьяритского царства, южного побережья Аравийского полуострова, в котором останавливались корабли, проходившие между Египтом и Индией. Это подражание монете Августа, I век.

Поэтому римляне называли регион происхождения драгоценного сырья Аравией Феликс — счастливой Аравией.
Плиний описывал затратность караванной торговли:
На протяжении всей дороги торговцы платят: за фураж, воду, проживание или пошлины. Прежде чем они достигнут наших берегов, их расходы достигают 688 денариев на одного верблюда. И теперь они ещё должны платить нашим налоговикам.
Логическим следствием этого были высокие цены: качественный ладан стоил двадцать четыре сестерция за фунт, что было бы примерно недельной заработной платой для квалифицированного рабочего. Плиний жалуется, что римляне тратят, «по самым низким оценкам», не менее ста миллионов сестерциев на восточную роскошь. Набатейцы захватили Петру, которая стояла на полпути между заливом Акаба и Мертвым морем в точке, где путь благовоний из Аравии в Дамаск пересекал сухопутный маршрут из Индии в Египет. Эта позиция дала набатейцам власть над торговлей вдоль пути благовоний. Для того, чтобы освободить путь благовоний из-под контроля набатейцев, ещё Антигон Циклоп, император Сирии и Палестины, совершил военные походы, но безуспешно, контроль набатейцев над торговлей увеличился и распространился во многих направлениях.
Контроль над морской торговлей, которая приобрела значение старой дороги благовоний для южной Аравии с момента падения Маинского царства, теперь перешeл под влияние химьяров и сабеев. Соответственно, одна из первых военно-морских операций при Августе заключалась в подготовке кампании на Аравийском полуострове: Гай Элий Галл,префект Египта, построил около 130 транспортных судов и перевез в Аравию около 10 000 солдат в период с 25 по 24 год до нашей эры. Однако последующий марш через пустыню на территорию современного Йемена провалился, и от планов по контролю над Аравийским полуостровом пришлось отказаться.
Хотя экспедиция 25 г. до н. э. не смогла достичь своей второй цели, первая часть её миссии была успешной. Отныне римляне больше знали о загадочной стране на южной окраине мира. Отчеты Галла были прочитаны Страбоном и Джубой, и они составили отчет Плиния. После экспедиции Галла морская торговля в Красном море стала более важной.

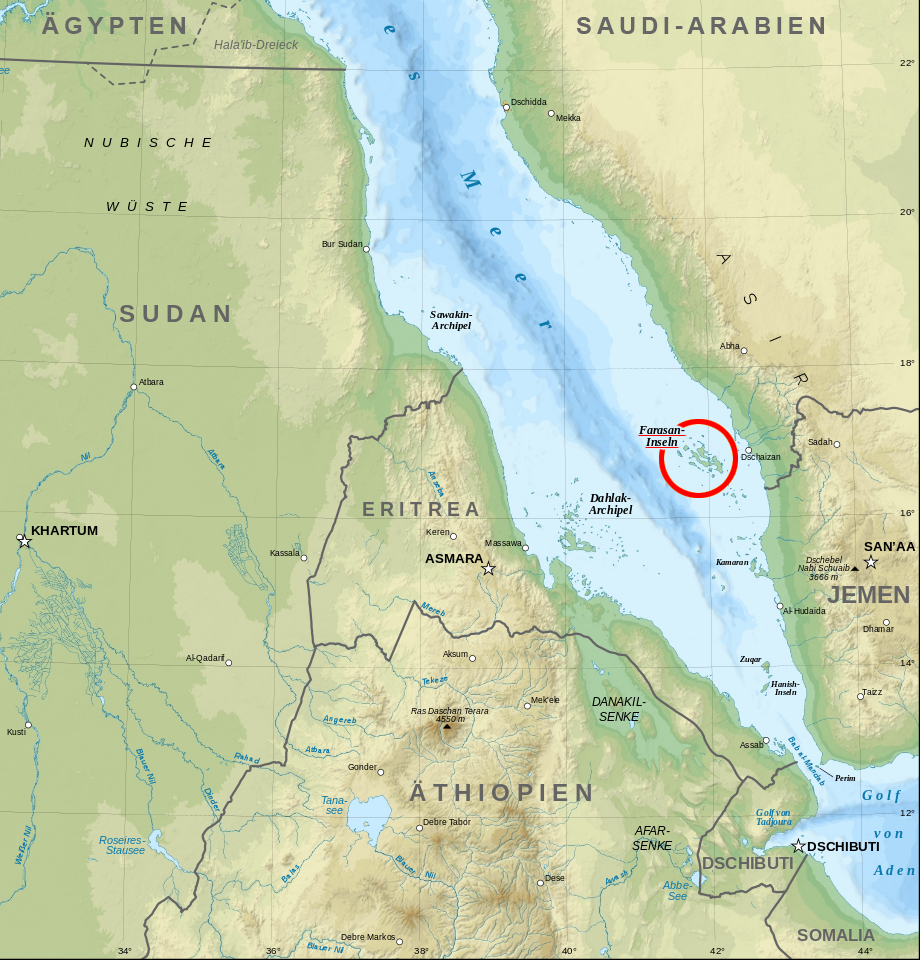
Порт-Ферресанус.

Со времени обнаружения двух латинских строительных надписей II века на Фарасане, главном острове одноимённого архипелага, известно, что острова были постоянным военным форпостом Римской империи в ранге префектуры; задачей префекта являлась борьба с пиратством в южной части Красного моря и защита судов занимающихся торговлей с южной Аравией и Индией. Порт-Ферресанус был самым далеким римским форпостом, находящимся почти в 4000 км от Рима.
Плиний Старший цитирует знатоков, которые считали, что император Нерон сжег больше ладана на похоронах своей жены Поппеи, чем Аравия произвела за год.
Во время преследований христиан, при Деции сотни тысяч римлян воскуряли благовония Императору.
Говорят, что на рубеже веков только Римская империя потребляла 1500 тонн из предполагаемого годового производства от 2500 до 3000 тонн ладана. Короче говоря, ладан использовался римлянaми в массовом порядке.
Замена Греции Римской империей как администратора бассейна Средиземного моря привела к восстановлению прямой торговли с Востоком и отмену пошлин, которые ранее взимались посредниками на юге Аравии. По словам историка, «Южные арабы в знак протеста совершили пиратские нападения на римские корабли в Аденском заливе. В ответ на это римляне разрушили Аден (тогда называвшийся Евдемоном) и предпочли западное абиссинское побережье Красного моря». Кроме того, римляне содержали небольшой гарнизон легионеров в набатейском порту Лейк-Коме (что означает «белая деревня», расположенная к северу от арабского порта Джидда) в I веке, чтобы контролировать торговлю специями, как утверждает ученый Теодор Моммзен.
Монополия парфянских и арабских посредников ослабла, заставляя их скорректировать свои цены, чтобы конкурировать на рынке с римскими товарами, которые теперь поставлялись прямым морским путем из Индии. Индийские корабли, которые шли в Египет морскими путями из Южной Азии которые не были под контролем ни одного государства. Во время политического и экономического кризиса третьего века характер торговли резко изменился; к тому времени ладанный путь из Южной Аравии, похоже, все ещё продолжал функционировать, но значительная часть этой торговли, кажется, сошла на нет из-за неблагоприятных экономических условий. Однако когда экономическая ситуация улучшилась снова (при тетрархии), многое изменилось в положительную для купцов сторону.
В конце 6 века Исидор Севильский перечислял благовония, которые по-прежнему импортируются в Испанию. Из ароматических деревьев (Arboris aromaticis): мирра, перец, корица и кассия; из ароматических трав (Herbis aromaticis)): нард, шафран, кардамон. Другие благовония также были доступны в Испании: тимьян, алоэ, роза, фиалка, лилия, и другие.
После римско-персидских войн, важные для торговли территории, которые были под Римско-Византийской империей были захвачены Хосровом II из Персидской сасанидской династии. После отвоевания этих территорий римлянами арабы во главе с Амр ибн аль-Асом, воспользовавшись ослаблением империи продвинулись в Египет в конце 639 или начале 640 гг. тем самым отрезав римлян от прямого пути к источникам благовоний.

## Коммерческий транспорт

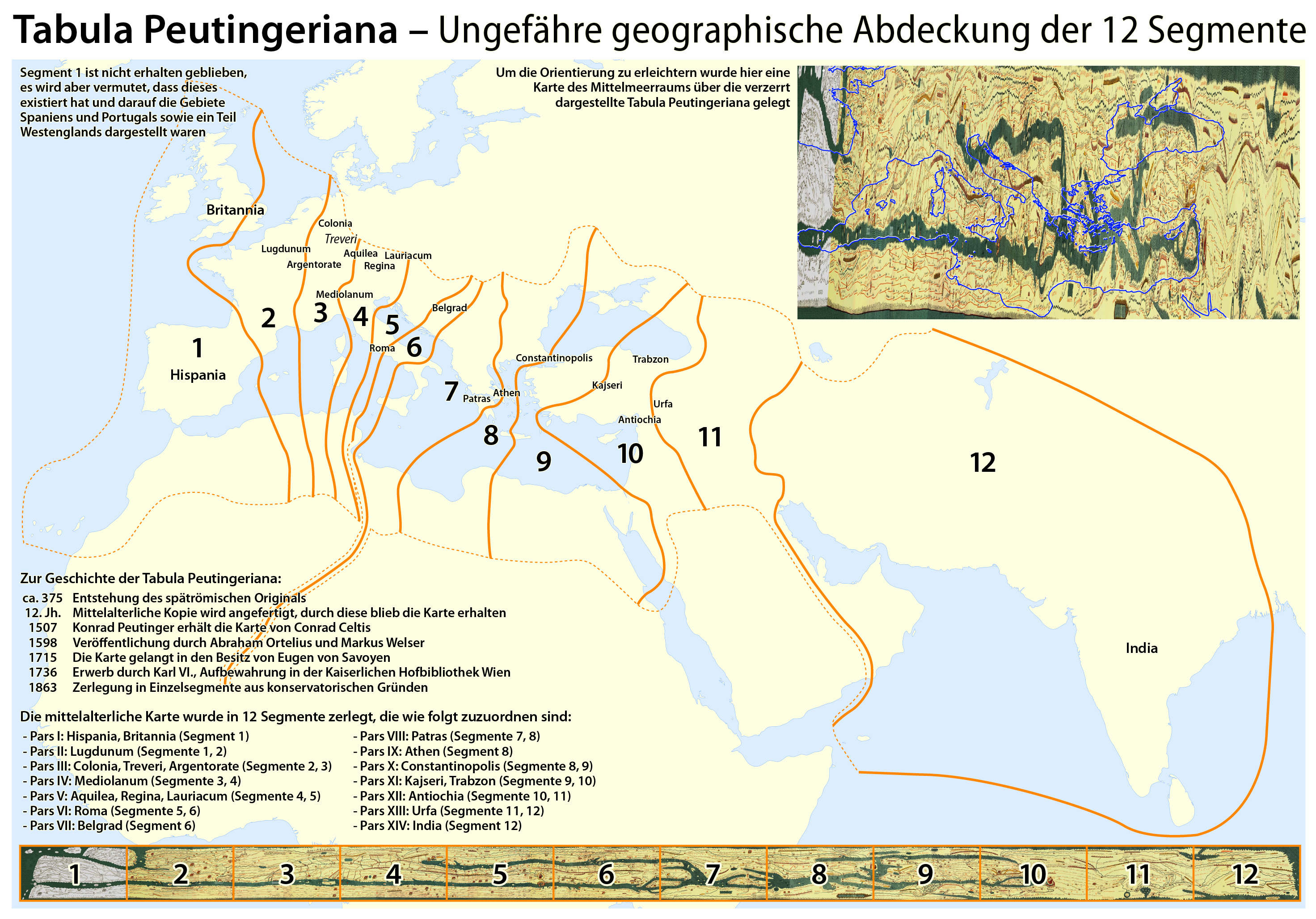
Пейтингерова скрижаль (Примерное расположение двенадцати сегментов на современной карте). На ней изображены римские дороги, длина которых в сумме составляла около 200 тысяч км. На карте представлена вся Римская империя, Ближний Восток и Индия, отмечены Ганг и Шри-Ланка (лат. Insula Taprobane).

Почти во всех областях Римской империи существовала густая дорожная сеть государственных дорог, деревенских дорог, троп и т. д. В то время существовало всего три способа перевозки грузов по суше: носильщик может перевезти 50 кг на более короткие расстояния, но грузоподъемность быстро снижается на больших расстояниях. Лучше для этого подходят вьючные животные: ослы могут переносить на большие расстояния около 90 кг,  мулы — до 110 кг, а верблюды — около 180 кг. В то время как ослы с такой нагрузкой могут преодолевать около 45 километров в день, мул может преодолевать примерно на треть больше в день. Упряжки быков были самыми медленными, но они могли нести гораздо больше. Каждый день они преодолевали от 10 до 16 километров.
К сожалению, о масштабах наземного транспорта почти ничего не известно. Однако можно предположить, что товары перевозились по суше преимущественно на местной основе и лишь изредка на дальние расстояния.
Среди римских купцов бытовало соотношение 1:5:28, согласно которому стоимость доставки амфоры морем по установленному маршруту была в пять раз дешевле, чем перемещение амфоры на то же расстояние баржей по реке, и в 28 раз дешевле, чем перемещение того же груза по суше на повозке. Именно поэтому импортировать продукты морем из Испании, Египта или Африки было дешевле, чем из Северной Италии по Эмилиевой дороге.

### Сухопутные маршруты

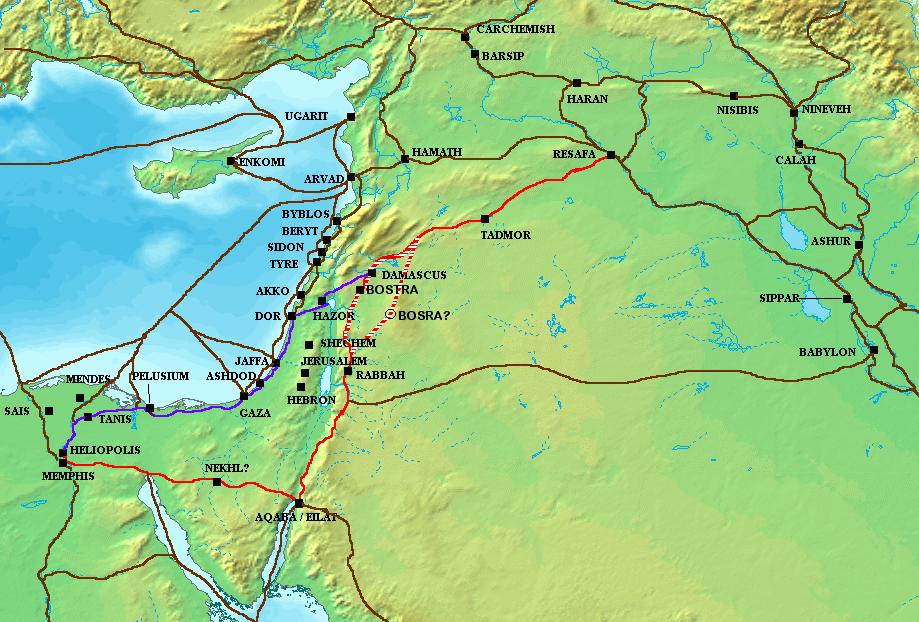
Via Maris (фиолетовый цвет), Via Regia (красный цвет) и другие древние торговые пути Ближнего Востока.
В отличие от Великого шёлкового пути, основной товаропоток Via Regia составляли товары, жизненно необходимые для функционирования экономики. На север шли зерно, медь, льняные ткани; на юг — железо, рыба, шерстяные ткани. Царская дорога оказывала важное влияние не только на страны, через которые проходила, Идумею, Моав, Набатею, города Декаполиса, но и на соседние, являясь не только мощным экономическим, но и военно-политическим фактором и путём миграций.

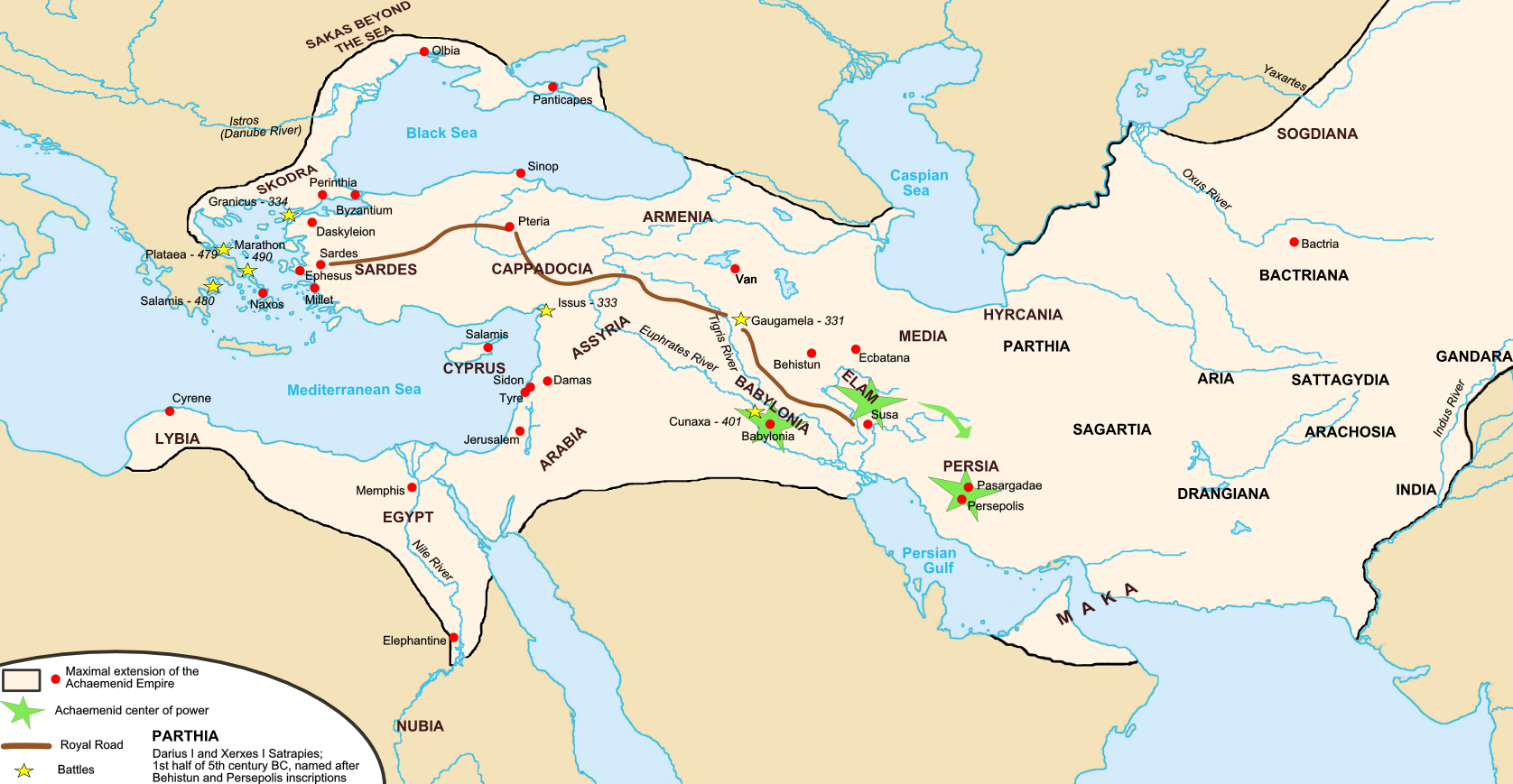
Царская дорога Она начиналась в Сардах (около 90 км к востоку от современного города Измир в Турции) и шла на восток. Общая протяжённость — около 2 тысяч километров.

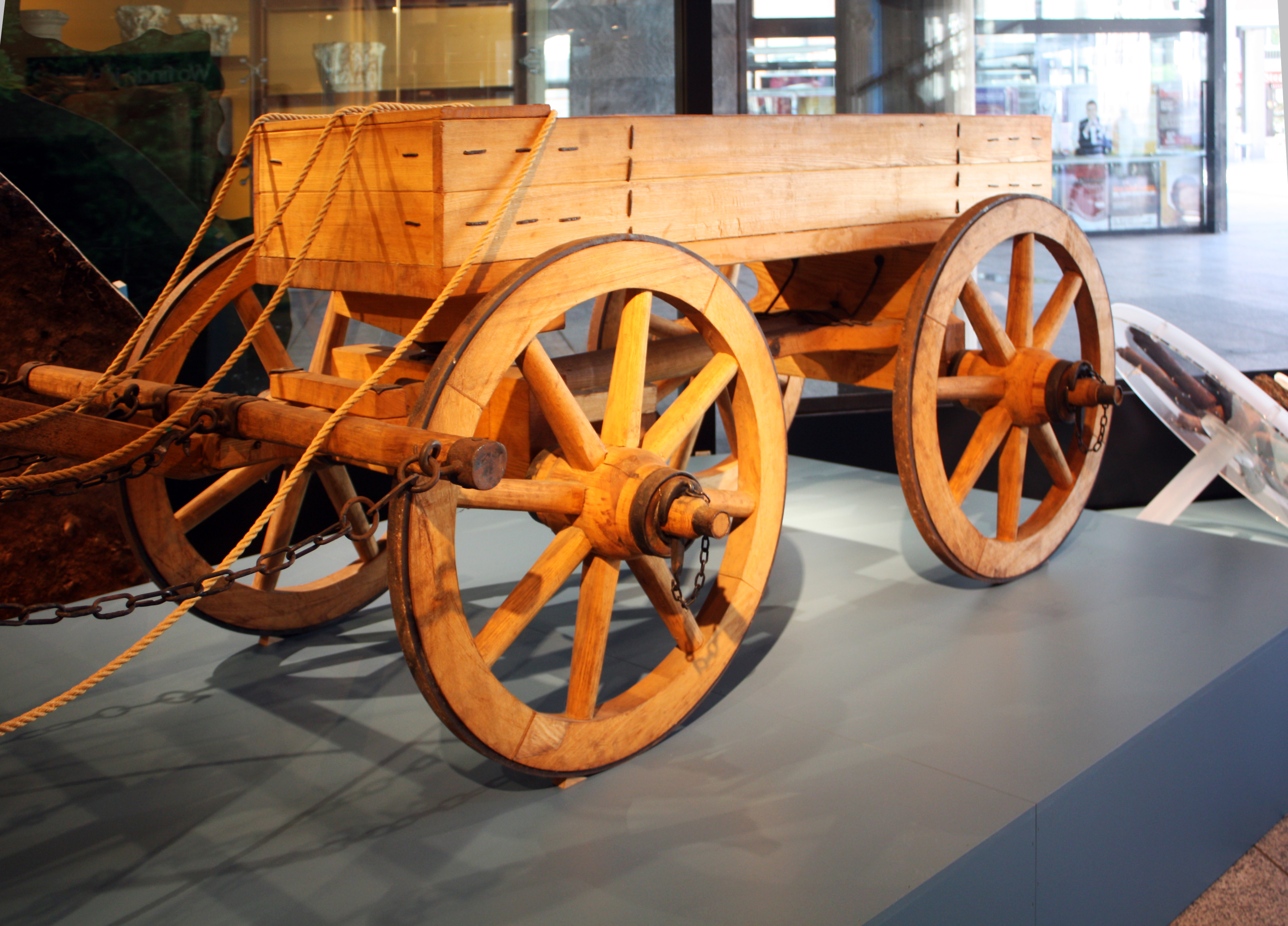
Реконструкция римской грузовой повозки («ангарии»). Римско-германский музей, Кёльн.

Ещё в Республику, Рим регулярно торговал с использованием реки Тибр. До того, как Пунические войны полностью изменили характер торговли в Средиземноморье, Римская Республика имела важные торговые отношения с Карфагеном. Кроме простой торговли, города-конкуренты имели ряд коммерческих и политических соглашений. Римская империя торговала с Китаем (через парфян и других посредников) по Шелковому пути.

### Речной транспорт

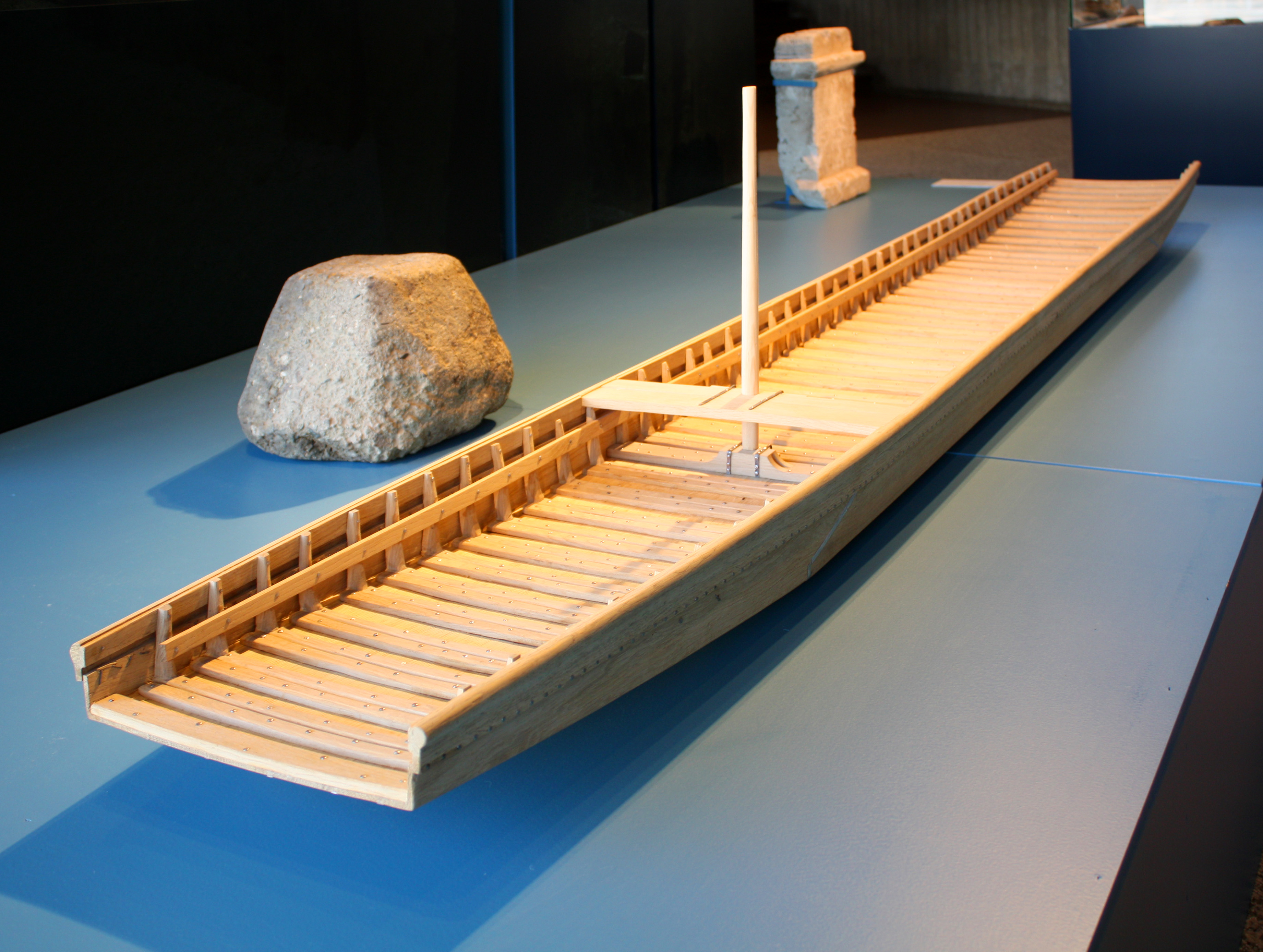
Модель римского транспортного корабля — плоскодонное судно длиной более 20 метров. Латинское название таких кораблей до сих пор неизвестно. Корабли были жизненно важны для снабжения римского города Кельн. Они использовались для перевозки скота, зерна, овощей, дров, древесины и строительных блоков. Кельнский корабль, затонул примерно в середине I века.

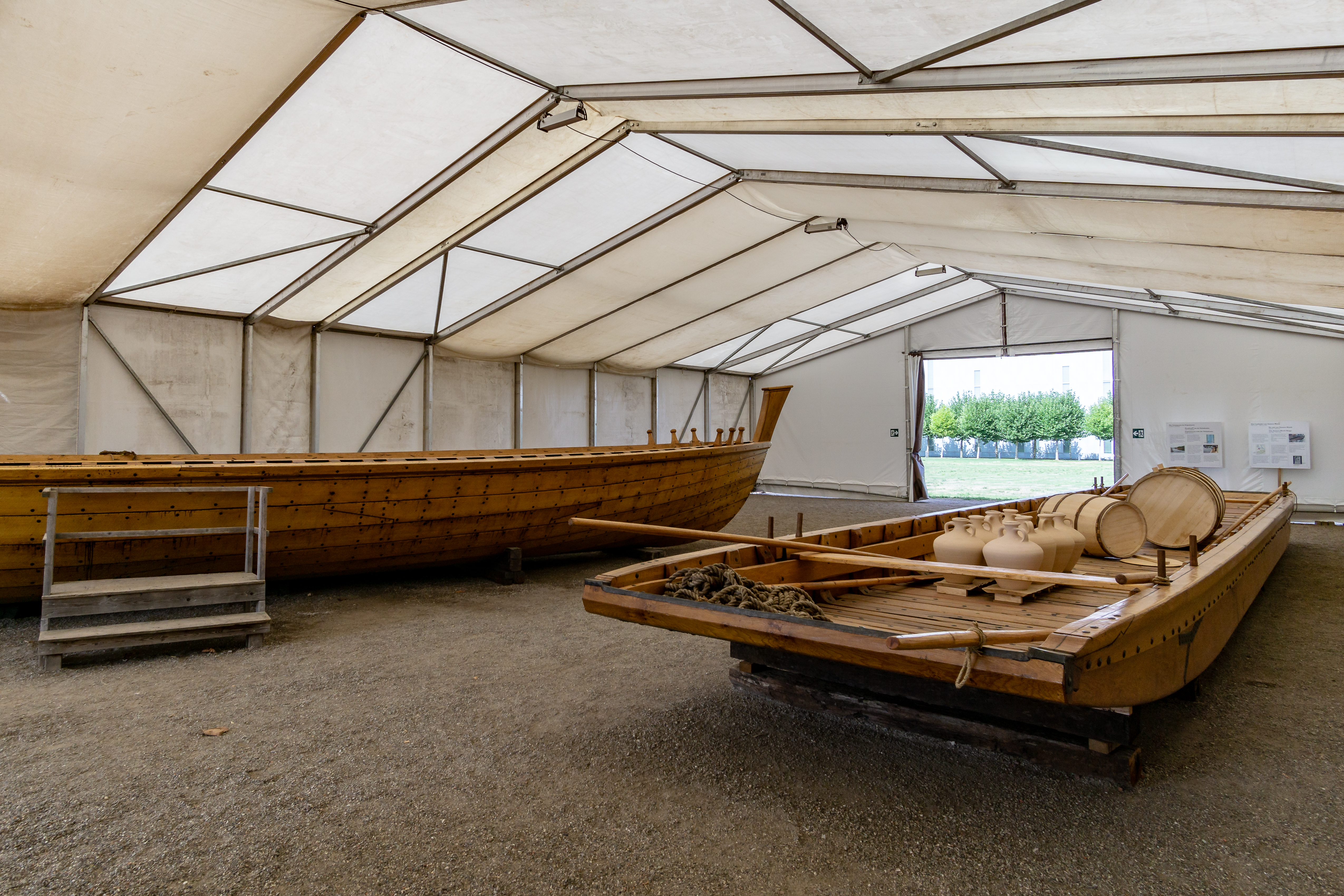
Речноe плоскодонное судно. Археологический парк Ксантена.

Реки позволяли римлянам перемещать товары с относительно низкими затратами (хотя и более высокими, чем морские перевозки). Иногда проблемой была небольшая глубина реки. В случае с рекой Аньене необходимо было строить плоскодонные суда, чтобы они не садились на мель или не цеплялись за дно и опрокидывались. В более неблагоприятных условиях необходимо было дожидаться более дождливых сезонов зимы или весны, чтобы использовать мелкие реки, с тем чтобы уровень воды был достаточно высоким. Транспортировка судов вверх по течению была технической проблемой, хотя это было все же дешевле, чем перевозка по суше. Один из экономичных способов обойти это — сделать временные плоты, предназначенные только для спуска вниз по течению, и затем использовать их в качестве топлива или в качестве пиломатериалов после их разгрузки. Если это было невозможно, использовали рабов как бурлаков или быков для буксировки судов обратно для перезагрузки.

### Морские пути
Морская археология и древние рукописи времен классической древности свидетельствуют об огромных римских коммерческих флотах. Наиболее существенными свидетельствами этой торговли являются инфраструктурные остатки гаваней, молов (волнорезов), складов и маяков в портах, таких как Чивитавеккья, Остия, Портус, Лептис-Магна и Кесария. В самом Риме, Монте Тестаччо (холм, составленный из обломков амфор) является данью масштабам этой торговли.

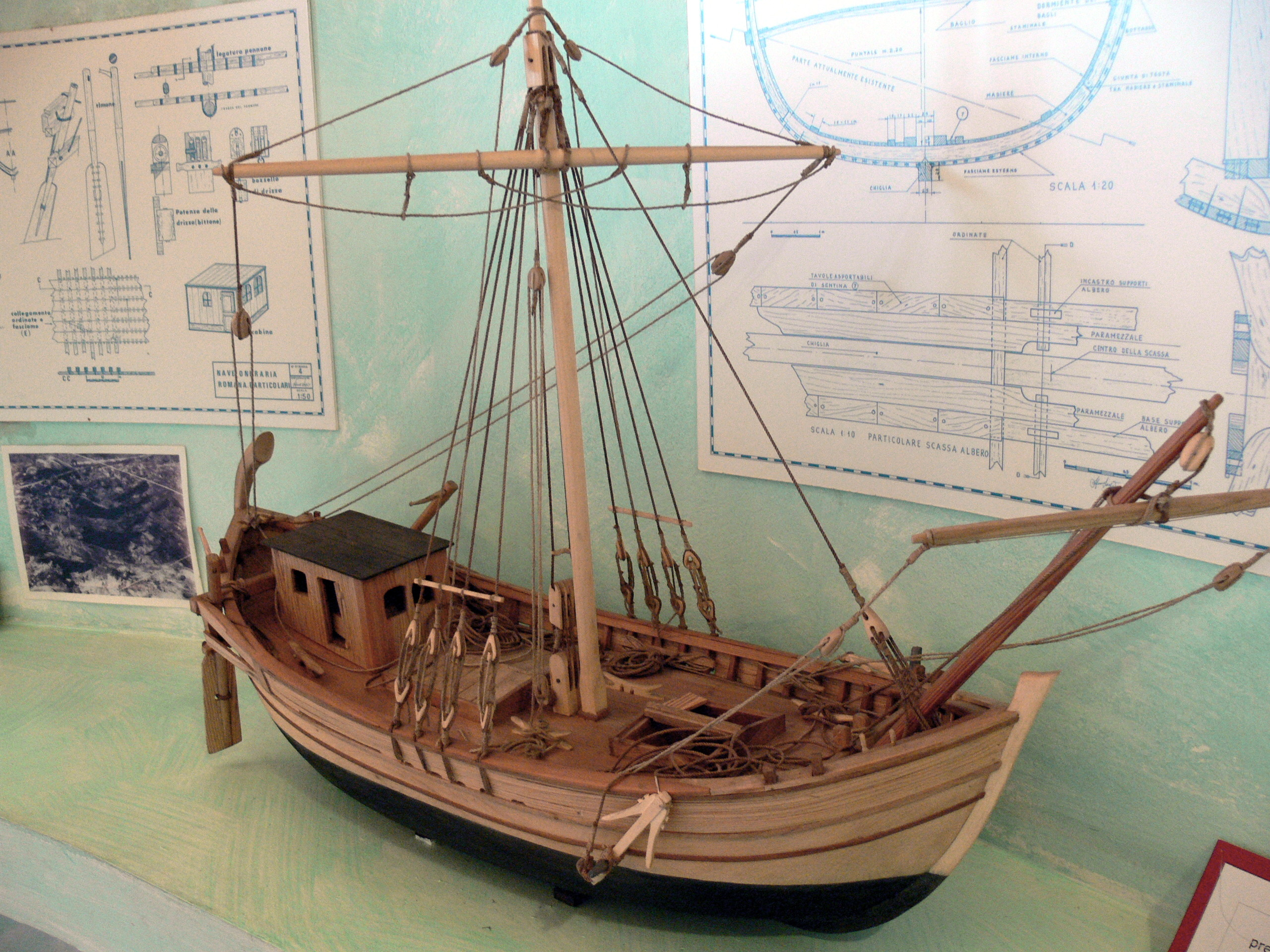
Модель римского транспортного корабля (музей о. Эльба). Римские торговые и транспортные суда собирательно именовались naves rotundae (дословно «круглые корабли») в отличие от naves longae (дословно «длинные корабли»), как назывались корабли военно-морского флота.

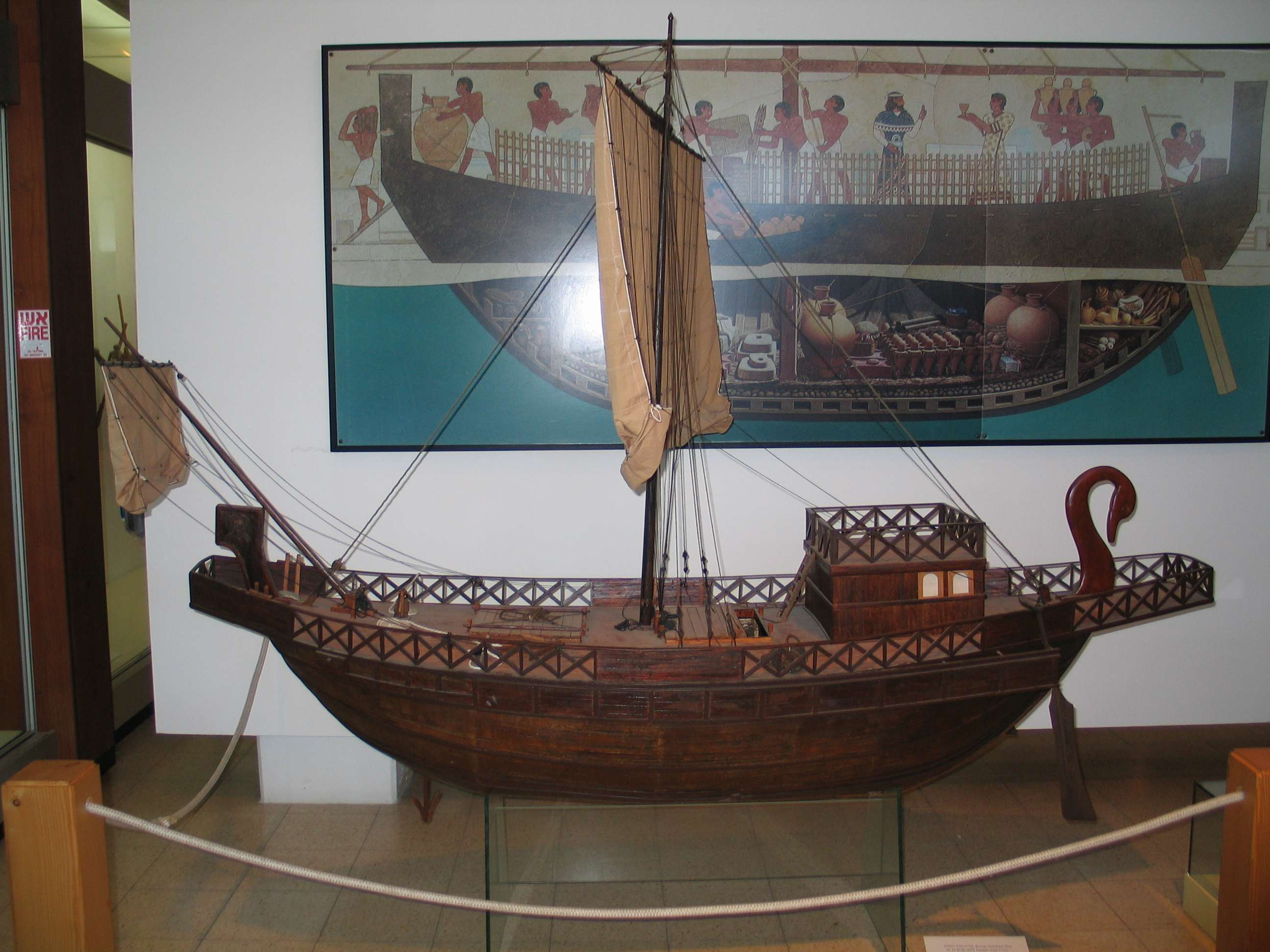
Модель римского торгового суднa. Хайфа-морской музей.

Как и в большинстве римских технологий римские морские торговые суда не были значительно усовершенствованны по сравнению с греческими кораблями предыдущих веков, хотя свинцовое защитное покрытие корпуса для защиты кажется более распространенным. Римляне использовали парусные корабли с «круглым» корпусом. Непрерывное патрулирование для «полицейской» защиты Средиземноморья от пиратства в течение нескольких веков было одним из главных факторов успеха древнеримской торговли, учитывая, что римские дороги были предназначены больше для пешеходов или конников, чем для колесного транспорта, и не могли обеспечить экономически оправданную транспортировку грузов на дальние расстояния. Торговые суда римлян были бы легкой добычей для пиратов, если бы не флоты либурнских галер и триер римского военно-морского флота.

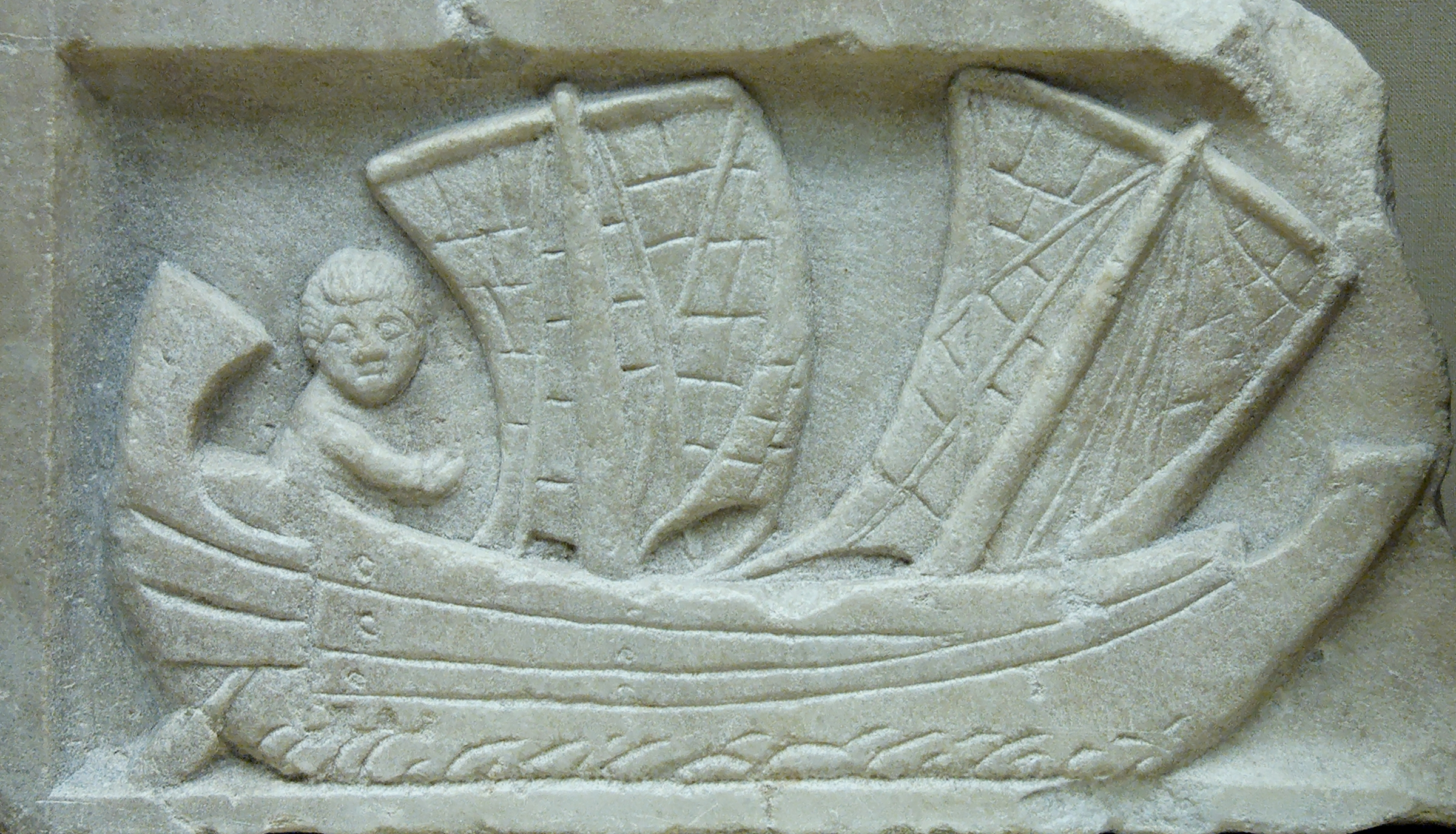
Небольшое каботажное судно

Громоздкие валовые товары, например зерно и строительные материалы, доставлялись только морскими путями, поскольку стоимость перевозки морем была в 60 раз меньше, чем на повозках.

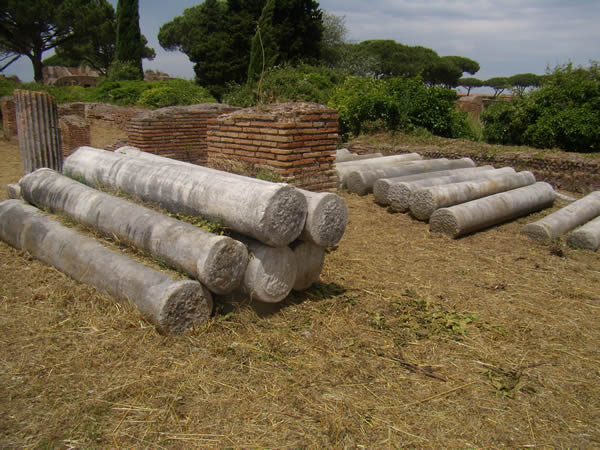
Хранилище для мрамора древнеримского города Остия. Во дворе были найдены многочисленные мраморные колонны.

Часто использовались специальные типы судов, которые были предназначены только для перевозки грузов, например:
- «Naves Laрidariae», особенно усиленные корабли, предназначенные для перевозки мрамора.
- «Naves vinariae», оборудованные огромными, до 3000 литров бочками, для транспортировки вина.
- «Naves granariae» зерновые корабли, которые были особенно важны для Рима, которые не имели особых технических характеристик, но имели длину до 55 метров, ширину до 13 м и высоту палубы 13,5 м над килем, что делало их особенно вместительными. Они могли перевозить грузы до 1228 т.

Товары повседневного спроса и сырьевые товары, такие как крупы для приготовления хлеба и свитки папируса для написания книг импортировались из Египта в Италию на постоянной основе.
Торговля через Индийский океан расцвела в I—II вв. Моряки использовали муссоны для пересечения океана из портов Беренис, Лейкос Лимен и Миос Гормос на побережье Красного моря Римского Египта к портам Музириса и Нелкинды на Малабарском побережье. Основными торговыми партнерами в Южной Индии были тамильские династии Пандея, Чола и Черас. В Индии найдено много римских артефактов, например на археологическом объекте Арикамеду в Пудучерри.

#### Навигация в Древнем Риме

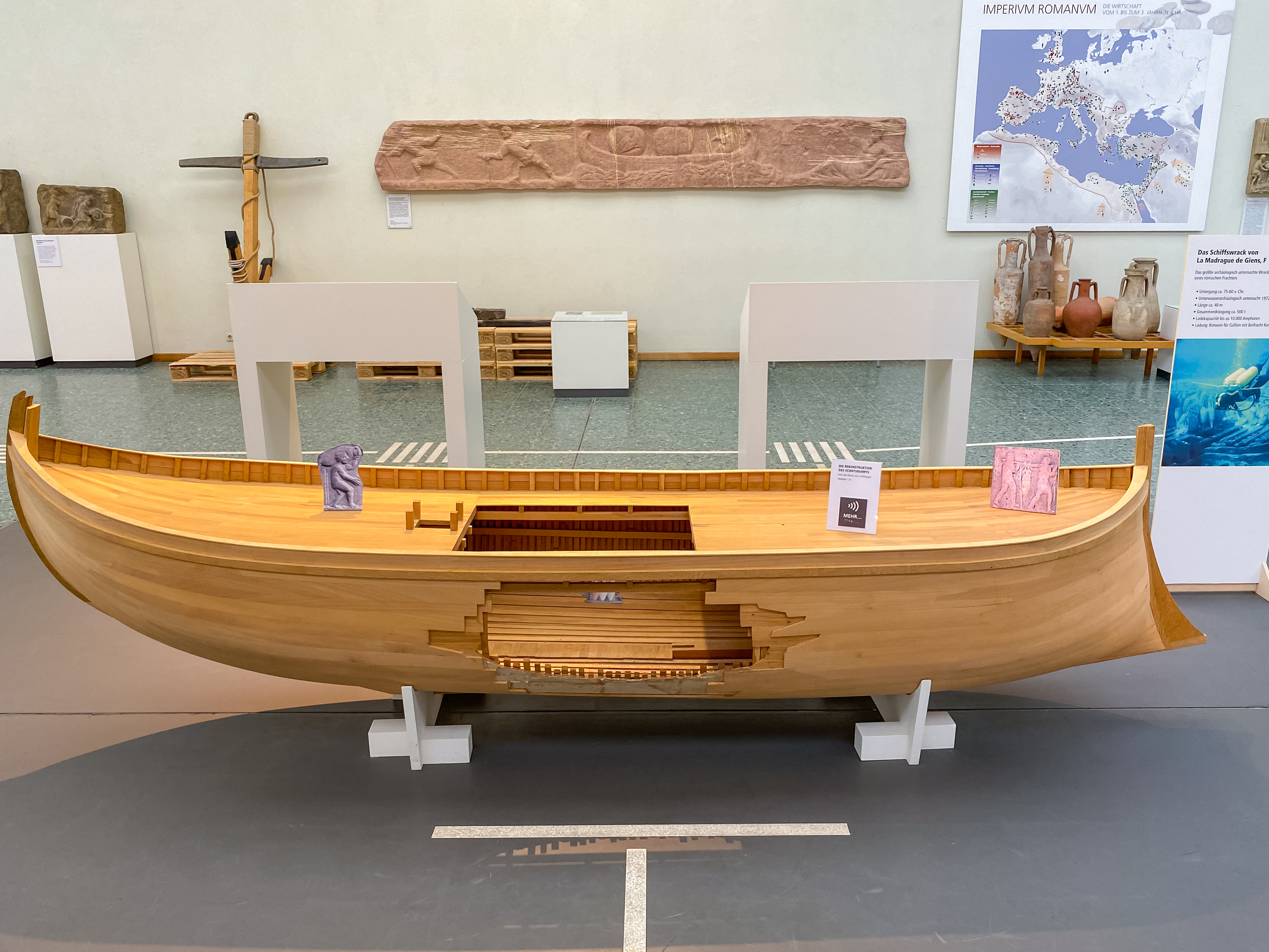
Макет римского корабля «Мадраг-де-Жьен» в Музее древнего мореплавания в Майнце, Германия. Судно, потерпевшее крушение имело длину около 40 метров, дедвейт 400 тонн при водоизмещении около 550 тонн.

Древние римляне строили большие торговые и военные корабли, размеры и технологии которых не имели себе равных до 16 века нашей эры. Римские моряки пересекали Средиземное море, Красное море и Индийский океан и вышли в Атлантический океан вдоль берегов Франции, Англии и Африки. Они обладали передовыми знаниями в области навигации и осуществляли навигацию путем наблюдения за ориентирами с помощью письменных указаний по плаванию и наблюдения за положением небесных тел — компас, хотя и использовался в Китае со II века до н. э., не появлялся в Европе до XIV века. Во времена Империи в Средиземном море, или, как римляне называли его, Mare Nostrum, было множество оживленных морских путей по которым припасы из далеких провинций доставлялись в порты итальянского полуострова. Военные корабли римского флота, очень быстрые и маневренные, защищали морские пути от пиратов. В целом, судоходство в Древнем Риме напоминало сегодняшнее судоходство, когда большие суда регулярно пересекают моря и доставляют припасы со всех концов мира.

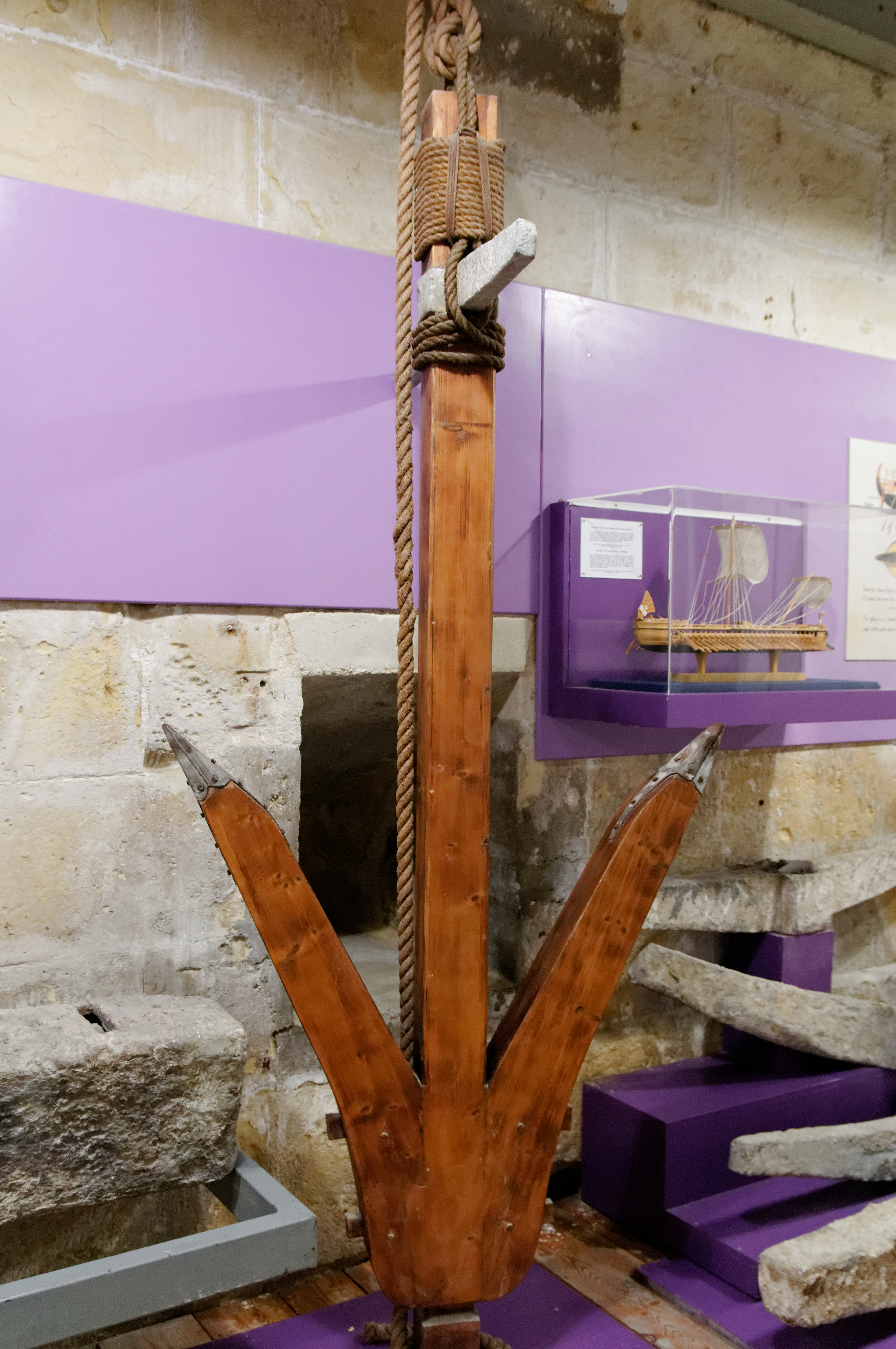
Реконструкция римского якоря

Как и в случае с кораблестроением, навигация в Древнем Риме опиралась не на сложные технологии, а на практический опыт, местные знания и наблюдения за природными явлениями. В условиях хорошей видимости моряки в Средиземном море часто видели материк или острова, что значительно облегчало судоходство. Они плыли, отмечая свое положение относительно последовательности узнаваемых ориентиров, и использовали направления плавания. Письменные маршруты плавания (по- гречески « периплои») для прибрежных путешествий были фактически введены в оборот в IV веке до нашей эры. Первоначально они были написаны на греческом языке и предназначались для путешествий по Средиземному морю. К 50 году были написаны направления не только на Средиземное море, но и на маршруты из Атлантической в город Массилия (современный Марсель) и маршруты вдоль побережья северо-западной Африки, вокруг Африканского Рога или мимо Персидского залива в Индию и за её пределы.
До создания компаса направление в открытом море определялось положением небесных тел . Иногда навигация подкреплялась промерами. Основные трудности, возникшие при использовании этих методов, заключались в том, что вода была слишком глубокой для использования зондов, и часто небо было слишком облачным или погода была очень туманной.
Когда погодные условия были плохими или когда суша больше не была видна, римские моряки оценивали направление от полярной звезды или, с меньшей точностью, от солнца в полдень. Они также оценивали направления относительно ветра и волн. Многие навыки навигации римляне унаследовали от финикийцев. Плиний утверждал, что финикийцы первыми применили астрономические знания, полученные от халдеев, для навигации на море. Например, финикийские моряки поняли, что созвездие Малой Медведицы вращается вокруг небесного Северного полюса по более узкому кругу, чем Большая Медведица. В результате они использовали Малую Медведицу, чтобы указать им более точное направление на север.
Древний астрономический инструмент астролябия использовался мореплавателями, чтобы определять местонахождение звезд и наблюдать за их движением, определять время по широте или, наоборот, определять широту, зная время. Он также использовался для измерения расстояний путем триангуляции

В древние времена гномон использовался для определения широты места, направления на север, равноденствий, солнцестояний.

И торговые, и военные корабли использовали ветер (паруса) и человеческую силу (гребцы). Координация работы гребцов была непростой задачей, и для решения этой проблемы координации гребцов использовался музыкальный инструмент, обычно духовой. Римские моряки также должны были хорошо разбираться в природных явлениях, направлении ветра относительно паруса и уметь управлять парусами в различных погодных условиях.
Большие торговые суда подходили к порту назначения и, как и сегодня, были перехвачены рядом буксиров, которые тянули их к причалу.
Время в пути по многим парусным маршрутам могло сильно различаться. Суда обычно курсируют в водах Средиземного моря со средней скоростью 4 или 5 узлов. Самые быстрые рейсы достигают средней скорости 6 узлов. Путешествие из Остии в Александрию в Египте займет от 6 до 8 дней в зависимости от ветра. Путешествие с юга на север или с востока на запад обычно занимает больше времени из-за неблагоприятных ветров.
Время в пути при попутном ветре от Остии до мыса Кап-Бон составляло два дня, до Гибралтара — семь дней, до Таррагоны (Испания) — четыре дня, до Нарбонны — три дня, от Поццуоли до Александрии — девять дней, от Мессины до Александрии — шесть дней, от От Византии до Родоса пять дней. В имперскую эпоху путешествие обычно было безостановочным из Александрии в Остию, морской порт Рима, который был расширен при Клавдии и Траяне.
Коммерческое судоходство в Средиземном море приостанавливалось на четыре зимних месяца.
Сезон плавания был ограничен периодом с конца мая до середины сентября. Сильно рискуя, можно было выходить в море с начала марта по начала ноября. Вне этого периода доставка морем была ограничена тем, что было абсолютно необходимо, например отправка депеш и транспортировка срочно необходимых припасов и войск. Обычная деятельность была сосредоточена летом и за несколько недель до и после. В остальное время корабли не ходили и порты были в спячке. Это называлось Mare Clausum.
Причина заключалась не только в неизбежных зимних штормах, но и в плохих условиях видимости, что до изобретения компаса делало судоходство невозможным.

Вообще не исключено и применение римлянами компаса в той или иной форме. Хотя официально считается, что использование магнитного компаса в Европе для навигации началось приблизительно в XII веке нашей эры, тем не менее, судя по косвенным указаниям античных историков средиземноморья, магнитный компас использовался для ориентации в пространстве различными народами Средиземноморья и Европы ещё во втором тысячелетии до нашей эры. Знания о том, что осколки магнитного железного камня вращаются в направлении север-юг, были в Европе по меньшей мере со времен Древней Греции То, что для этого прибора не было определённого общепринятого названия в те годы, и авторы вынуждены были описывать этот прибор по-разному, говорит о том, что действительно секрет навигации по компасу хранился в строгой тайне и передавался только избранным.
В классической античности о природе магнетизма было мало что известно. Ни в каких источниках не упоминается о двух полюсах магнита или его тенденции показывать направление на север. Существовали теории происхождения магнетизма. Одна теория использовала метафизический принцип симпатии между похожими объектами. Это якобы было опосредовано целеустремленной жизненной силой, которая стремилась к совершенству. Эту теорию можно найти в трудах Плиния Старшего и Аристотеля, которые утверждали, что Фалес полагал наличие у магнита души. В Китае также считалось, что подобная жизненная сила, или ци, оживляет магниты, поэтому китайцы использовали древние компасы для фэн-шуй .
Широкому распространению использования компаса, наверное, мешало и то, что намагниченный материал был большой редкостью в то время. К тому же несмотря на то, что магнитный компас существовал в Китае ещё в четвёртом веке до нашей эры и его использовали для навигации по суше компасы стали использоваться для навигации в море только после того, как были выкованы хорошие стальные иглы, до этого они не могли долго сохранять свой магнетизм.
Следует добавить, что древние индийцы (с которыми римляне долгое время имели непосредственные контакты) знали о намагниченном железе, а Аяс-канта означает на санскрите магнит. Компас упоминается в тамильских морских книгах четвёртого века нашей эры; более того, его раннее название макчайантра («рыбный аппарат») предполагает китайское происхождение. В своей индийской форме мокрый компас часто состоял из магнита в форме рыбы, плавающего в чаше, наполненной маслом. Эта форма рыбы связана с её названием, которое состоит из слов «maccha», означающих рыбу, и «yantra», означающих устройство.

### Финансирование и страхование
В Древнем Риме морское страхование было важным аспектом торговли и коммерции. Греческие и римские купцы использовали форму страхования совмещенную с кредитованием, известную как «ипотечный заем», чтобы финансировать свои экспедиции и уменьшать связаный с этим риск. Вместо выплаты взносов за страхование купцы брали кредиты под высокие проценты, которые также служили страховкой. Если корабль тонул или экспедиция была не удачной, купец не должен был возвращать кредит поскольку кредиторы получали права на само судно. Это соглашение было смесью кредитов, товарищества и страхования, и оно было признано римским законом как форма страхования.
Кредиторы требовали более высоких процентных ставок в периоды штормов и для ненадежных заемщиков, и они распределяли риски, инвестируя в паи в нескольких экспедициях и страхуя относительно небольшие суммы. Морское страхование было важным фактором в росте и процветании Древних Афин и Рима, позволяя городам расти и поддерживать регулярные поставки зерна и других товаров.
Эта практика, восходящая как минимум к 1800 году до н. э. и к Древнему Вавилону
В книге «Шансы есть… Приключения в вероятностях» Эллен и Майкл Каплан описывают древную кредитную практику как смесь современных финансовых концепций:
Это соглашение, которое легко описать, но труднее охарактеризовать: это не чистый кредит, поскольку кредитор принимает на себя лишь часть риска; не товарищество, потому что указана сумма, подлежащая возврату; это не чистое страхование, поскольку оно не защищает конкретно риск для товаров торговца. Пожалуй, лучше всего его рассматривать как фьючерсный контракт: где страховщик купил опцион на окончательную стоимость предприятия.
Тем не менее, очевидно, что торговцы и кредиторы использовали морские кредиты, чтобы минимизировать риск и максимизировать прибыль
Историки полагают, что греческие купцы и кредиторы рассматривали высокие процентные ставки как компенсацию за риск неудачи путешествия. Они также отмечают, что Рим скопировал Этy практику у греков, а юридический текст 500 года нашей эры, когда столица Империи переехала в Константинополь, явно подтверждает, что римляне приравнивали высокие процентные ставки к оплате за риск. В то время римское право ограничивало процентные ставки на уровне 12 %. Тем не менее, как отмечает Джеймс Франклин в «Науке предположений», закон санкционировал более высокие процентные ставки в случае морских кредитов, потому что «цена указана за риск».
Вот почему историки считают морские кредиты самой ранней формой страхования грузов.
Морские кредиты были настолько распространены, что у римлян даже был шаблонный стандартный контракт, который кредиторы копировали для каждого рейса.
Историкам не хватает данных, чтобы с уверенностью оценить, как часто в Древней Греции и Риме тонули корабли.
Что у нас действительно есть, так это записи о кораблекрушениях — как из письменных отчетов, так и находок на дне Средиземного и Эгейского морей — и знание того, что подобные потери были настолько обычными, что кредиторы требовали от торговцев выплатить им 20-30 процентов ставки (по сравнению с максимальной процентной ставкой в 12 % по обычным кредитам в более поздний период Рима).
На практике, однако, потеря кораблей в море могла быть редким и катастрофическим событием. Эдвард Коэн подчеркивает это в своей книге « Афинская экономика и общество»; он особенно опирается на рассказ IV века нашей эры о реакции общественности на затонувшее грузовое судно, которая казалась «сродни крушению самолета в настоящее время».
Катастрофические результаты были бы еще более редкими на пике могущества Рима. Чтобы стимулировать торговлю в ранней империи, император Клавдий выступал в качестве государственного страховщика, бесплатно покрывая торговцев от убытков от ураганов. Римляне также, как отмечает Питер Темин, «приложили значительные усилия к объединению Средиземноморья и уничтожению пиратов, которые препятствовали мирному судоходству» — это эквивалент того, как сегодня Соединенные Штаты со своим флотом контролируют глобальные морские пути.
Помимо кораблекрушений, купцы и их финансовые покровители больше беспокоились о повседневных проблемах. О капитанах, которые притворялись, что их корабль затонул, чтобы не выплачивать кредиты и о грузоотправителях, которые крадут груз или лгут о ценах. Чтобы справиться с этим, кредиторы полагались на систему проверок, обмена информацией и квитанций, призванную позволить страховщикам и финансистам выявлять обман и избегать мошенничества.

## Торговля между римлянами и азиатскими империями

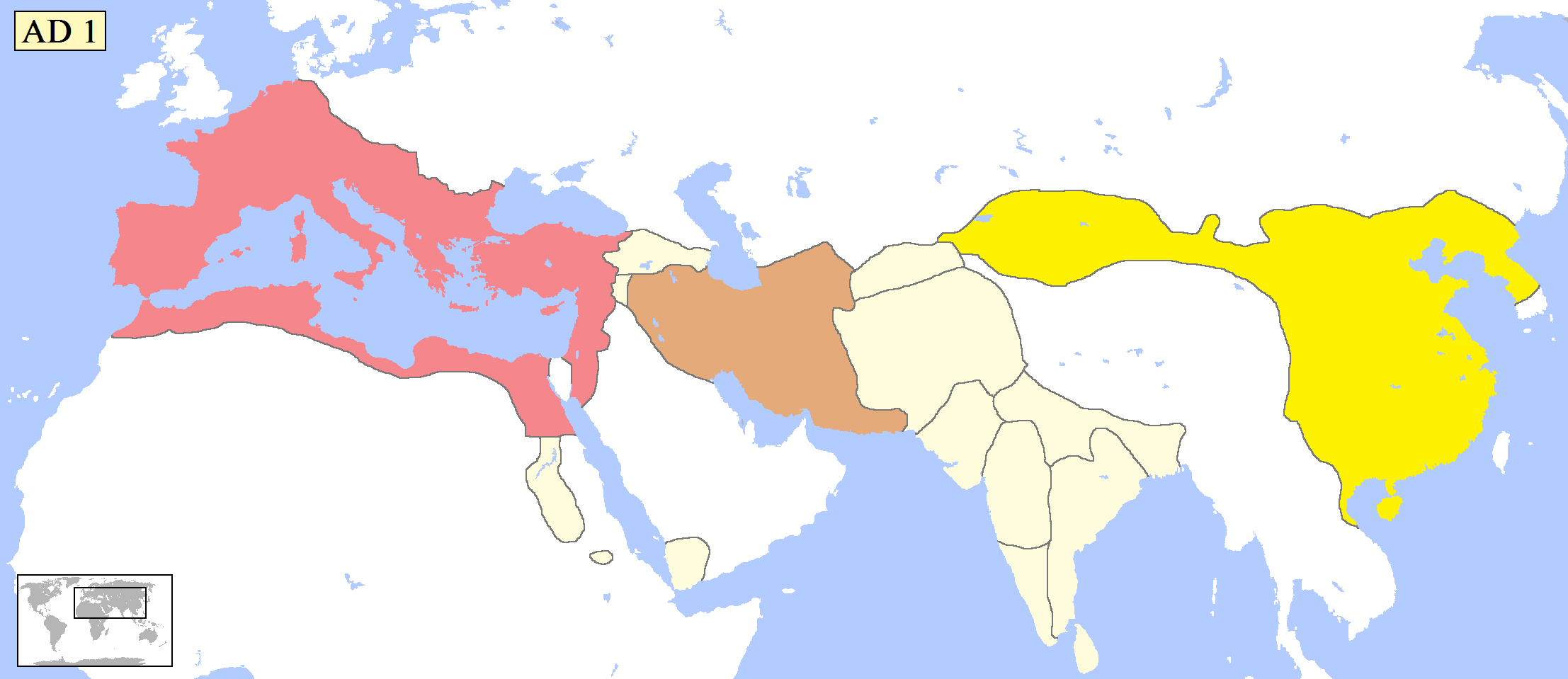
Карта Евразии I века. Римская империя (красный), Парфянская империя (коричневый), Китайская империя династии Хань (жёлтый)

K концу I века до н. э. произошел значительный рост международной торговли с участием пяти смежных держав: Римской империи, Парфянской империи, Кушанской империи, кочевой конфедерации хунну и империи Хань. Хотя путешествия были трудными, а знание географии было несовершенным, по мере расширения этих империй устанавливались многочисленные контакты, распространяя идеи, верования и обычаи среди разнородных народов, и поскольку ценные товары перемещались на большие расстояния посредством торговли, обмена, дарения подарков и оплаты дани. Транспортировка по суше осуществлялась с использованием речных судов и вьючных животных, особенно крепкого двугорбого верблюда. Путешествие по морю зависело от преобладающих ветров Индийского океана, муссонов, которые дуют с юго-запада в летние месяцы и с северо-востока осенью.

В I веке Великий шёлковый путь соединял Дацинь и Серес

Обширная сеть стратегически расположенных торговых постов (emporia) позволяла осуществлять обмен, распределение и хранение товаров. Исидор Харакский, парфянский грек, писавший около 1 года нашей эры, описал различные посты и маршруты в книге под названием «Парфянские стоянки» («Σταθμοί Παρθικοί»). Из греко-римской столицы Антиохии маршруты пересекали Сирийскую пустыню через Пальмиру до Ктесифона (столицы Парфии) и Селевкии на Тигре. Оттуда дорога вела на восток через горы Загрос в города Экбатана и Мерв, где одна ветка поворачивала на север через Бухару и Фергану в Монголию, а другая — в Бактрию. Порт Спасину-Харакс (Антиохия-на-Тигре) на Персидском заливе был крупным центром морской торговли. Разгруженные там товары отправлялись по сети маршрутов через Парфянскую империю — вверх от Тигра до Ктесифона; вверх по Евфрату до Дура-Европос; и дальше через караванные города Аравийской и Сирийской пустынь. Многие из этих сухопутных маршрутов заканчивались в портах восточного Средиземноморья, из которых товары распределялись по городам по всей Римской империи.
Другие маршруты через Аравийскую пустыню могли заканчиваться в набатейском городе Петра, откуда новые караваны следовали в Газу и другие порты Средиземного моря, или на север, в Дамаск, или на восток, в Парфию. Сеть морских путей связала порты благовоний Южной Аравии и Сомали с портами Персидского залива и Индии на востоке, а также с портами на Красном море, из которых товары доставлялись по суше в Нил, а затем в Александрию.

### Контакты с Индией и Китаем

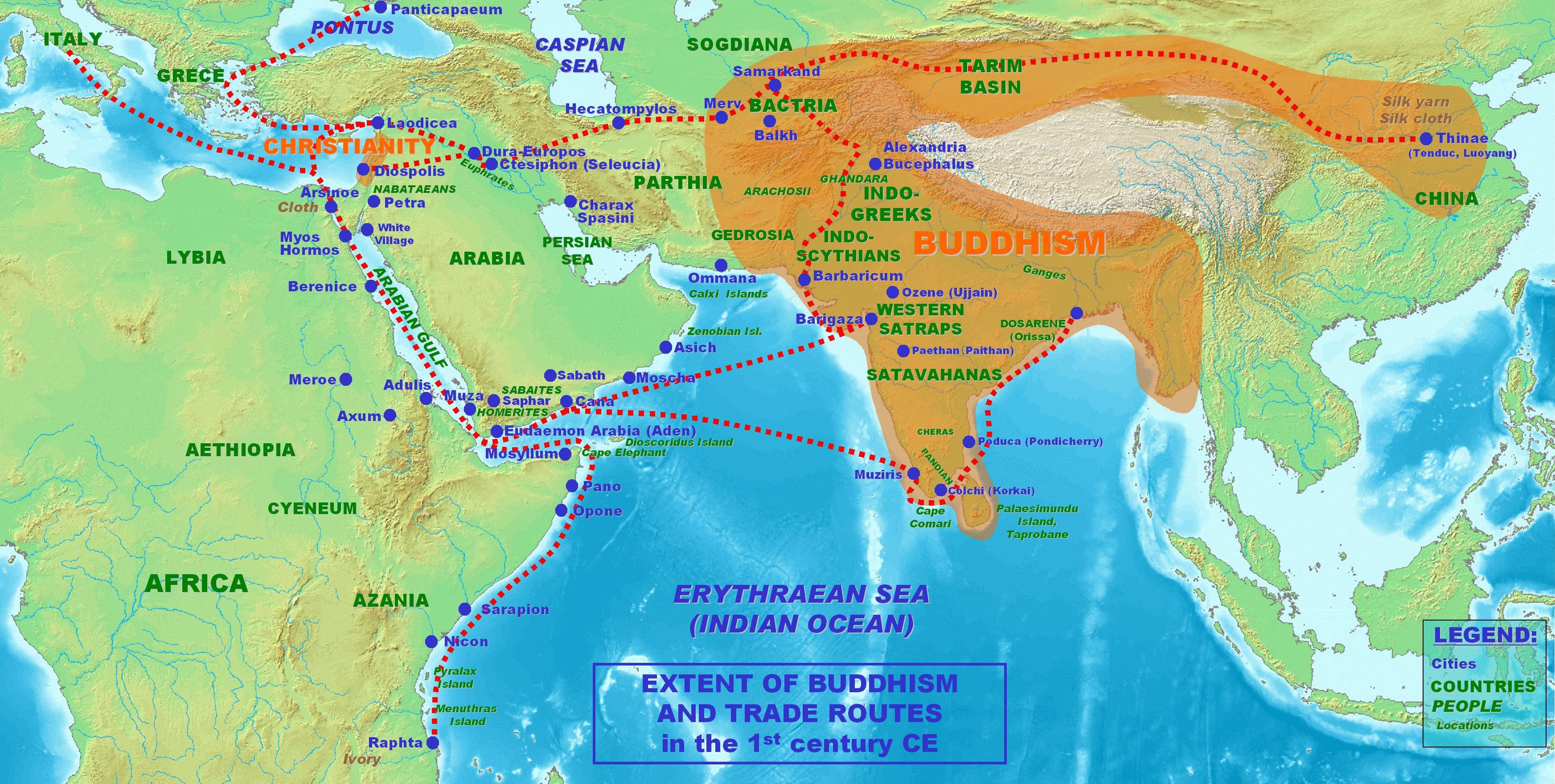

Александр Македонский завоевал земли до Индии, а по легенде римский бог Вакх также туда путешествовал, поэтому они были известны римлянам, а вот Дальний Восток и Африка южнее Сахары были для них таинственными землями. Завоевав Египет, Римская империя обеспечила прямой доступ к многовековой торговой сети в Индийском океане, которая во времена Римской империи объединяла Китай, Индию, Юго-Восточную Азию, Парфию, Аравию и Африку, а также римское Средиземноморье. Завоевание Египта Римом не являлось результатом бесцельной экспансии, оно укладывалось в более широкую фискальную стратегию, направленную на расширение римского контроля над восточными перевалочными пунктами. Несмотря на центральную роль Рима в средиземноморском крыле мировой экономики и способность извлекать излишки из своих собственных провинций, центром тогдашней глобальной экономики оставалась Индия, чьей товарной базе удавалось извлекать излишки доходов в форме драгметаллов из Римской империи.
В I веке римские суда уже активно ходили в Восточную Африку, южную Аравию и западную Индию. Согласно «Периплу Эритрейского моря» и историку Диону Хрисостому через Красное море и караванную торговлю в античную Александрию стекались мирра, ладан, панцири черепах, слоновая кость, рог носорога и раковины наутилусов из южной Аравии и Африканского Рога; чёрный и белый перец, бирюза, лазурит, оникс, агат, жемчуг, алмазы, сапфиры, изумруды, слоновые бивни, нардовое масло (Чистая нардовая мазь была наиболее дорогой. Небольшой сосуд с такою мазью стоил более 300 динариев и помазание им Иисуса Христа вызвало ропот людей (Ин. 12:3,5), сандаловое дерево и китайский шёлк из Индии. Из Египта на Восток экспортировали металлы, сельскохозяйственные орудия, одеяла, готовую одежду, лошадей и мулов. Для соотечественников, осевших в дальних краях, суда привозили вино, оливковое масло и гарум. Индийские моряки, ходившие в Египет, привозили с собой в качестве провианта кокосы, рис, бусенник и амлу.
На восточной торговле пряностями и предметами роскоши в Александрии сколачивали целые состояния влиятельные семьи купцов, ростовщиков и науклеросов (судовладельцев), которые нанимали многочисленных капитанов и торговых агентов, перевозивших грузы хозяев. В I—III веках широко была распространена практика, когда римские купцы в Западной Индии давали товар в долг, а по прибытии судна в Египет получали деньги через своих агентов в Александрии.
Римляне полагались на открытия, сделанные греческими мореплавателями. В 120—117 гг. до н. э. Евдокс Кизикский совершил исследовательскую экспедицию в Индию и открыл важность муссонных ветров для парусных судов в Индийском океане. Затем Евдокс, вероятно, передал свои знания о муссонных ветрах Гиппалу, которому приписывают это открытие в Перипле Эритрейского моря. Таким образом, Гиппал стал легендарным мореплавателем, и долгое время считалось, что он первым воспользовался муссонным ветром. Однако более вероятно, что оба грека не были первыми, кто воспользовался муссонами. Йеменские моряки торговали там задолго до этого. До конца II в. до н. э. греки если и совершали такие экспедиции, то крайне редко, поскольку каботажное плавание вдоль Аравийского полуострова и побережья Аравийского моря до Малабарского берега и обратно занимало около двух лет, в океан же они выходить не решались. Индийские купцы, по-видимому, уже пользовались муссонами для сокращения маршрута, но это знание было коммерческой тайной. Голландский исследователь Я. Тиль в 1939 году предположил, что именно этот секрет индийский моряк (описанный в рассказе о приключениях Евдокса который приводит Страбон, пересказывающий сочинение Посидония) открыл людям египетского царя, и, следовательно, именно Евдокс, а не Гиппал, был первым греком, освоившим плавание при помощи муссонных ветров. То, что при возвращении из второго плавания его отнесло к побережью Восточной Африки, подтверждает это предположение, так как означает, что он плыл через океан.
Дж. Бейкер даже заявляет, что Евдокс был первым греком из Египта, посетившим Индию, и датирует его плавания примерно 120 и 115 до н. э.(Точнее было бы сказать — первым достоверно известным греком, совершившим плавание в Индию. Птолемеи направляли посольства в Индию ещё в III в. до н. э., но по суше).
В любом случае, кто бы ни открыл направление муссонов, он произвел переворот в индийской морской торговле, сравнимый с открытием морского пути в Индию Васко да Гамой или прорытием Суэцкого канала. Каботажное плавание из Красного моря к Малабарскому берегу вряд ли занимало меньше двух лет. Открытие Гиппала сократило этот срок до примерно 9 месяцев. Корабли, выходившие из Миос Гормоса в первой половине июля, шли до Ароматов (мыс Гвардафуй), а оттуда с попутным ветром добирались до Индии за сорок дней, прибывая туда к октябрю. В конце ноября — начале декабря они отплывали обратно с северо-восточным муссоном и добирались до Береники или Миос Гормоса к весне.

#### Контакты с Индией

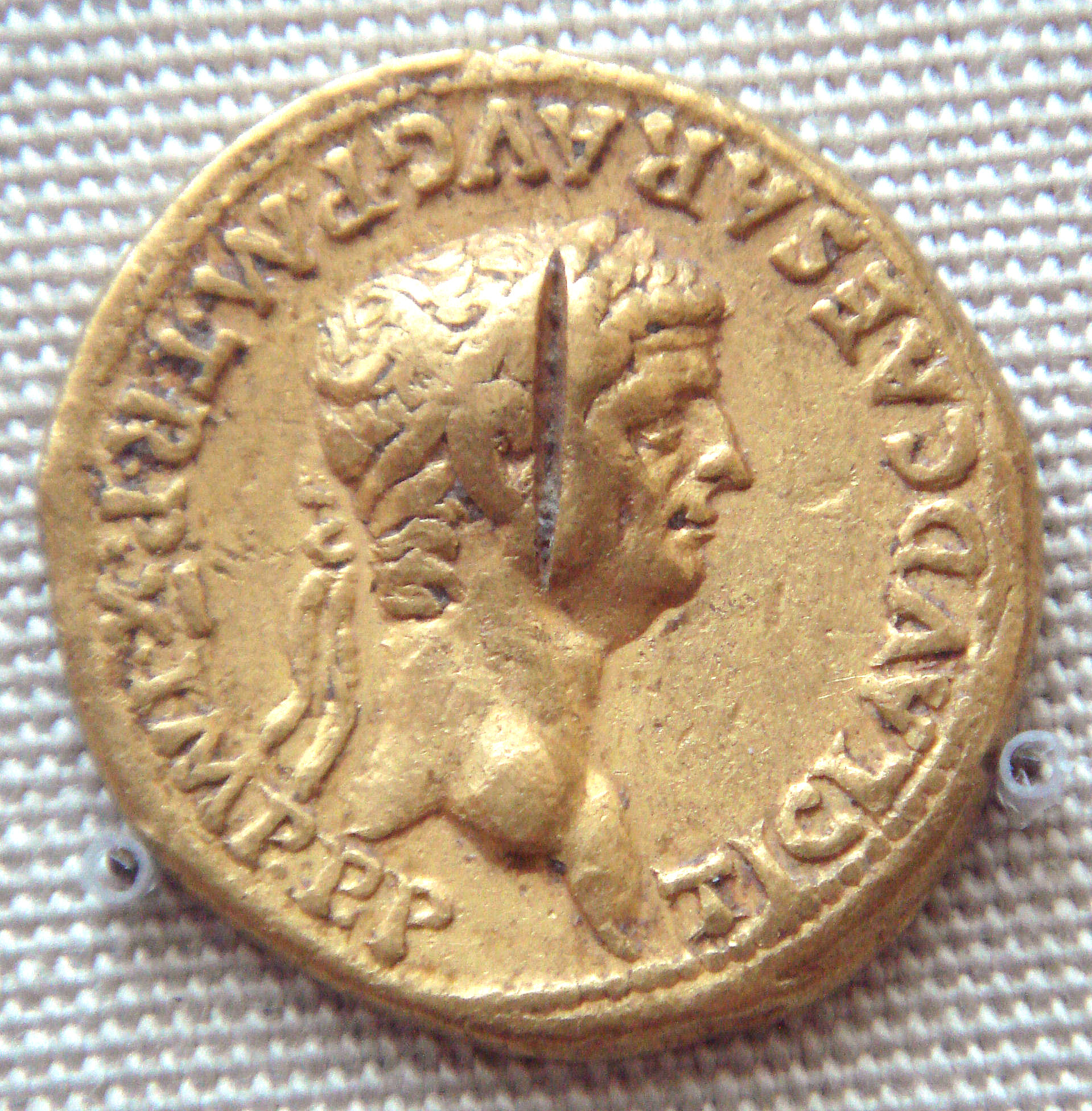
Золотая монета Клавдия (50-51 г.р. э.), Раскопана в Южной Индии.

Известно, что в окружении Августа был индиец, а сам он принимал посольства из Индии; одна делегация встречалась с ним в Испании в 25 году до н. е., и одна — на Самосе в 20 году до нашей эры.
Торговля через Индийский океан расцвела в I—II вв. н. е. Основными торговыми партнерами в Южной Индии были тамильские династии Пандея, Чола и Черас. Подробные описания портов и пунктов торговли вокруг Индийского океана можно найти в греческом «Перипл Эритрейского моря». В латинских текстах выражение индиец (Инди) обозначал всех азиатов, индийцев и дальше.

Основные маршруты и рынки по «Периплу Эритрейского моря» (англ.)

Основными статьями импорта из Индии были специи (такие как перец, кардамон, гвоздика, корица, сандаловое дерево) и драгоценные камни (жемчуг, рубины, бриллианты, изумруды и слоновая кость). В обмен римляне торговали серебром и золотом. Клады римских монет времен индо-римской торговли были найдены в Южной Индии, а римские предметы были обнаружены на раскопках бывшего морского порта Арикамеду, который был одним из торговых центров.

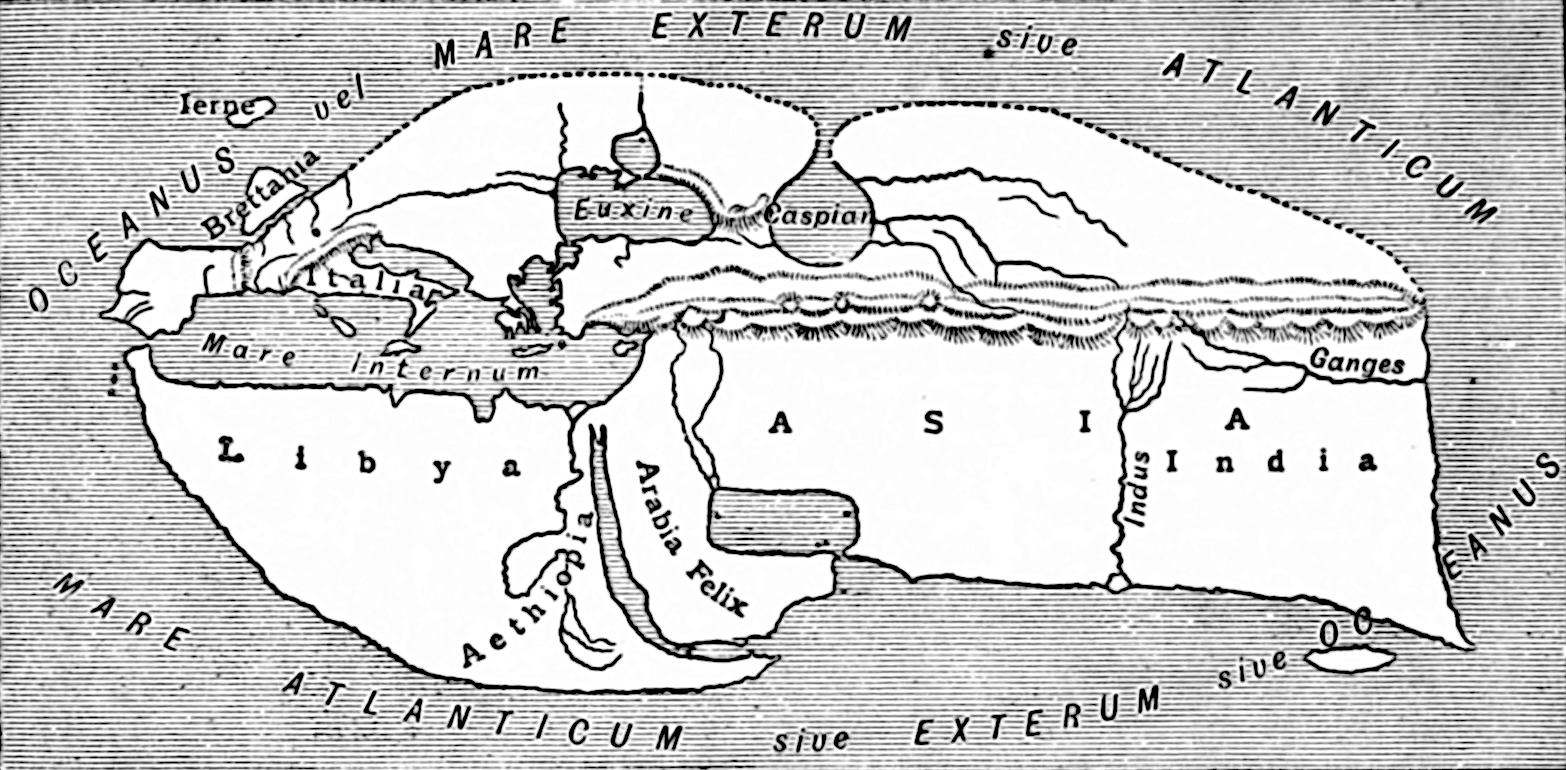
Реконструкция карты мира по Страбону. Иллюстрация 1903 года

Помпоний Мела выступал за существование Северо-Восточного прохода через пролив к северу от Каспийского моря (которое в древности считалось открытым дo океана на севере).

#### Китай
Торговля Рима с Китаем началась в I веке до н. э. (в правление У-ди), подстёгнутая высоким спросом римлян на китайский шёлк. Хотя римляне уже знали о диком шелке (косская одежда), они изначально считали китайское шелковое волокно растительным продуктом:

«Серер (китайцы) славятся шерстяным веществом, которое они извлекают из своих лесов; замочив в воде, они соскребают с листьев белое волокно […] Проделанная работа настолько разнообразна, и регион мира, на который полагаются римские девушки, настолько далёк, что публике с прозрачной одеждой можно разориться.» (Плиний Старший, Naturalis Historia VI, 54)

«[Мудрец] показывает себе и другим, что природа не требует от нас ничего тяжкого и трудного, что мы можем прожить и без мраморщика и кузнеца, одеться, и не торгуя с серийцами (китайцами).» (Сенека, Нравственные письма к Луцилию, XC.)

Трудности описания контактов Древнего Рима с Китаем возникают из-за неоднозначности латинского названия «Серес», которое может относиться ко всему спектру азиатских народов в широком диапазоне от Индии до Центральной Азии и Китая. В китайских источниках Римская империя была известна как «Дацинь» (Великий Цинь) и рассматривалась как своего рода «контр-Китай» на другом конце света.
Прежде всего, предметами торговли были китайский шёлк, римское стекло и качественные ткани. Обмен товарами шёл по суше (по так называемому Шёлковомy пути) и по морскому пути (торговля с Индией), который обычно осуществлялся через многочисленных посредников — особенно парфян и сасанидов. Вероятно, морской маршрут открылся в I веке н. э. из контролируемых римлянами портов в Египте и Набатее на северо-восточном побережье Красного моря через порты на побережьях Индии и Шри-Ланки в контролируемый Китаем Цзяочжи (возле современного Ханоя).
Есть определённые археологические доказательства того, что римские торговцы плавали в Юго-Восточную Азию, которая была ориентировочно нанесена на карту Птолемеем в его «Географии», где он назвал Синоем (Sinae) землю, граничащую с Магнус синус (то есть Сиамским заливом и южным морем). Их портовый город «Каттигара», который лежал за Золотым Херсонесом (полуостров Малакка) и который якобы посетил греческий моряк по имени Александр, был вполне возможно, давним поселения в Ок-Эо, Вьетнам, где были найдены римские артефакты из периода Антонинов, такие как медальоны времена правления Антонина Пия (правил 138—161 г.р. э.) И Марка Аврелия (правил 161—180 г.р. е.). В китайских «Вейлу» и «Хоу Ханьшу» за 166 г.р. е. вероятно зафиксированo событие, непосредственно связанoe с этой торговой деятельностью, поскольку эти тексты утверждают, что посольство с «Тацино» (что считается названием Римской империи в целом или Сирии), посланное её правителем в «Ан Тун» (китайск.:安敦; то есть либо Антонином Пием или Марком Аврелий Антонином) высадилось в южной провинции Цзяочжи (современный Северный Вьетнам) и представило подарки китайскому императору Лю Чжи. Римляне принесли в качестве подарков рога носорога, слоновую кость и панцирь черепахи, которые они, вероятно, ранее приобрели в Южной Азии. Китайский писатель раскритиковал тот факт, что среди подарков не было драгоценных камней, и подозревал, что эмиссары их присвоили.

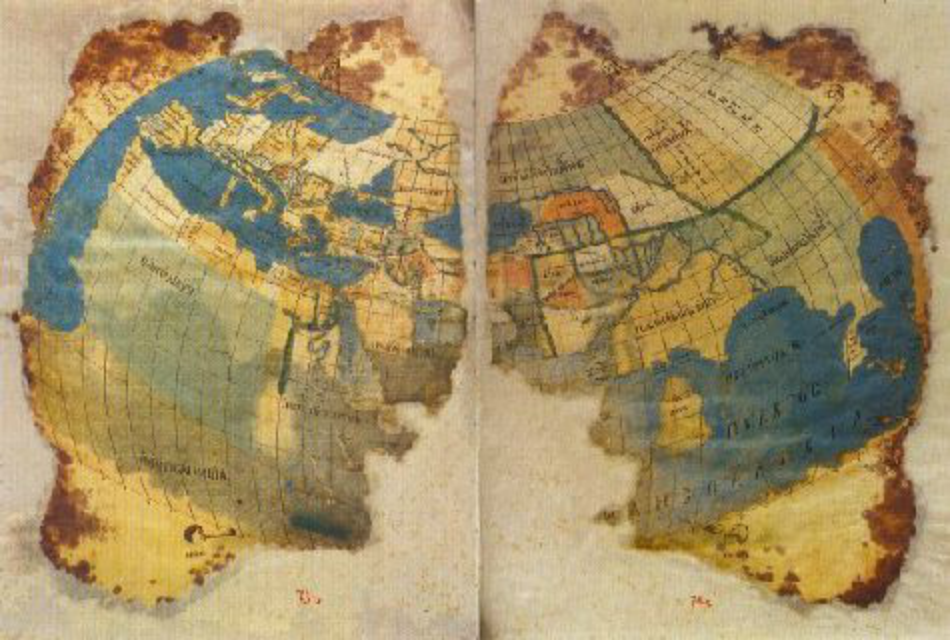
Карта Птолемея

Рэйф де Креспиньи и Уорвик Болл утверждают, что это были скорее всего римские купцы, а не официальные дипломаты, присланные Марком Аврелием (ввиду отсутствия этого события в римских источниках).
Несмотря на то, что в китайских источниках III века зафиксированы ещё два других римских посольства и ещё несколько от более поздней Византийской империи (китайск.:拂菻; пиньинь : Fú lǐn), было найдено всего шестнадцать римских монет времен правления Тиберия (правил 14-37 н. э.) до Аврелиана (правил 270—275 н. э.), которые были найдены в Китае в городе Сиань, что ни входит в никакое сравнение со значительным количеством найденной там Восточной Римской (то есть византийской) монеты с IV века и далее.
Это также значительно меньше количества римских монет, найденных в Индии, что позволяет предположить, что именно там римляне покупали большую часть своего китайского шелка. Кроме того, торговля специями оставалась более важной для древнеримской экономики, чем шёлком.
Китайский текст III века «Вейлу» описывает товары Римской империи и путь к ней.
В «Хоу Ханьшу» также речь идёт о производившихся там изделиях и о назначаемости императоров династии Антонинов в эпоху Нервы:

Что касается царя, он не является постоянной фигурой, но является избранным, как наиболее достойный... Люди в этой стране высоки и правильно сложены. Они напоминают китайцев, и поэтому страна называется Да-Цинь... Недра дают много золота, серебра и редких драгоценных камней, включая камни, которые светятся ночью... они вышивают ткани золотыми нитями для гобеленов и парчу разных цветов, и делают одежду окрашенную золотым, а также «выстиранную в огне одежду».

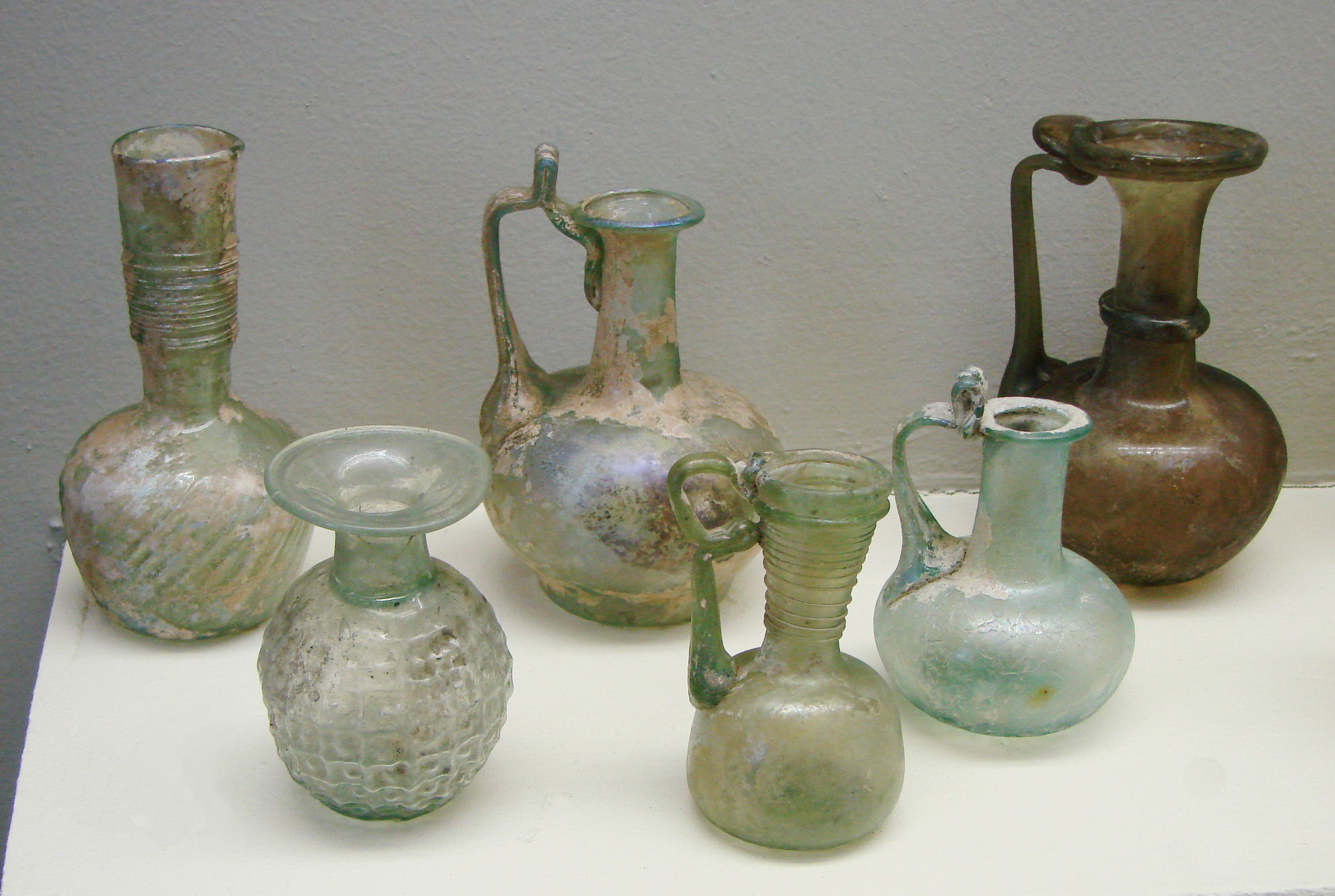
Римское стекло II века

Высококачественное стекло с римских заводов в Александрии и Сирии было экспортировано во многие места в Азии, включая ханьский Китай. Другими римскими предметами роскоши, которые высоко ценились китайскими покупателями, были ковры с золотой вышивкой и ткани золотого цвета, асбестовые ткани и виссон, ткань изготовленная из шелковистых волос (биссус) определённых моллюскoв, обитающих в Средиземноморье.

## Коммерция и религия

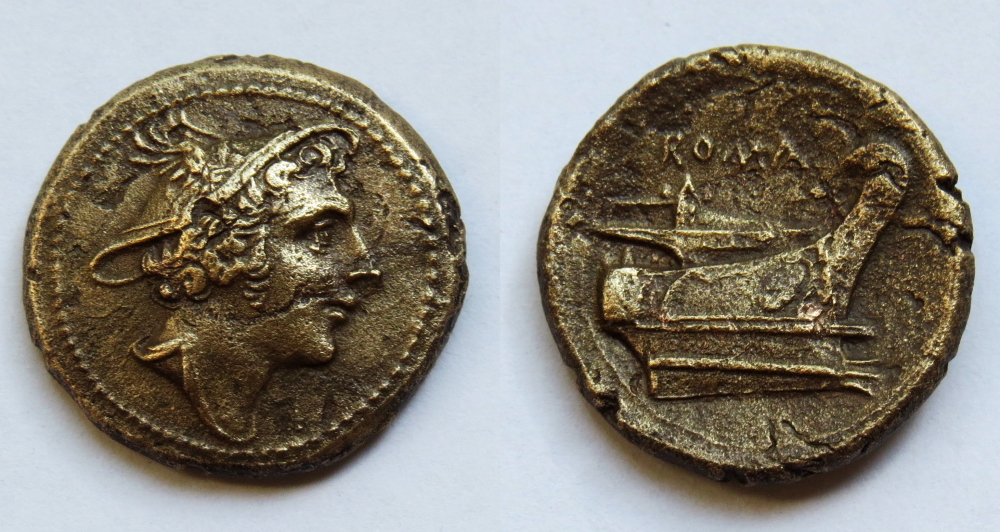
Портрет Меркурия на бронзовой Семунции (215—211 гг. до н. э.)

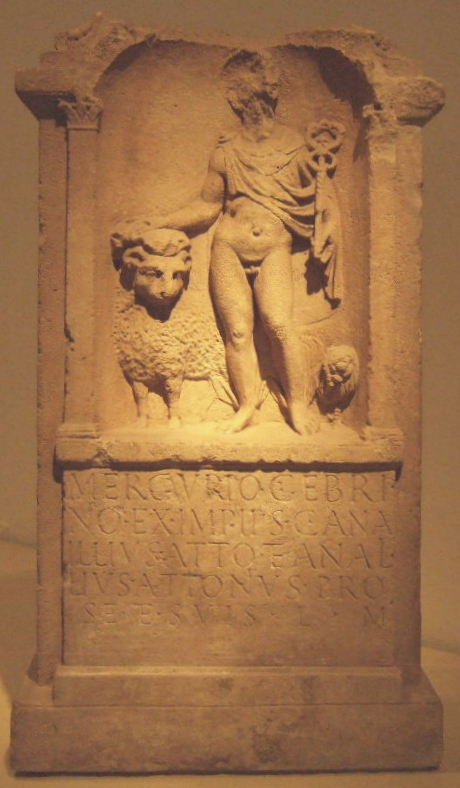
Алтарь Меркурия Гебриниуса, Бонн. В галло-римской религии, является кельтской версией Меркурия, которому поклонялись Убии в Восточной Галлии. Убии были первыми из древнегерманских племен, начавшими межкультурное общение с римлянами, установившими с ними торговые отношения.

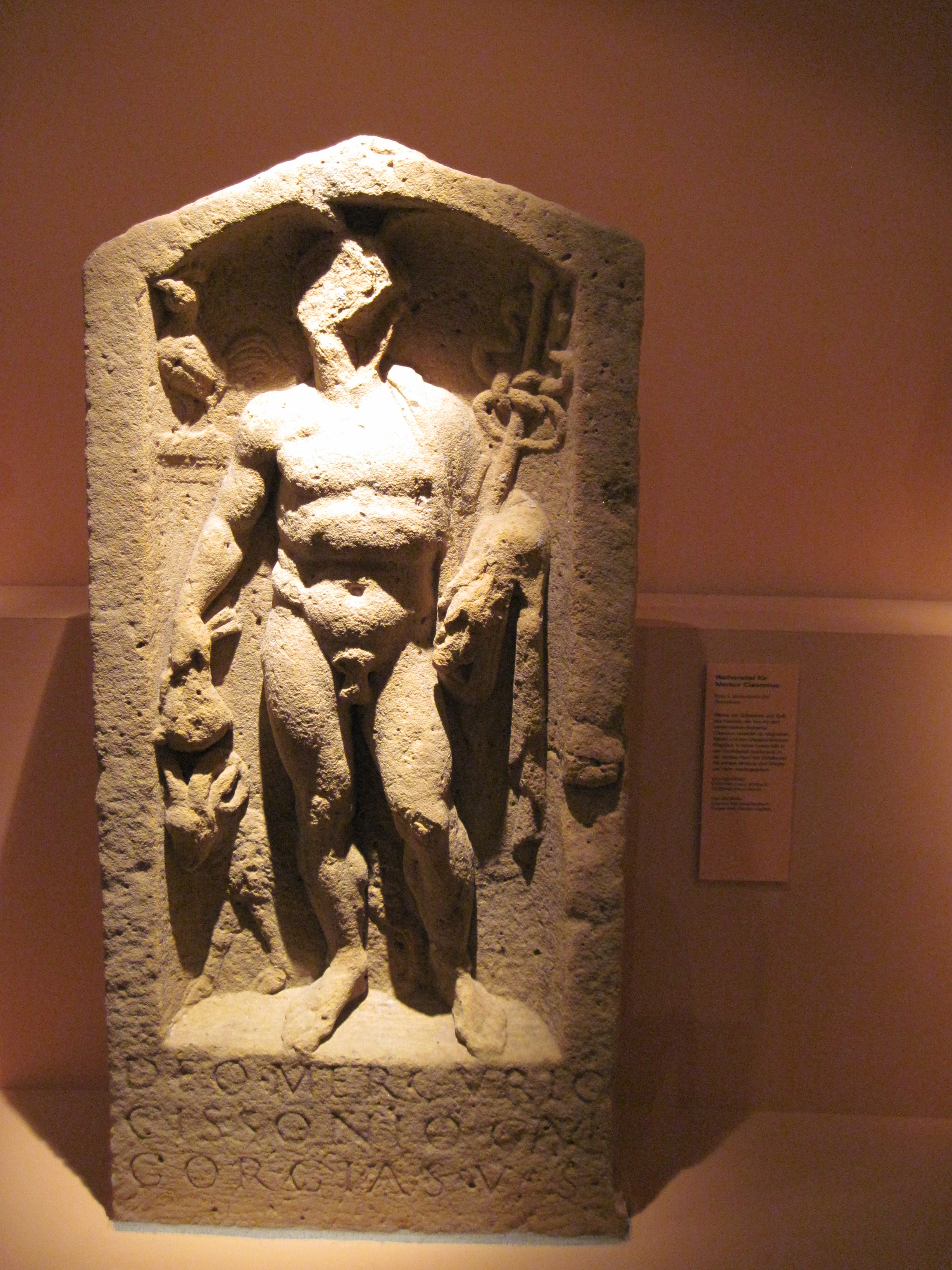
Рельеф с Меркурием Циссонием из Рейнцаберна. Предположительно он был богом торговли и защитником во время путешествий. Таким образом, он отождествляется с Меркурием.

Богом всех, кто вовлечен в коммерческую деятельность, был Меркурий (от лат. merx — товар и лат. merco — торговать).
Его аналогом в греческой мифологии можно считать Гермеса, а в этрусском пантеоне — Турмсу.
Храм Меркурия в Большом цирке, между Авентинским и Палатинским холмами, был возведен в 495 г. до н. э. Это место хорошо подходило для того, чтобы служить местом поклонения богу торговли и скорости, так как это был один из основных центров торговли и беговые дорожки. Расположение храма между плебейской крепостью на Авентине и патрицианским центром на Палатине также подчеркивало роль посредника, часто приписываемого Меркурию.
15 мая праздновали Меркуралию; древнеримские торговцы проводили соответствующие ритуалы преданности Меркурию и просили бога отвадить от него и от его вещей вину от всех обманов ним его клиентов и поставщиков. Одновременно они просили прощения у бога за свои прегрешения, обманы и ложные клятвы.
Kупцы окропляли головы водой из священного источника Меркурия, расположенного недалеко от Порта Капена.
Меркурий стал очень популярен среди народов, покоренных Римской империей. В римском синкретизме его сравнивали с кельтским богом Беленусом, (Лугусом, Лугом) и германским божеством Вотаном.
В имперскую эру Меркурий распространился на запад и север благодаря торговле. В конце концов, в кельтских и германских провинциях поклонение Меркурию было даже сильнее, чем в самом Риме, на это указывают сотни находок, большинство из которых — надписи на священных камнях или бронзовых табличках. Изображения на этих камнях, которые были найдены в германских провинциях Рейна, являются римскими по форме и выражению, но совокупность названий имеет германское происхождение.
В провинции он также встречается с многочисленными местными прозвищами, такими как «Меркурий Циссоний» или «Меркурий Гебриниус».

## Элита и двойной менталитет торговли
Хотя Ливий ссылается на Lex Claudia (218 год до н. э.), который ограничивал сенаторов и сыновей сенаторов во владении судами вместимостью более 300 амфор (около семи тонн), они всё равно, несомненно, участвовали в торговле, поскольку Цицерон упоминает этот закон при словесной атаке Верреса, хотя и ничего не делает, чтобы обвинить его.
Сенаторы имели разрешение владеть и пользоваться судами меньше размера ограничения, и Катон при совете, где строить фермы, в частности, рекомендует строить близ доступной реки, дороги или порта для перевозки товаров, что находится в прямом противоречии утверждению Ливия о том, что вся прибыль от торговли для сенатора является позорной.
Это не значит, что обогащение не было желательным. Плиний отмечает, что римский человек должен честным путем приобретать большие состояния, Полибий сравнивает отношение в Карфагене и Риме к прибыли от торговли. Так началась путаница относительно роли древнеримской элиты в торговле. Теренций писал, что не усматривалось ничего плохого в крупномасштабной торговле, было вполне почётным и законным импортировать большие количества товаров со всего мира, особенно если в результате успешной торговли торговец покупал земли и инвестировал в римское сельское хозяйство; позорной считалась мелкая торговля. Мелкая торговля названа «вульгарной» и Тацитом, когда он описывает участие Семпрония Гракха в мелкой торговле.
Катон сам занимался торговлей, хотя и предостерегал против этого, потому что это было рискованным занятием. Возможно, именно риск был частью соображений о необходимости держать сенаторов отдельно от торгового бизнеса, ведь если бы они претерпели сильную неудачу в торговле, они могли, разорившись, оказаться ниже имущественного ценза в миллион сестерций, необходимого для сенатора. Поэтому владение землей по сравнению с торговлей было гораздо безопаснее.

«Иногда бывает выгодно искать прибыль торговлей, не будь это дело опасно, а равно и ссудой под проценты, будь это дело благопристойно … единственно чистый и благородный способ увеличить своё состояние — сельское хозяйство».— Марк Порций Катон Старший (234—149 до н. э.).
Плутарх описывает участие Марка Порция Катона в торговле очень подробно, изображая, как он использовал «прокси» (гражданина по имени Квинкций), чтобы вести свой бизнес через группу из пятидесяти других людей.
Ограничение на торговлю для сенаторов было принято усилиями трибуна плебеев, класса людей, на которых ограничение не распространялось; вероятно эта реформа могла продвигаться представителями сословия всадников или других состоятельных купцов в попытке вытеснить сенаторов из доходного торгового бизнеса, который быстро рос.

## Римская империя и последствия торгового дефицита
Пытаясь дать общую оценку торговли Рима с Востоком, историки всегда пытались уменьшить еe количественное измерение. Например, соображения римских авторов, таких как Плиний Старший, часто недооценивают. Плиний описал значительный финансовый дефицит из-за торговли Рима с Востоком: Империя имела торговый дефицит в 100 миллионов сестерциев в год для импорта предметов роскоши (половина этой цифры предназначалась только для Индии)
Недавние исследования привлекают внимание к глубине и интенсивности торговли Рима с Востоком и масштабам еe евразийских сетей. Подходы науки новой институциональной экономики, применяемые к римскому обществу, помогают сосредоточиться на рыночных механизмах внутри Римской империи и выявить ключевые элементы финансовой системы, такие как кредиты, банки и инвесторы.
Новые открытия приводят к пересмотру или модификации существующих теорий. Как, например, в случае со знаменитым «папирусом из Музириса», изданным в 1985 году и хранящимся в Австрийской национальной библиотеке в Вене. Этот документ, датируемый примерно серединой II века, стал одним из наиболее значительных доказательств, связанных с индо-римской торговлей.
В материалах речь идет о крупногабаритном корабле по имени Гермаполлон, который используется для торговли между египетским портом и знаменитым портом Музирис на юго-западном побережье Индии. Текст на одной стороне папируса был идентифицирован как договор о морской торговой ссуде между богатым судовладельцем и торговцем; другая сторона содержит веса и денежную оценку индийского груза, загруженного в порту Музирис.
Кредит на Hermapollon, упомянутый в папирусе из Музириса, был рассчитан на груз стоимостью 6 911 852 сестерциев (до уплаты налога это 9 215 803 сестерциев) и предназначался для приобретения драгоценных товаров. Для более общей количественной оценки мы не должны забывать, что Страбон писал о знаменитом порту Миос Ормос на Красном море, оттуда 120 судов — каждый год — использовались для плавания в направлении индийского побережья (Страбон 2.5.12: Паркер, 2002 : 75; Wilson, 2015).
Таким образом, папирус из Музириса выявил существование грузов такой необычайной ценности и выделение кредита на таком уровне, что утверждение Плиния о невероятном торговом дефиците не кажется ошибочным: на фоне оценки римского ВВП 10 миллиардов сестерциев (Temin, 2006), сумма дефицита Плиния в 100 миллионов сестерциев представляет только один процент ВВП: следовательно, это был устойчивый торговый дефицит (Fitzpatrick, 2011 : 31).
С современной точки зрения можно подметить, что Римской империи не хватало того, что мы сегодня называем импортозамещением. Локализация производства импорта по всей видимости не была приоритетом властей: шелк например был ввезен для местного разведения только в VI веке. С другой стороны большинство её иностранных торговых партнеров не стремились закупать римские товары (хотя они импортировали некоторые из них: например вино), и поэтому римляне покупали такие вещи, как специи и текстиль, в обмен на золото и серебро. По сути это был обмен все более редкого драгметалла, который был необходим для функционирования римской монетарной системы, на предметы роскоши недлительного пользования. Римляне знали об этом и обсуждали это в Сенате, но у них не было точной экономической статистики или какого-либо хорошего представления об их экономике в целом. Внутренняя экономика Рима также страдала от неэффективности, связанной с рабством, и избыточного производства немногих прибыльных продуктов из-за постоянного копирования итальянской экономики в своих колониях. В каком-то смысле они подавили свои внутренние италийские рынки вместо того, чтобы наладить сбалансированную торговлю между различными регионами империи с различными видами производства и региональной продукции. Многие продукты, на которые богата Северная Европа, как например рожь, овёс и сливочное масло, воспринимались римлянами как «варварские» и не пользовались спросом.

## Упадок торговли в III веке
В I—III веках Римская империя представляла собой величайшую область свободной торговли, какую только знает история. Единство монеты, меры и веса, свободное плавание всех повсюду, цветущее состояние промышленности в Испании, Малой Азии, Сирии, Египте, Северной Италии, отчасти Греции, высокий уровень земледелия в Африке и на прибрежье Чёрного моря — все это способствовало процветанию торговли. Но это благосостояние продолжалось недолго. При Диоклетиане наступил страшный экономический кризис, от которого римская торговля уже не смогла оправиться.
Историк Михаил Ростовцев и экономист Людвиг фон Мизес утверждали, что неправильная экономическая политика сыграла ключевую роль в обнищании и упадке Римской империи. Согласно им, ко II веку в Римской империи сложилась сложная рыночная экономика, в которой торговля была относительно свободной. Тарифы были низкими, и законы, контролирующие цены на продукты питания и другие товары, оказывали незначительное влияние на рынки, потому что они не устанавливали цены, которые были значительно ниже рыночных. После III века, однако, девальвация валюты (то есть, чеканка монет с уменьшением содержания как золота и серебра так и бронзы) привела к гиперинфляции.

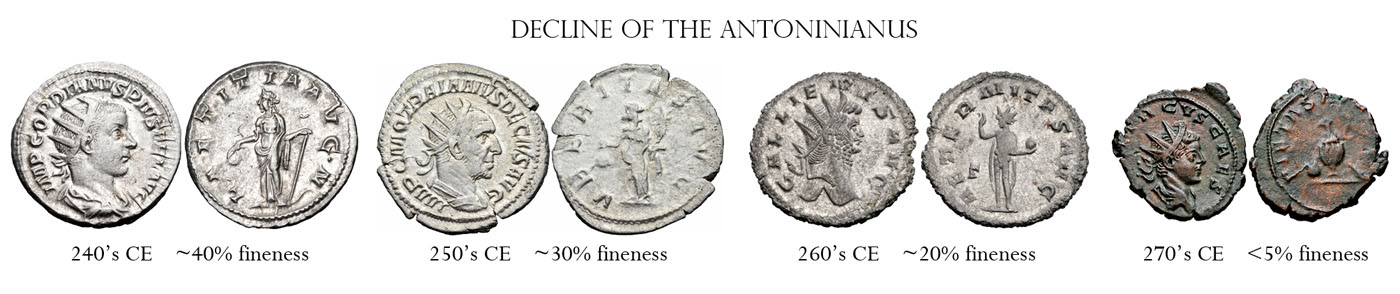
Быстрое снижение содержания серебра в Антониниане.

В 301 году один золотой ауреус стоил 833 дeнариев; к 324 году тот же самый ауреус стоил 4350 дeнариев. В 337 году, после того как Константин перешел к солидусу, один солидус стоил 275 000 дeнариев и, наконец, к 356 году один солидус стоил 4 600 000 дeнариев.
Xотя Константин инициировал успешную реформу валюты, (которая была завершена до варварских нашествий IV века, и после этого валюта оставалась здоровой везде, в пределах империи, по крайней мере, до XI века) по мнению Ростовцева и Мизеса, искусственно заниженные цены привели к дефициту продуктов питания, особенно в городах, жители которых зависели от торговли, чтобы получить их.
В результате законов о контроле цен производителей товаров затем вынудили продавать их по ценам, которые были значительно ниже рыночных.
Несмотря на законы, принятые для предотвращения миграции из городов в сельскую местность, городские районы постепенно обезлюдели
и многие римские граждане отказались от своей профессии, чтобы заниматься натуральным сельским хозяйством. Это, в сочетании с растущим угнетением имперской администрацией и произвольным налогообложением, привело к серьёзному сокращению торговли, технических инноваций и общего благосостояния Империи.
Брюс Бартлетт прослеживает начало упадка к правлению Нерона, Он утверждает, что императоры все больше полагались на армию в качестве единственного источника своей власти, и поэтому их экономическая политика все больше и больше двигалась желанием увеличить военное финансирование, чтобы купить лояльность армии (или по крайней мере офицерского состава). К 3-му веку, согласно Бартлетту, монетарная экономика рухнула. Имперское правительство теперь находилось в положении, когда оно должно было удовлетворить потребности армии любой ценой. Невыполнение этого требования приводило к тому, что армия насильственно свергала императора и устанавливала нового. Поэтому, будучи неспособной увеличить денежные налоги, Римская империя вынуждена была прибегать к прямой реквизиции физических товаров везде, где могла их найти — например, брать продовольствие и скот у фермеров. Результатом, по мнению Бартлетта, стал социальный хаос, и это привело к разным реакциям со стороны властей и простых людей. Власти пытались навести порядок, требуя, чтобы свободные люди (то есть не рабы) оставались в той же профессии или даже на том же месте работы. В конце концов, эта практика была расширена, чтобы заставить детей следовать той же профессии, что и их родители. Так, например, фермеры были привязаны к земле, а сыновья солдат должны были сами стать солдатами.
Многие простые люди отреагировали, перебравшись в деревню, иногда присоединяясь к сословиям богатых, и в целом пытаясь быть самодостаточными, как можно меньше взаимодействуя при этом с имперскими властями. Таким образом, согласно Бартлетту, римское общество начало распадаться на ряд отдельных сословий, которые действовали как закрытые системы, обеспечивали все свои нужды и не занимались торговлей вообще. Это было началом феодализма.
Денежный крах конца III века для восточной половины империи оказался менее гибельным, чем для западной. Как только брожение, вызванное варварами, более или менее улеглось или пронеслось на Запад, восточная империя снова стала устраиваться, военный престиж её воскрес, отношения с Востоком стали возобновляться. Со времен Юстиниана (527—565) Византия становится посредницей между Востоком и Западом и сохраняет свою роль до тех пор, пока буржуазия итальянских и южнофранцузских городов не отбила у неё этого положения.
Однако относительное процветание Восточной империи длилось не очень долго.
После римско-персидских войн многие области Византийской империи были захвачены Хосровом I из персидской династии Сасанидов. Вскоре после этого арабы во главе с Амром ибн аль-Асом пришли в Египет в конце 639 или начале 640 года.
Этот прогресс отмечает начало исламского завоевания Египта и падение таких портов, как Александрия, которые использовались для безопасной торговли с Индией в греко-римском мире со времён династии Птолемеев.